# Tropaeum Traiani

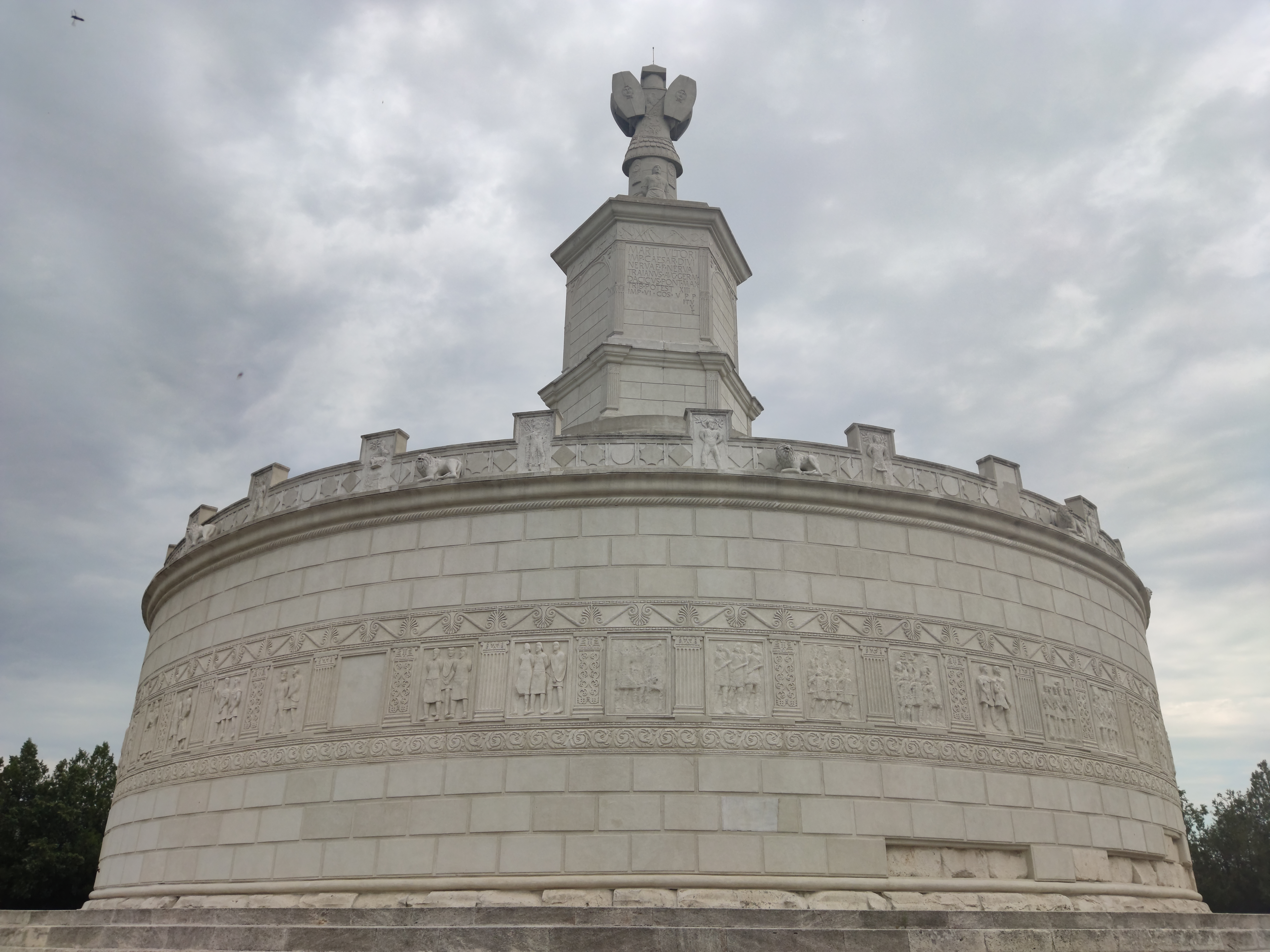
Tropaeum Traiani reconstitué en 1977.

Le Tropaeum Traiani est un tropaion élevé par Trajan près du lieu de la bataille d'Adamclisi en Mésie (aujourd'hui en Dobroudja, en Roumanie) afin de commémorer cet engagement militaire livré durant l'hiver 101/102. La bataille d'Adamclisi est l'une des plus importantes des guerres daciques de Trajan, opposant l'Empire romain aux Daces de Décébale et leurs alliés.

## Le trophée de Trajan
Trajan fit élever un monument pour commémorer sa victoire : la colonne d'Adamclisi ou trophée de Trajan (Tropaeum Traiani, Tropaeum du grec Tropaion), sur les murs duquel sont inscrits les noms de 3 000 légionnaires et auxiliaires morts « en combattant pour la République ».

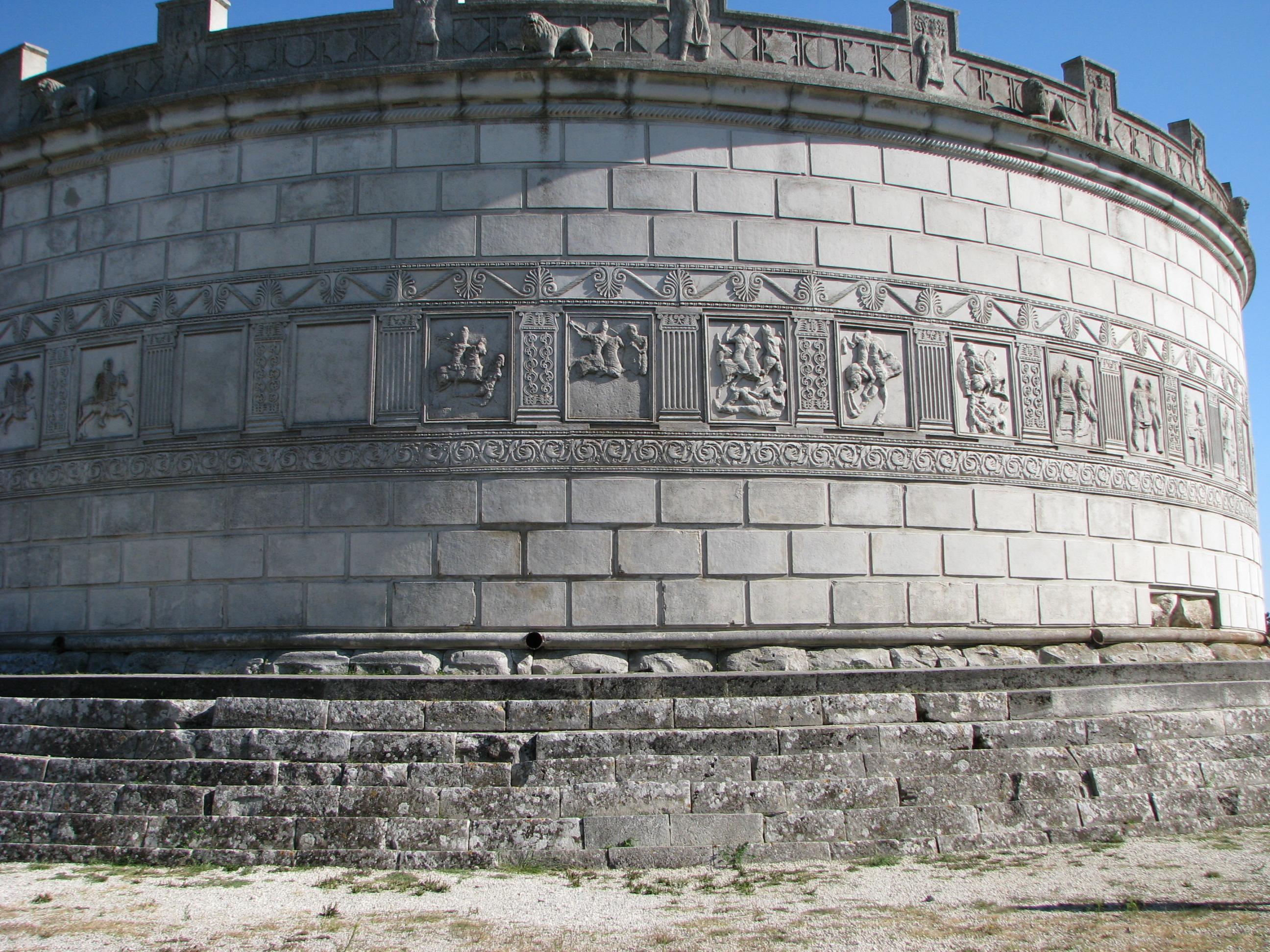
Détails du trophée.

Le monument de Trajan, inspiré du mausolée d'Auguste, est dédié au dieu Mars Ultor (Vengeur). L'inscription est préservée de manière fragmentaire des deux côtés du trophée hexagonal, et reconstituée comme suit : 
MARTI ULTOR[I]
IM[P(erator)CAES]AR DIVI
NERVA[E] F(ILIUS) N[E]RVA
TRA]IANUS [AUG(USTUS) GERM(ANICUS)]
DAC]I[CU]S PONT(IFEX) MAX(IMUS)
TRIB(UNICIA) POTEST(ATE) XIII
IMP(ERATOR) VI CO(N)S(UL) V P(ater) P(atriae)
?VICTO EXERC]ITU D[ACORUM]
?---- ET SARMATA]RUM
---------------------]E.

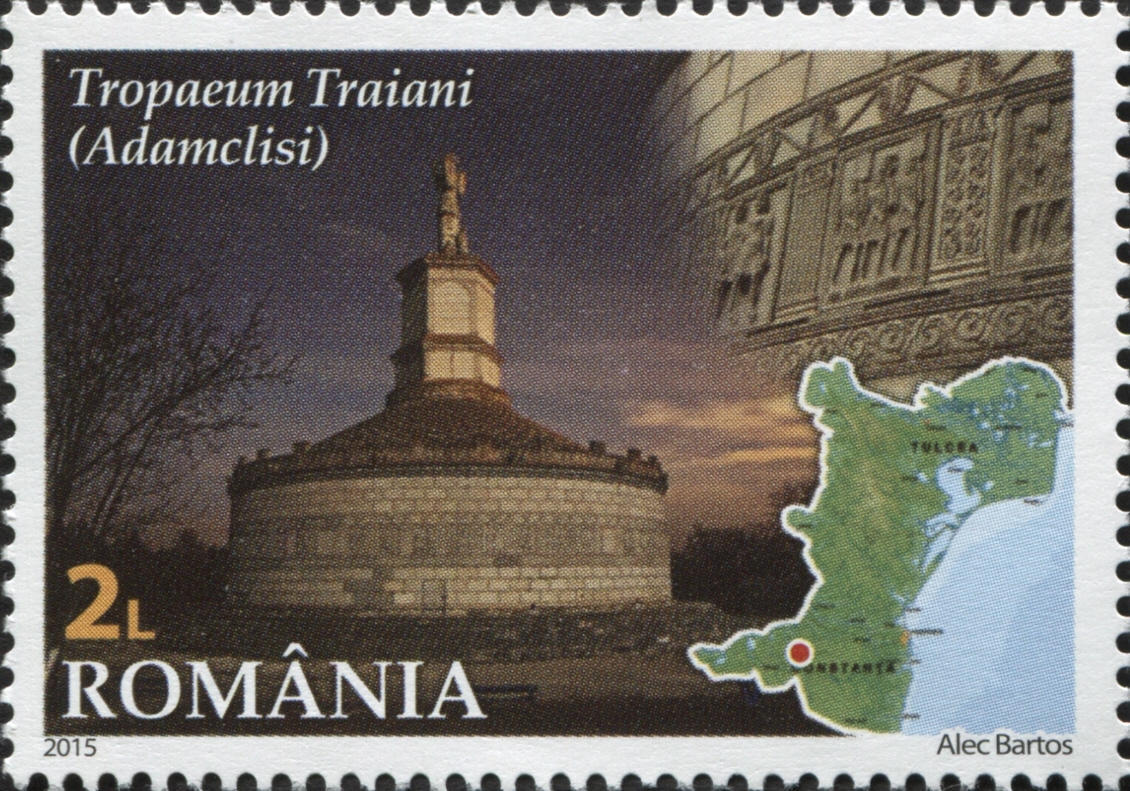
Le trophée avec son emplacement sur une carte de la Dobroudja, timbre-poste roumain, 2015.

L'inscription du monument principal peut être traduite de cette façon :
Pour Mars vengeur, l'empereur César,
Fils du divin Nerva,
Nerva Trajan Augustus, qui a vaincu les Germains,
Les Daces, grand pontife,
Pour la 13e fois détenteur de la puissance tribunitienne,
Proclamé général victorieux par l'armée pour la sixième fois,
consul pour la 5e fois, père de la patrie,
Après avoir vaincu les armées Daces
?---- et Sarmates
Le monument était censé être un avertissement aux tribus habitant aux frontières de l'Empire.
Sur le monument, 54 métopes représentent des légions romaines au combat. Fouillé au début du XXe siècle, mais aussi pillé, les sculptures et bas-reliefs originaux ont été éparpillés, répartis entre les musées d'archéologie et histoire de Bucarest et Constanza, puis le monument a été reconstitué sur place en 1977 et un petit musée a été également mis en place, où la plupart des métopes ont été regroupées. Ce musée voisin contient également de nombreux objets archéologiques, notamment certaines parties du monument romain d'origine. Des 54 métopes originales, 48 sont actuellement conservées au musée voisin, cinq sont perdues et une est au musée archéologique d'Istanbul.

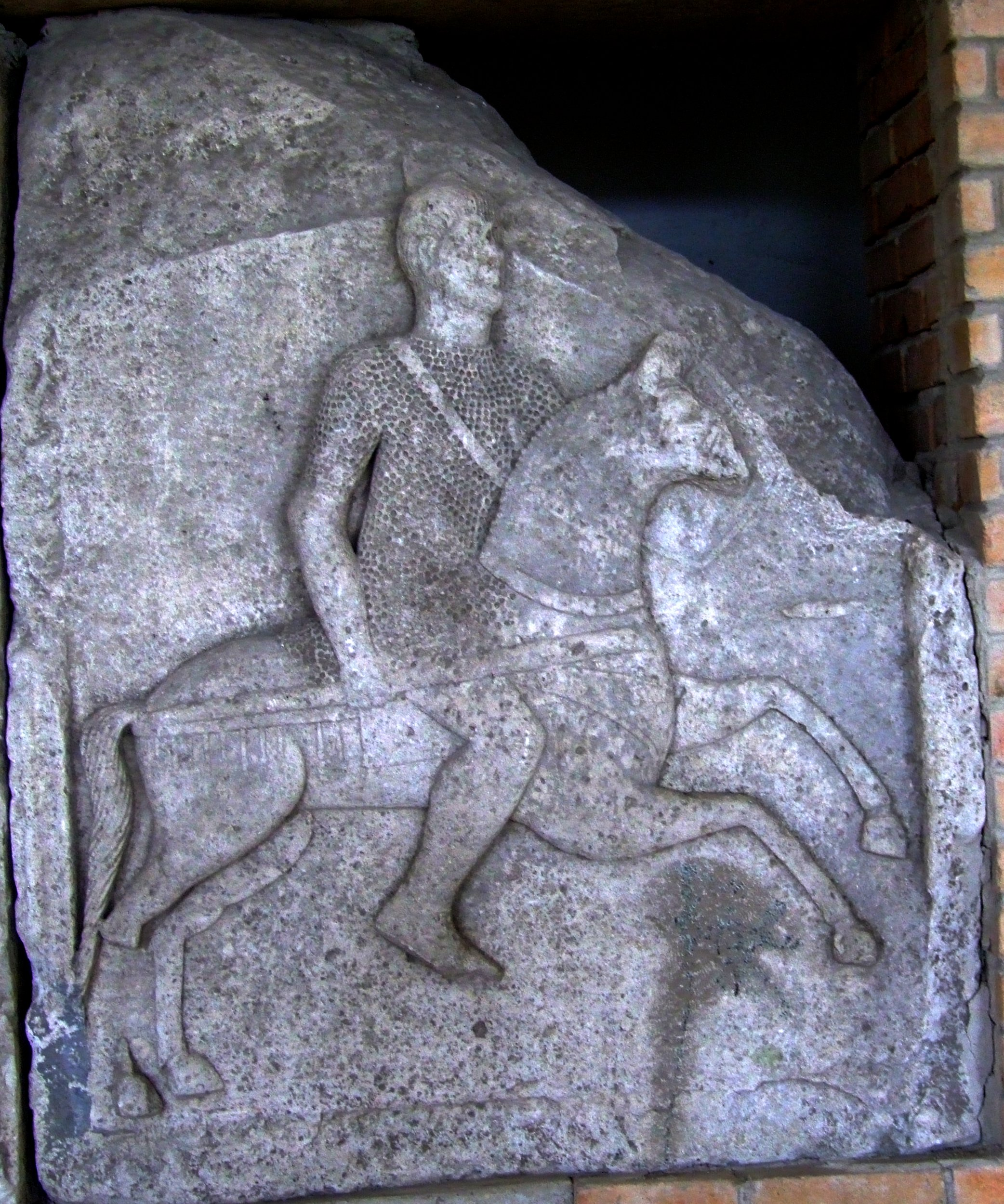
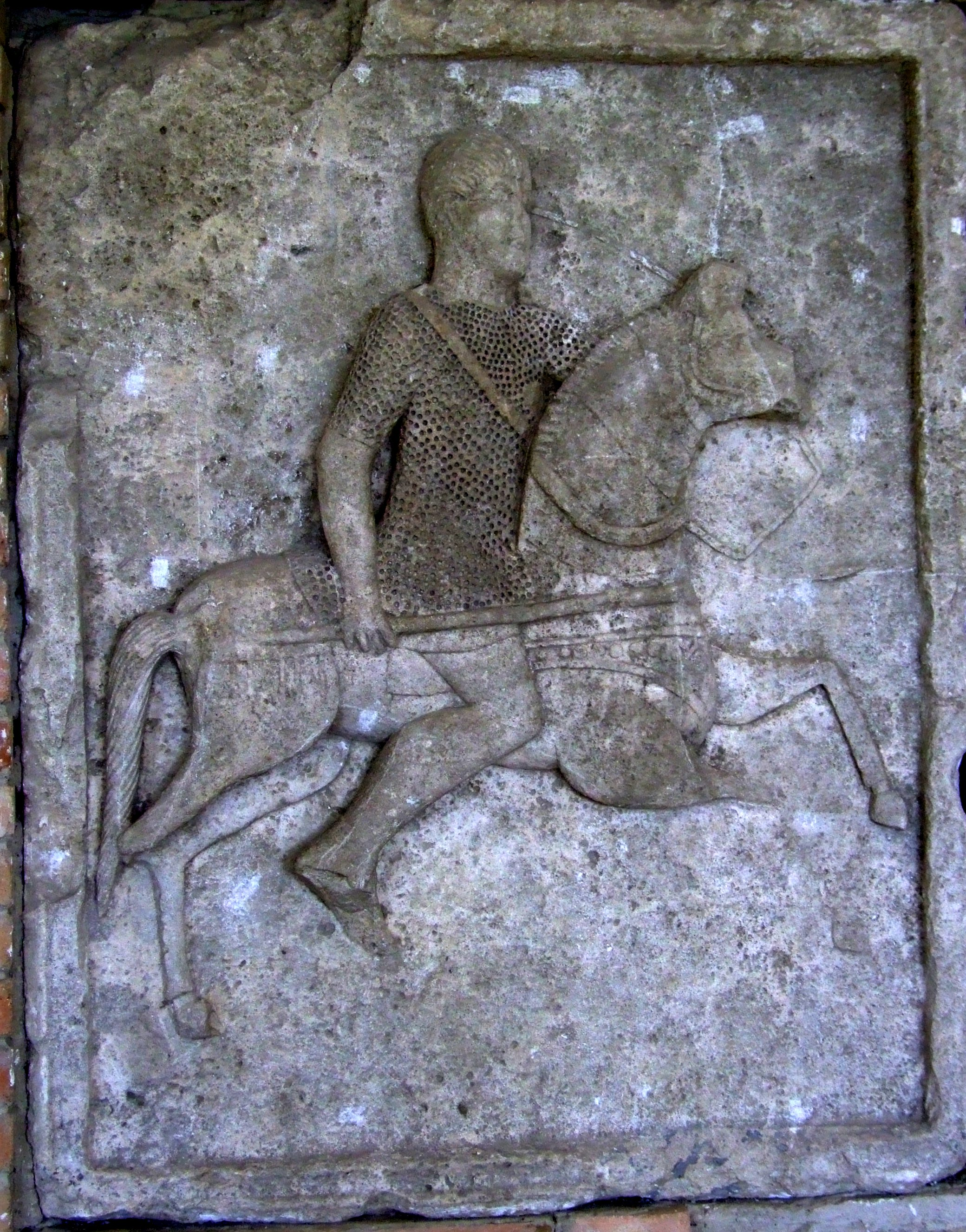
Métope II : métopes représentant un cavalier roxolan
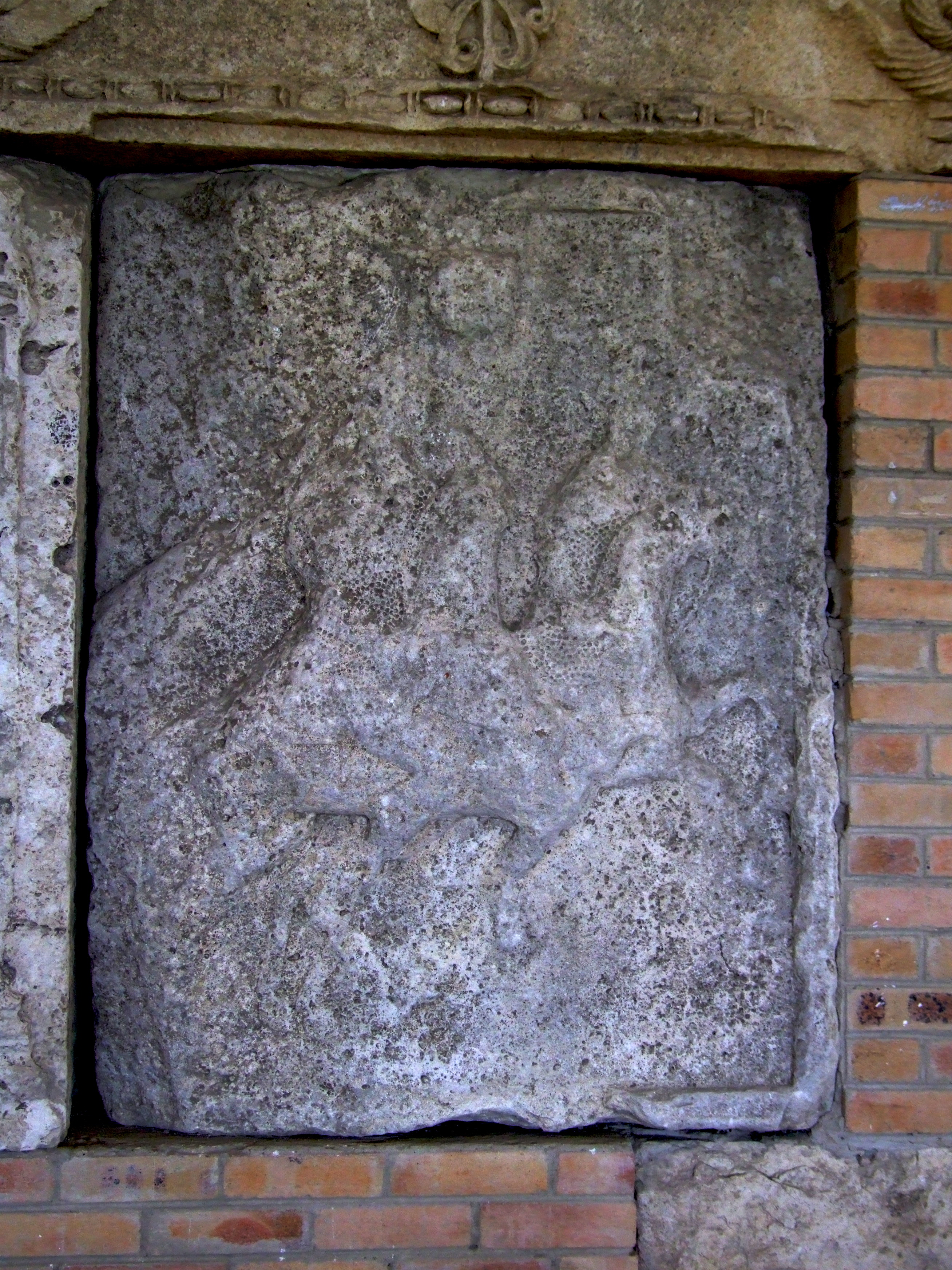
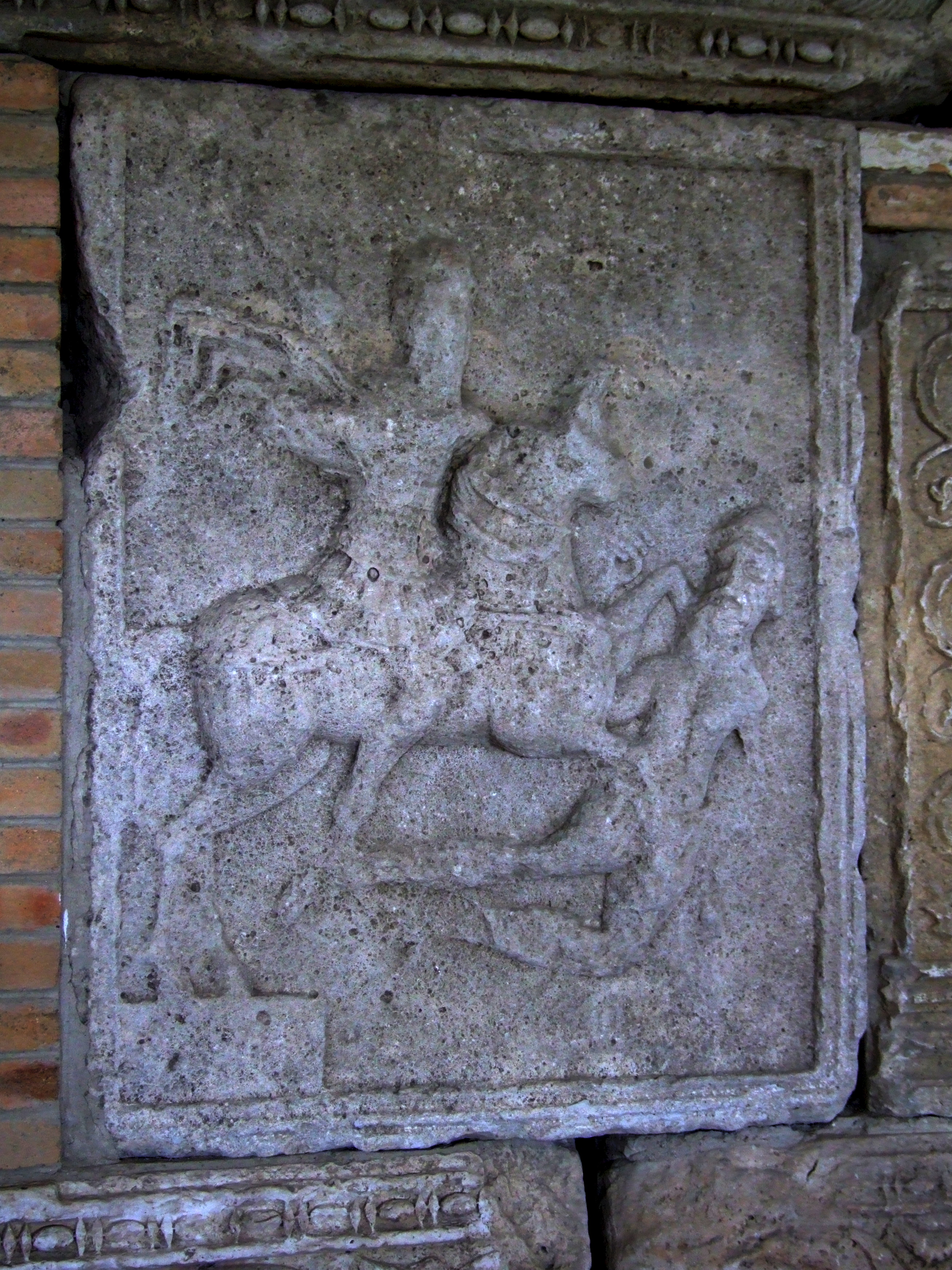
VI : statue équestre de Trajan qui écrase l'ennemi sous les sabots du cheval (Gramatopol).
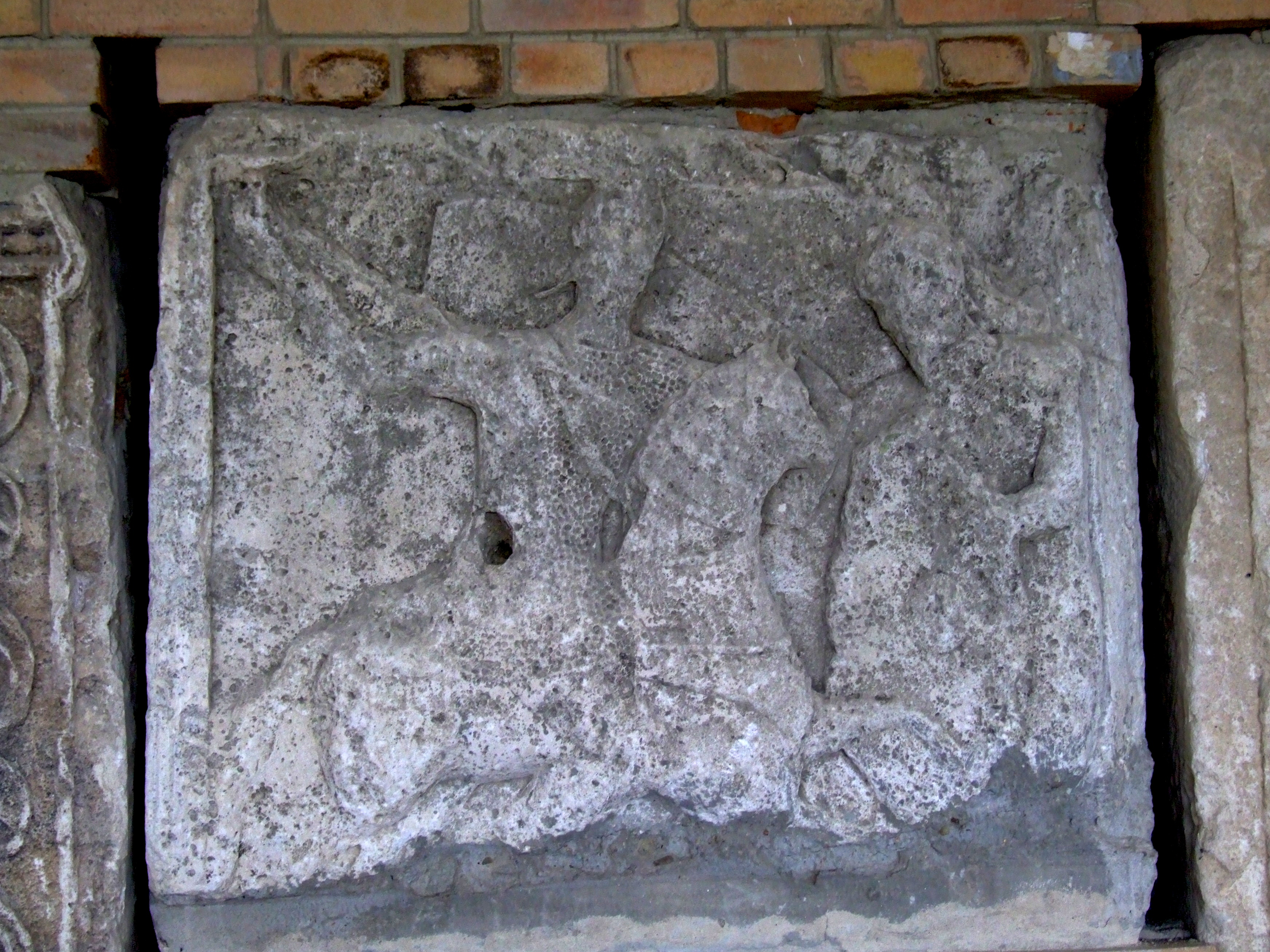
IV : le Suicide de Decebalus sur le Tropaeum -Tiberius Claudius Maximus (selon M.P Spiedel)
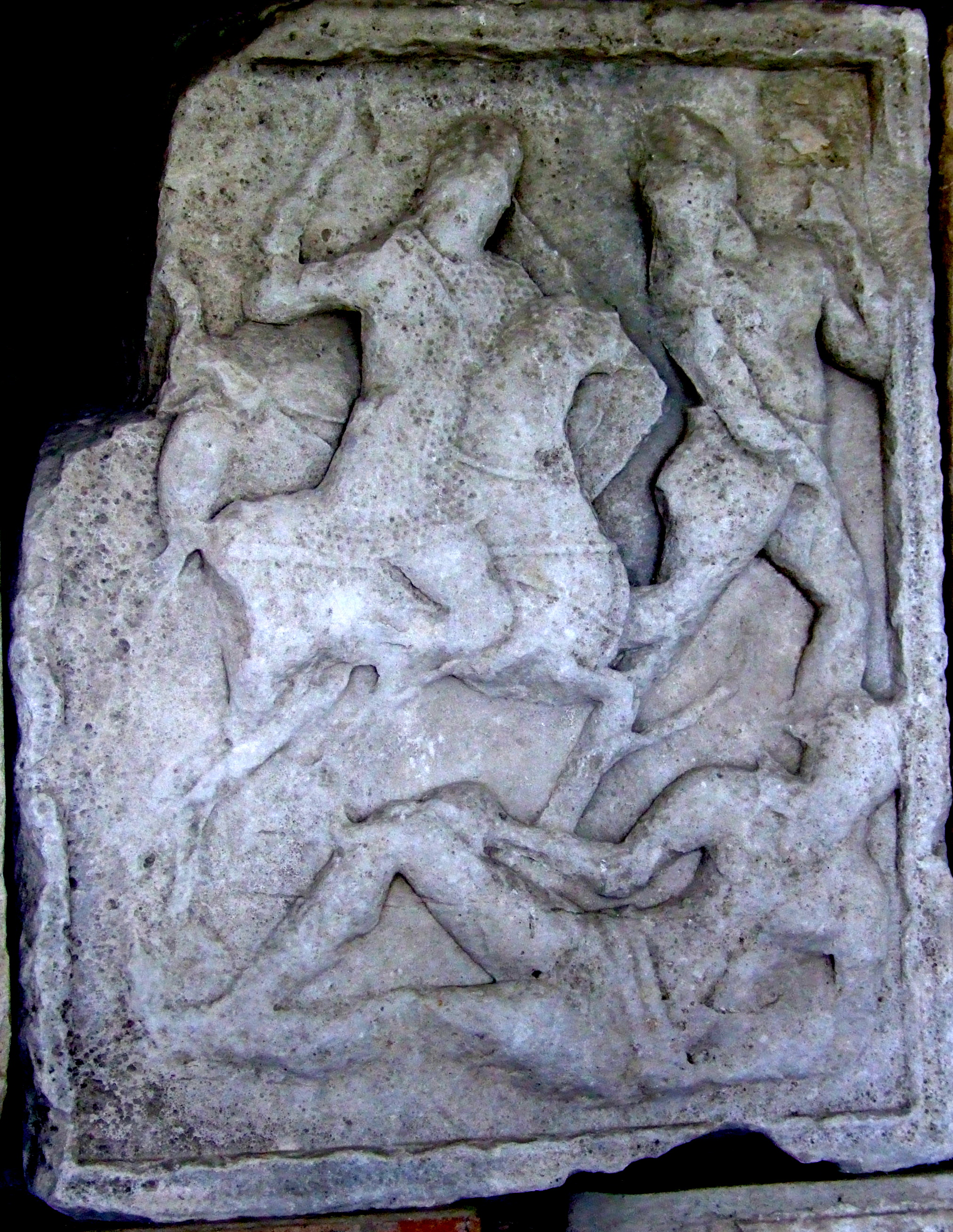
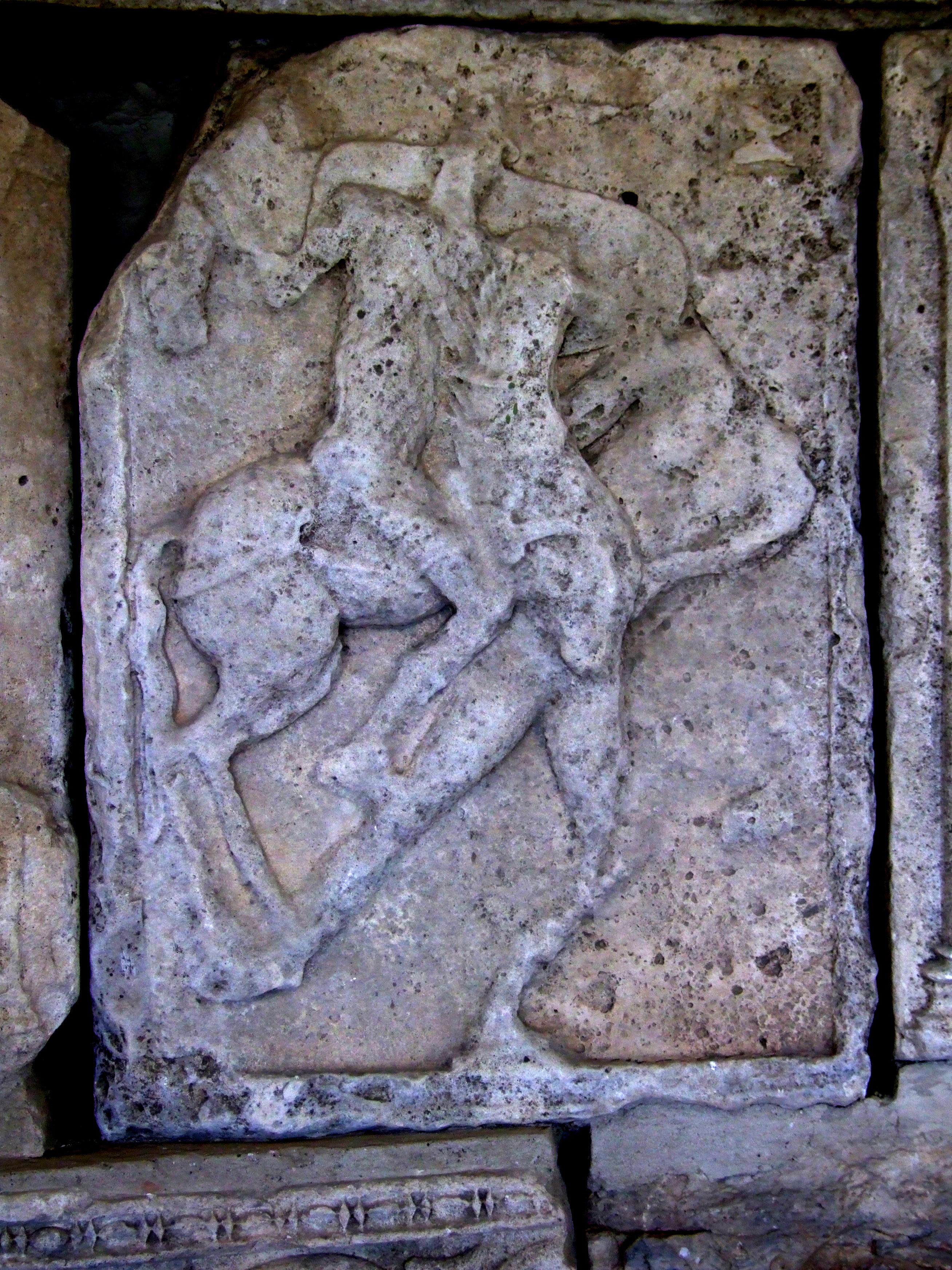
XXIV : les corps des Daces jetés des falaises. (Gramatopol)
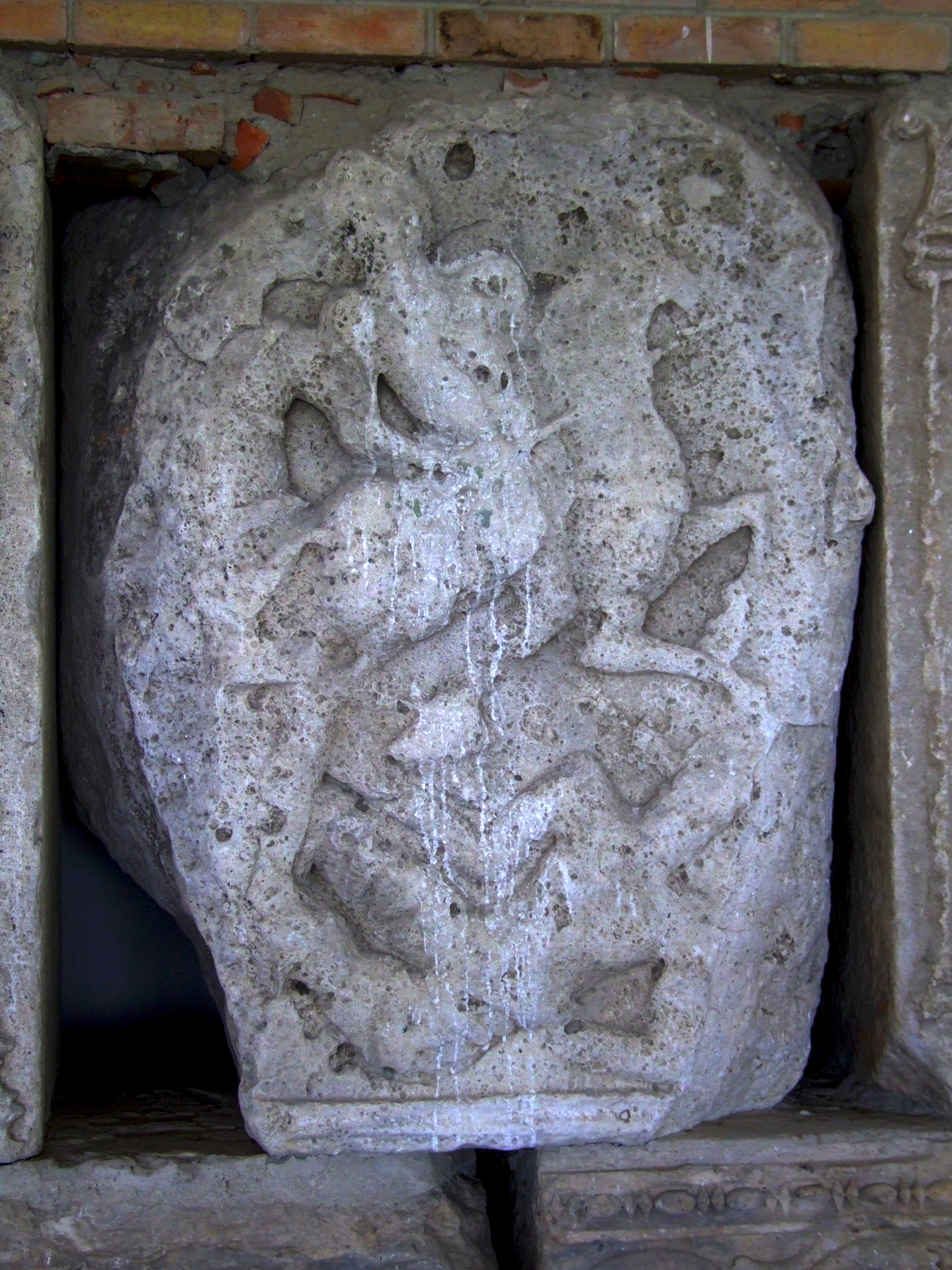
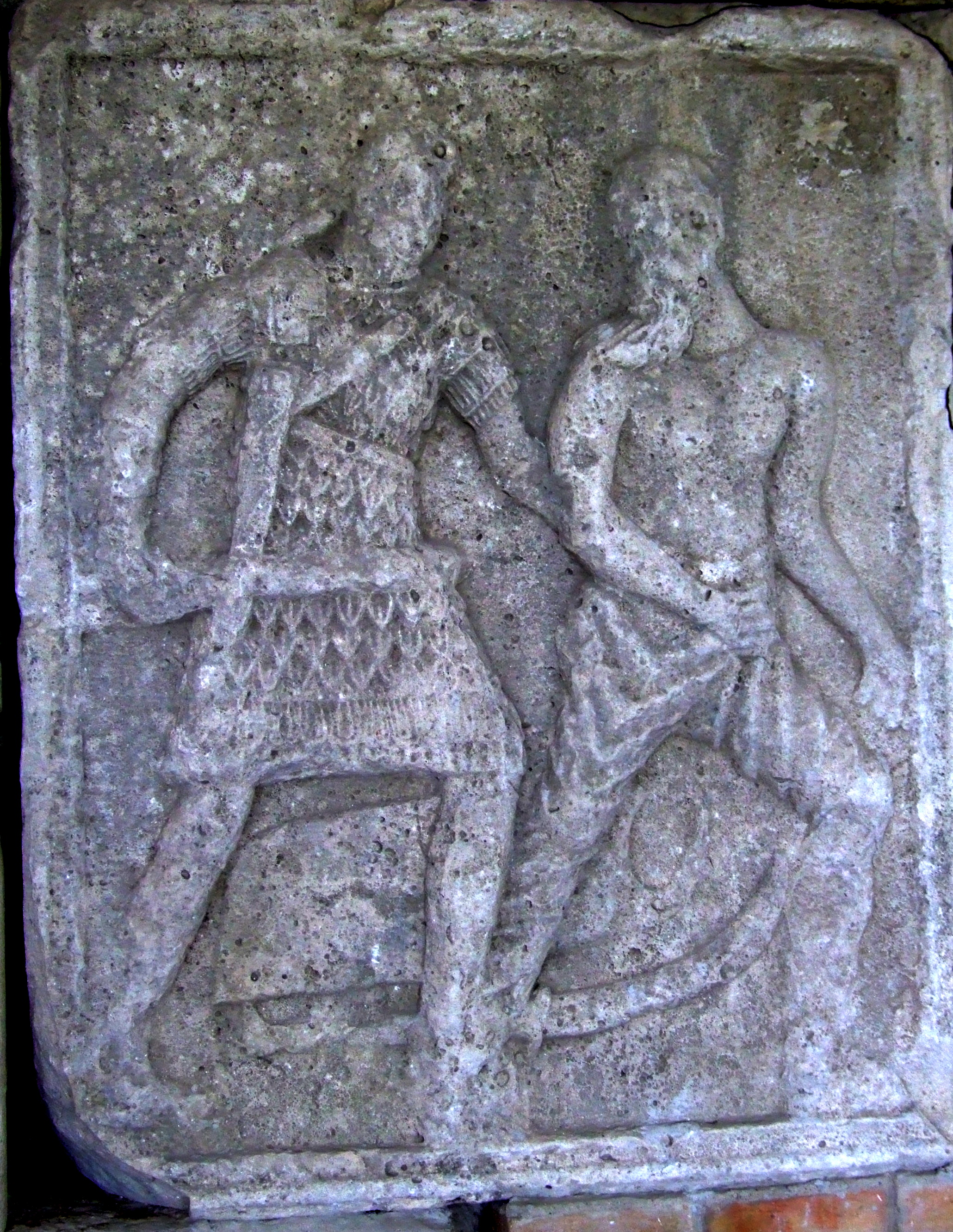
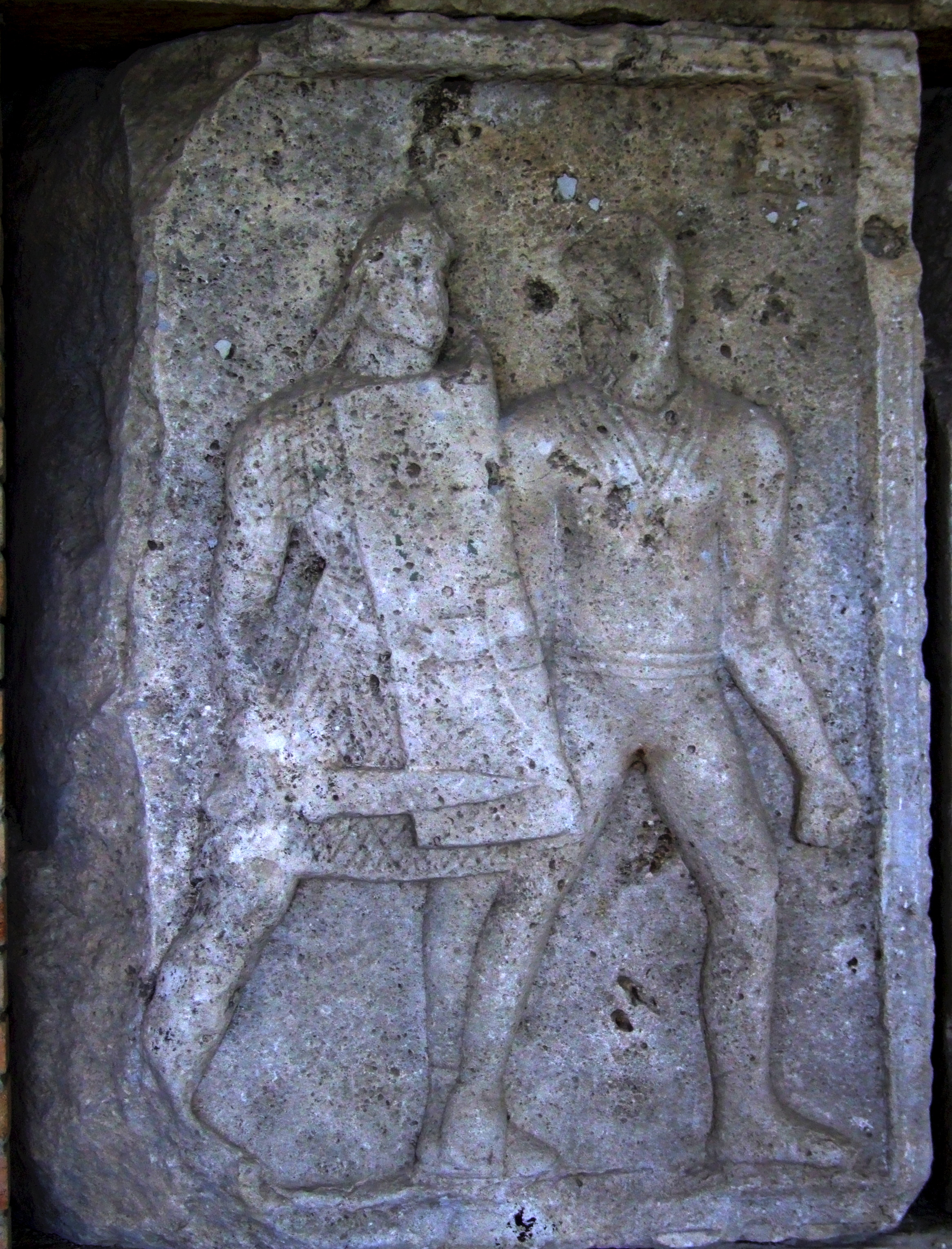
XXIV : Tabula ansata sur le côté droit d'un bouclier de soldat
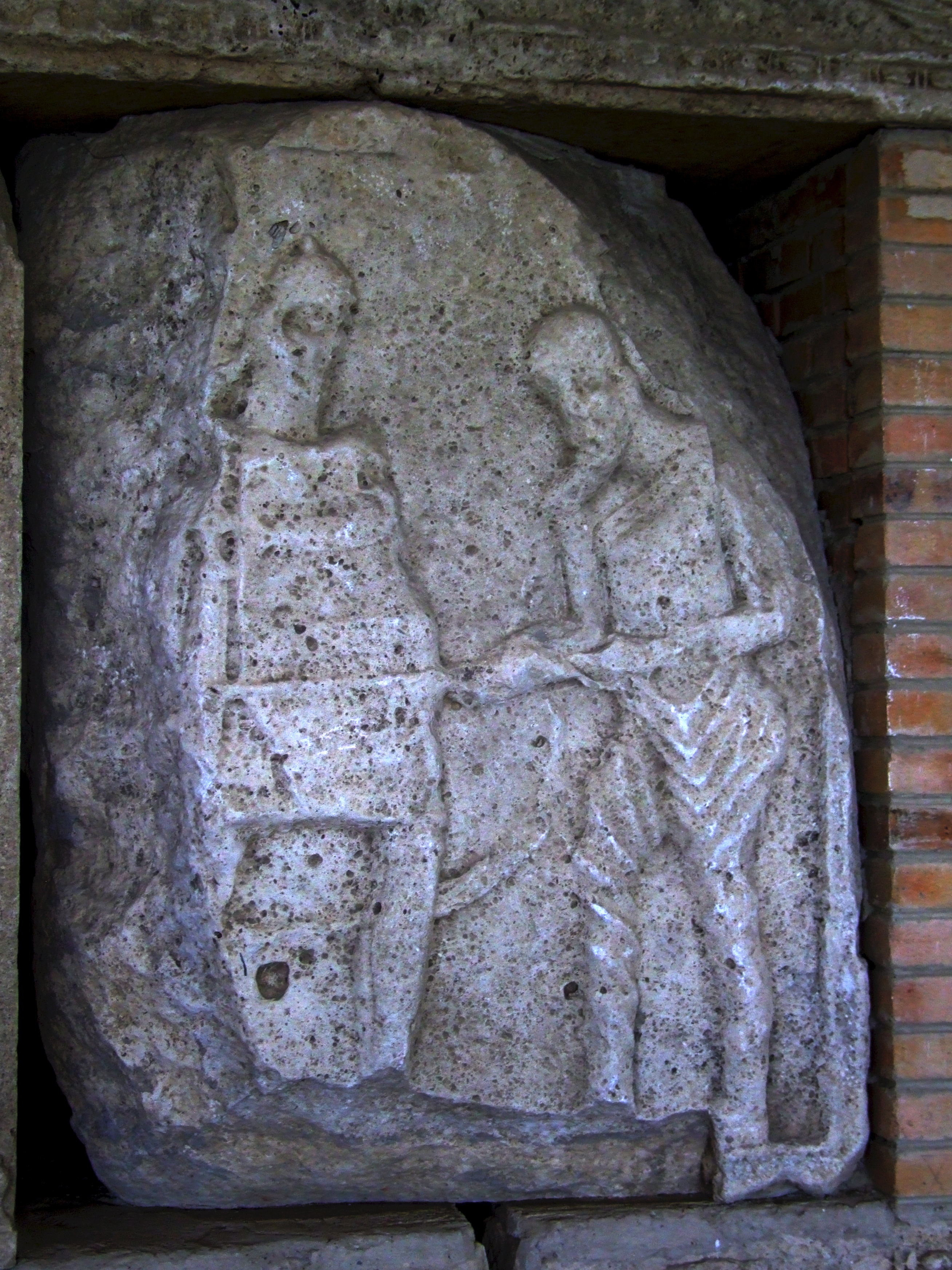
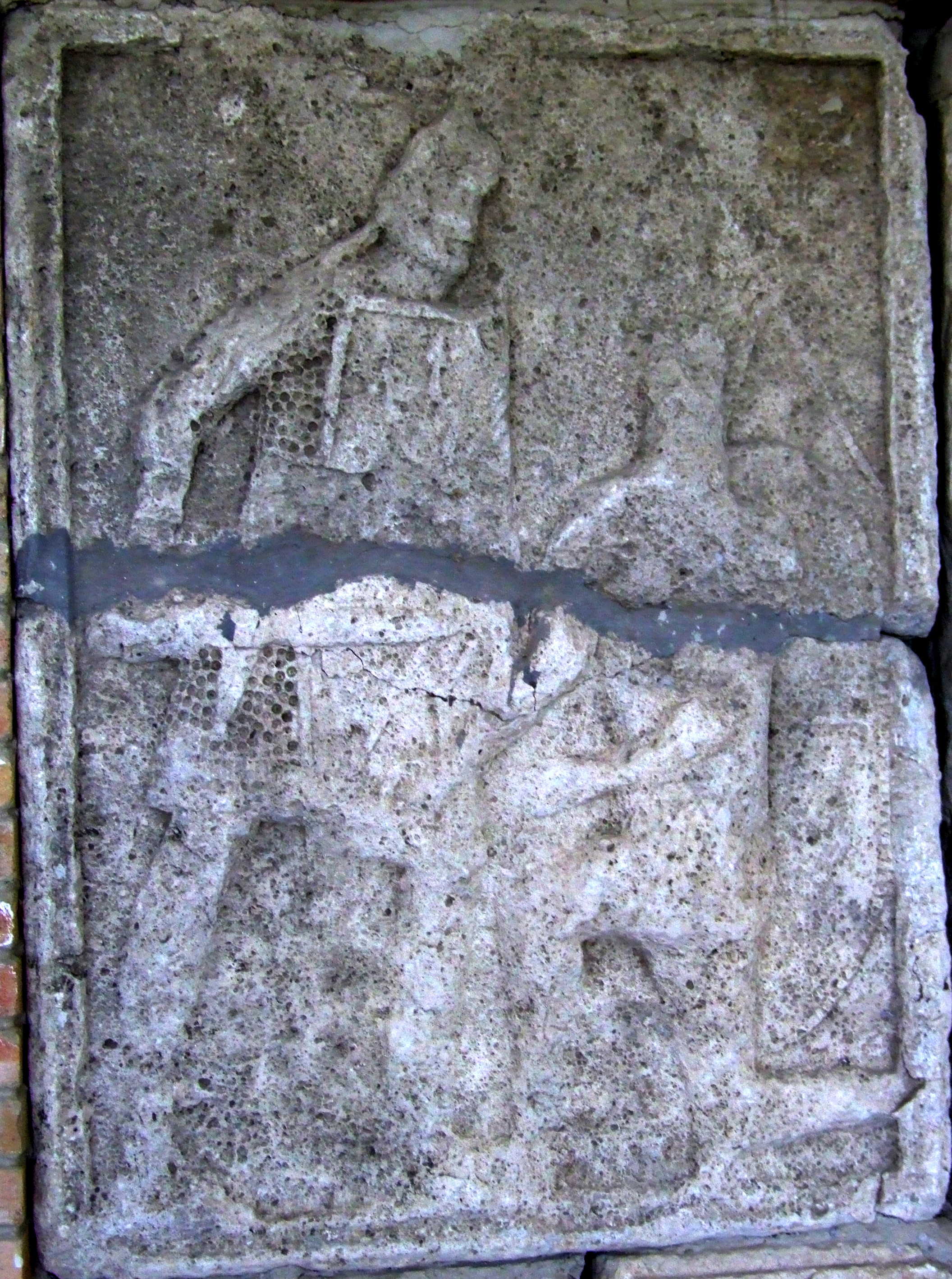
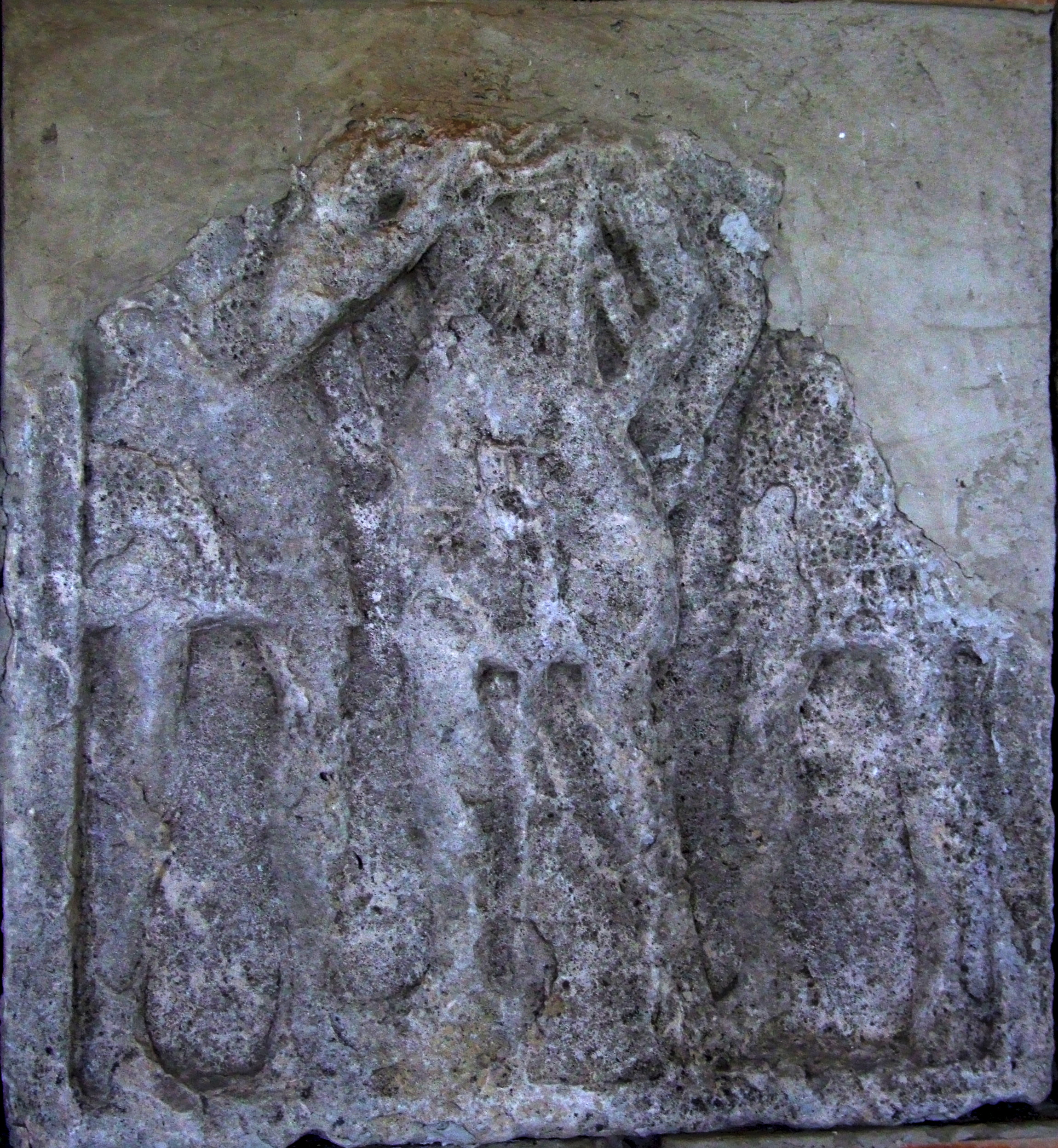
X : Trajan entre deux adjoints (selon M. Gramatopol)
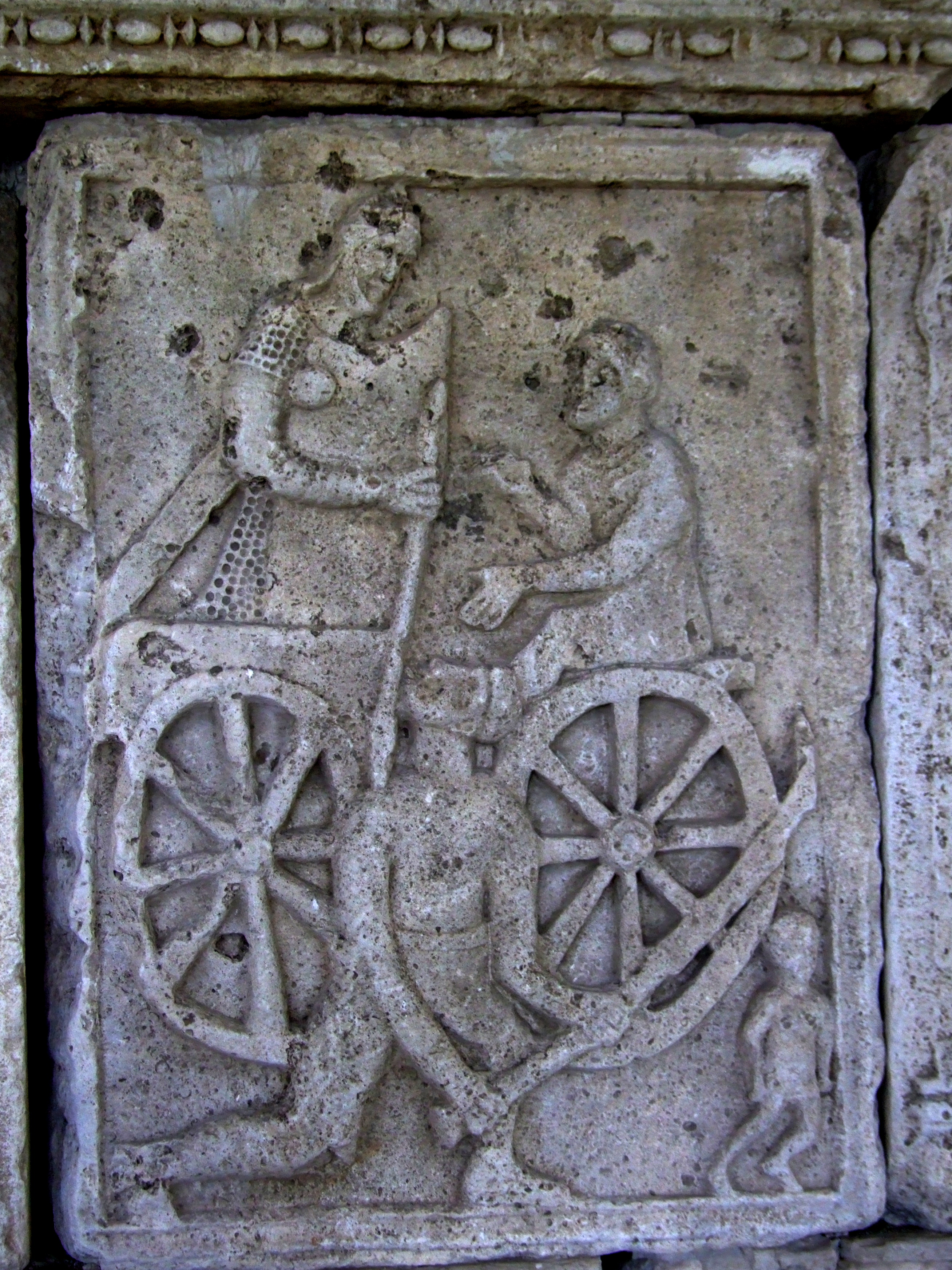
XXXV : un légionnaire romain avec une manica et une lance avec un Dace
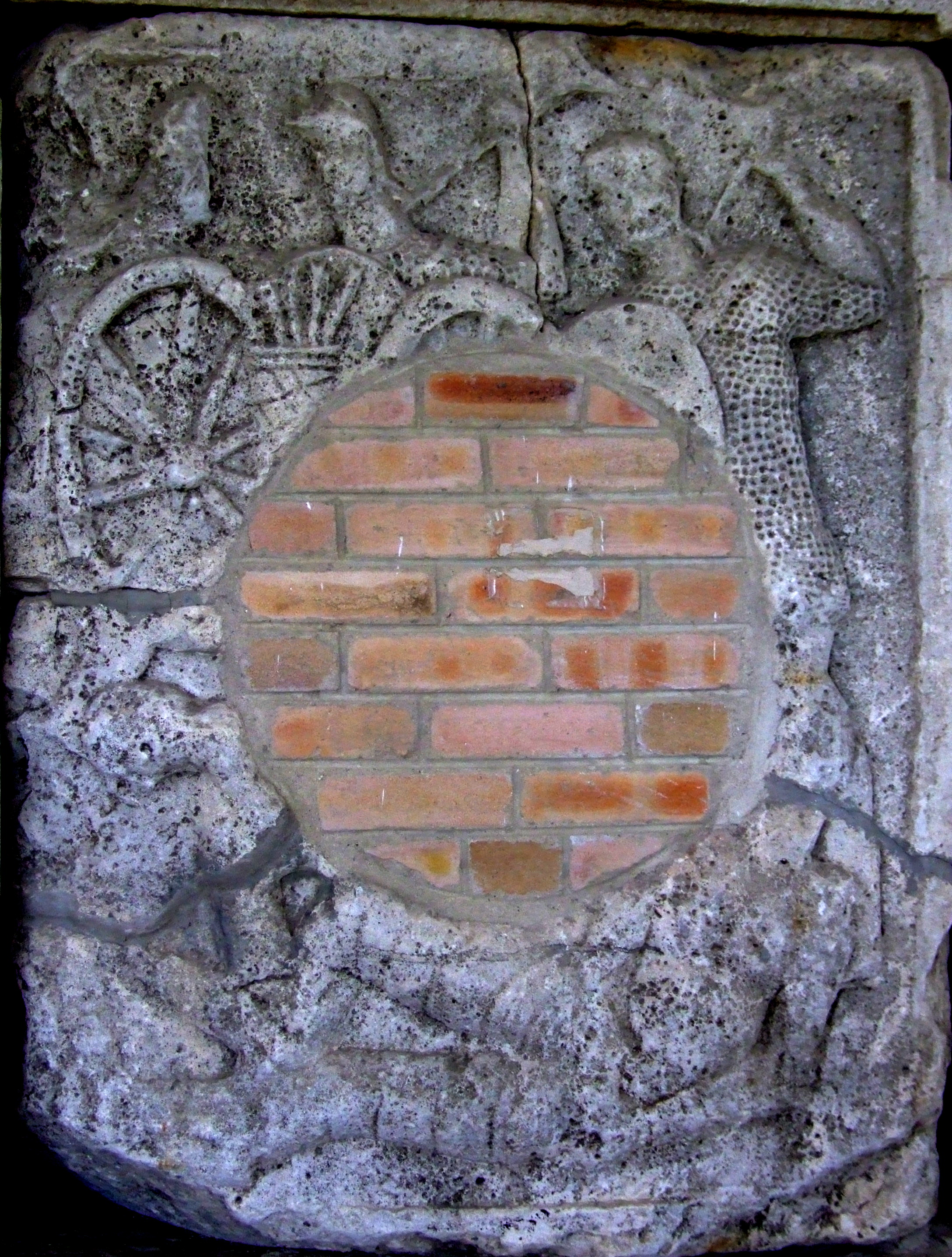
Cette métope a été réutilisée pour une fontaine, puis récupérée et placée dans le musée.
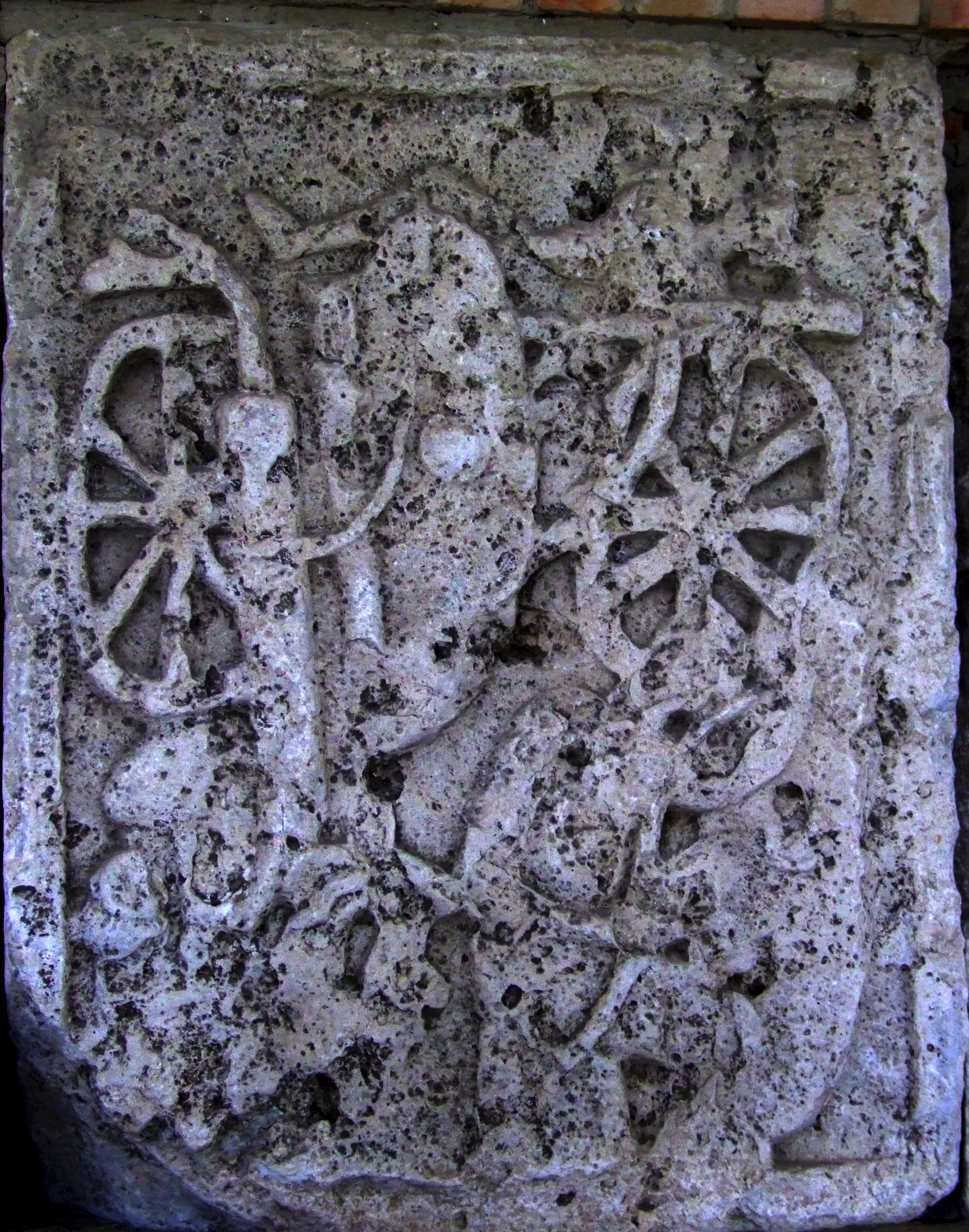
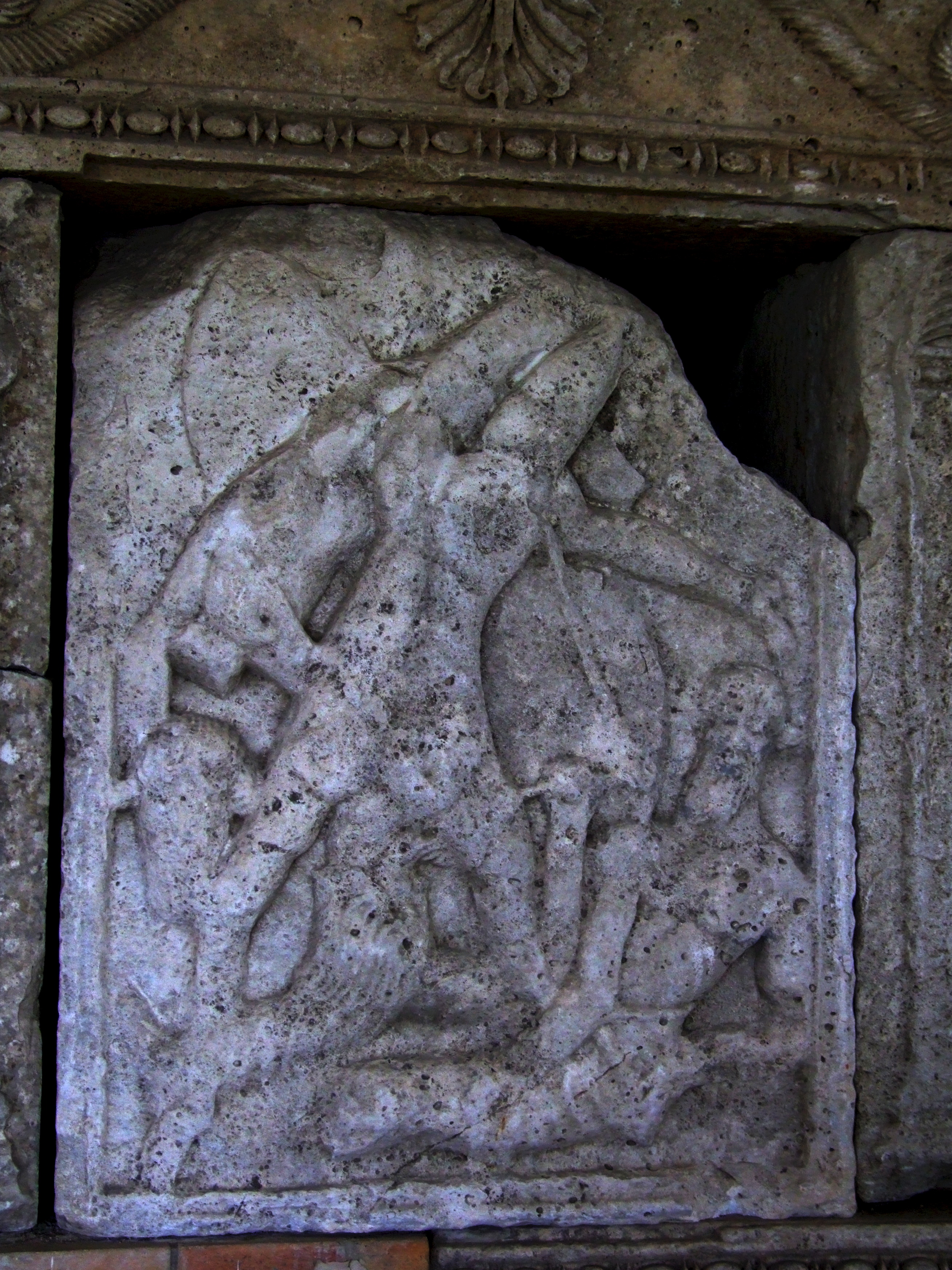
XXIV : corps des Daces jetés des falaises.
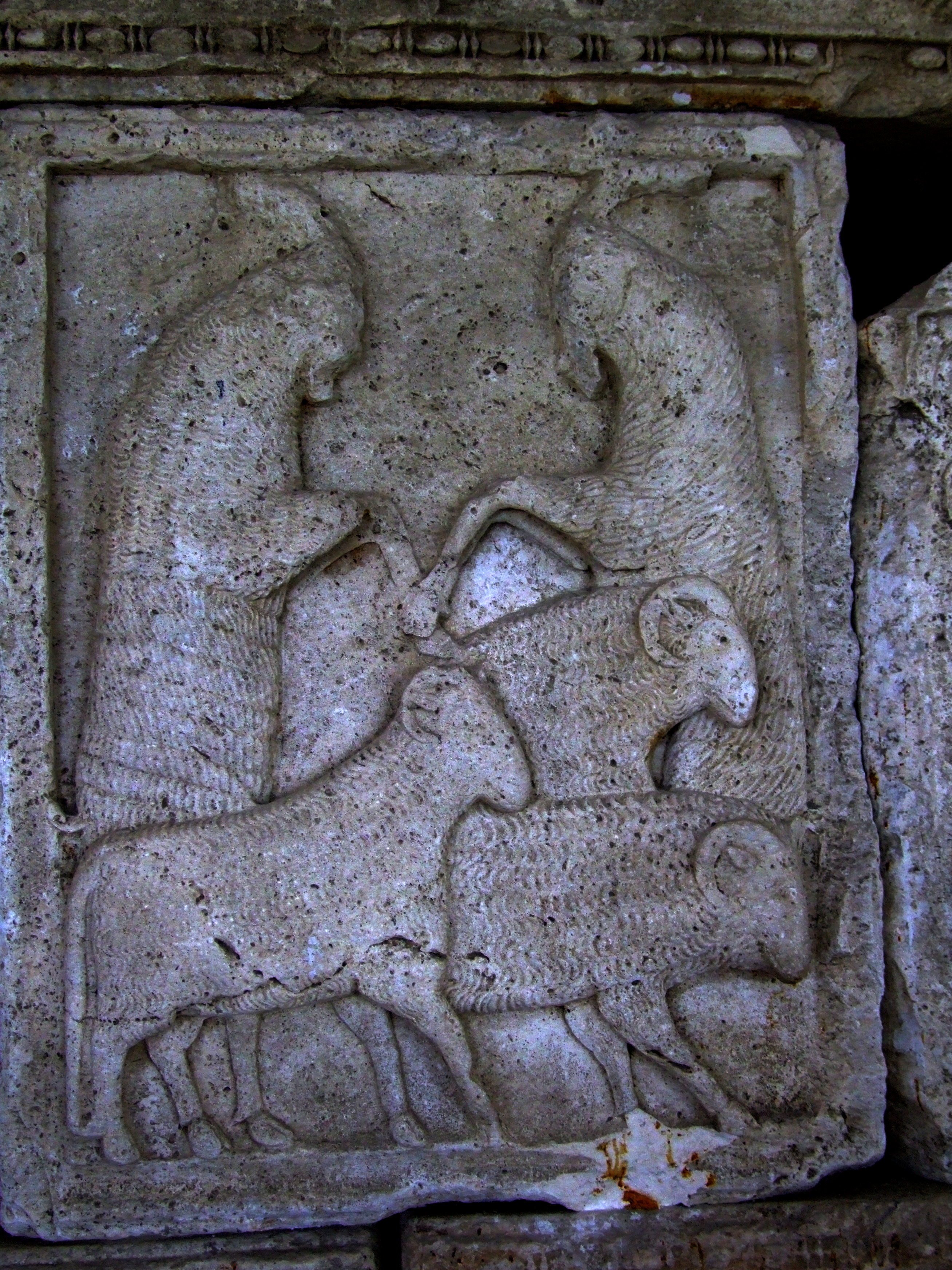
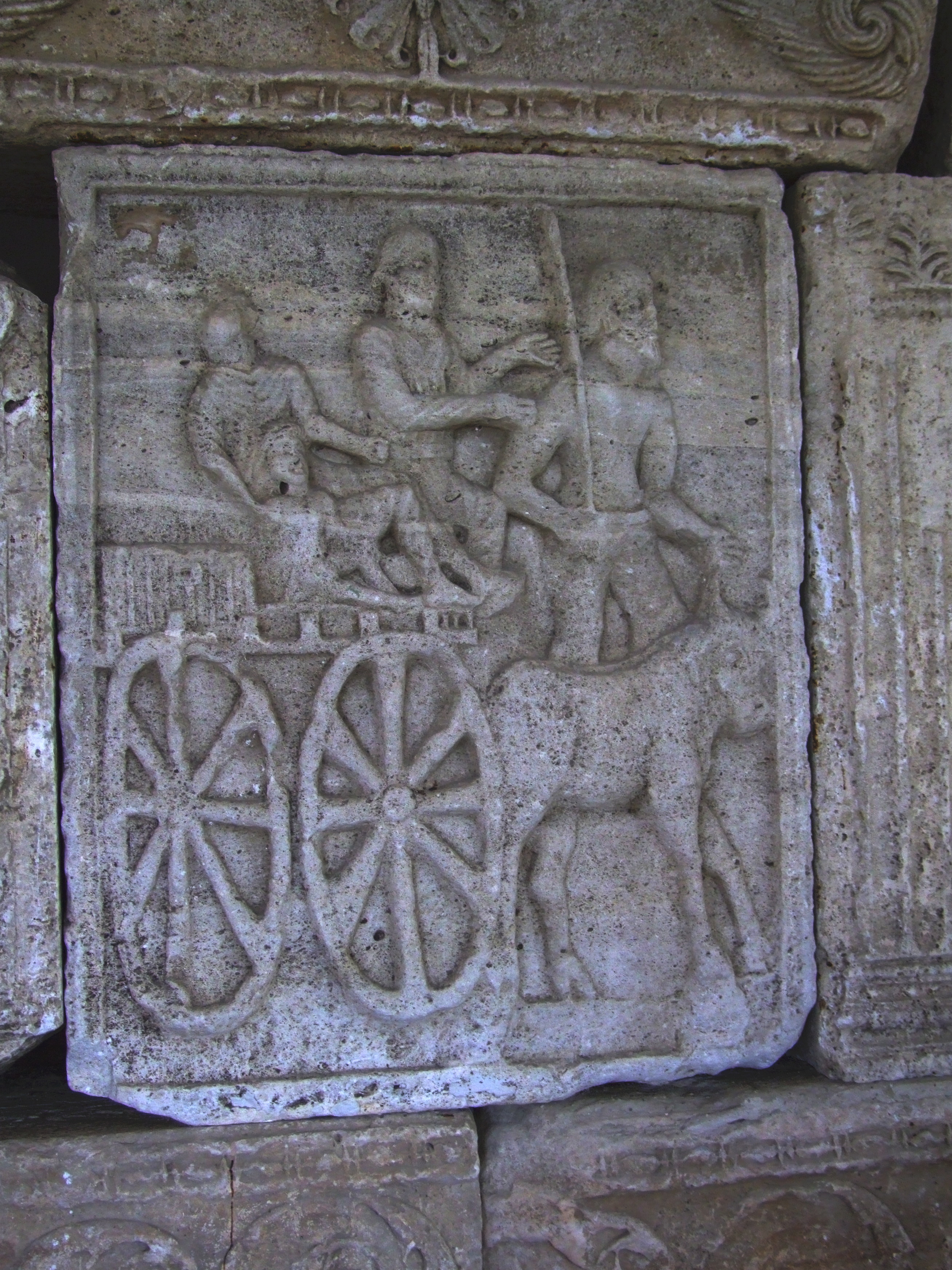
IX : famille barbare dans un chariot à quatre roues.
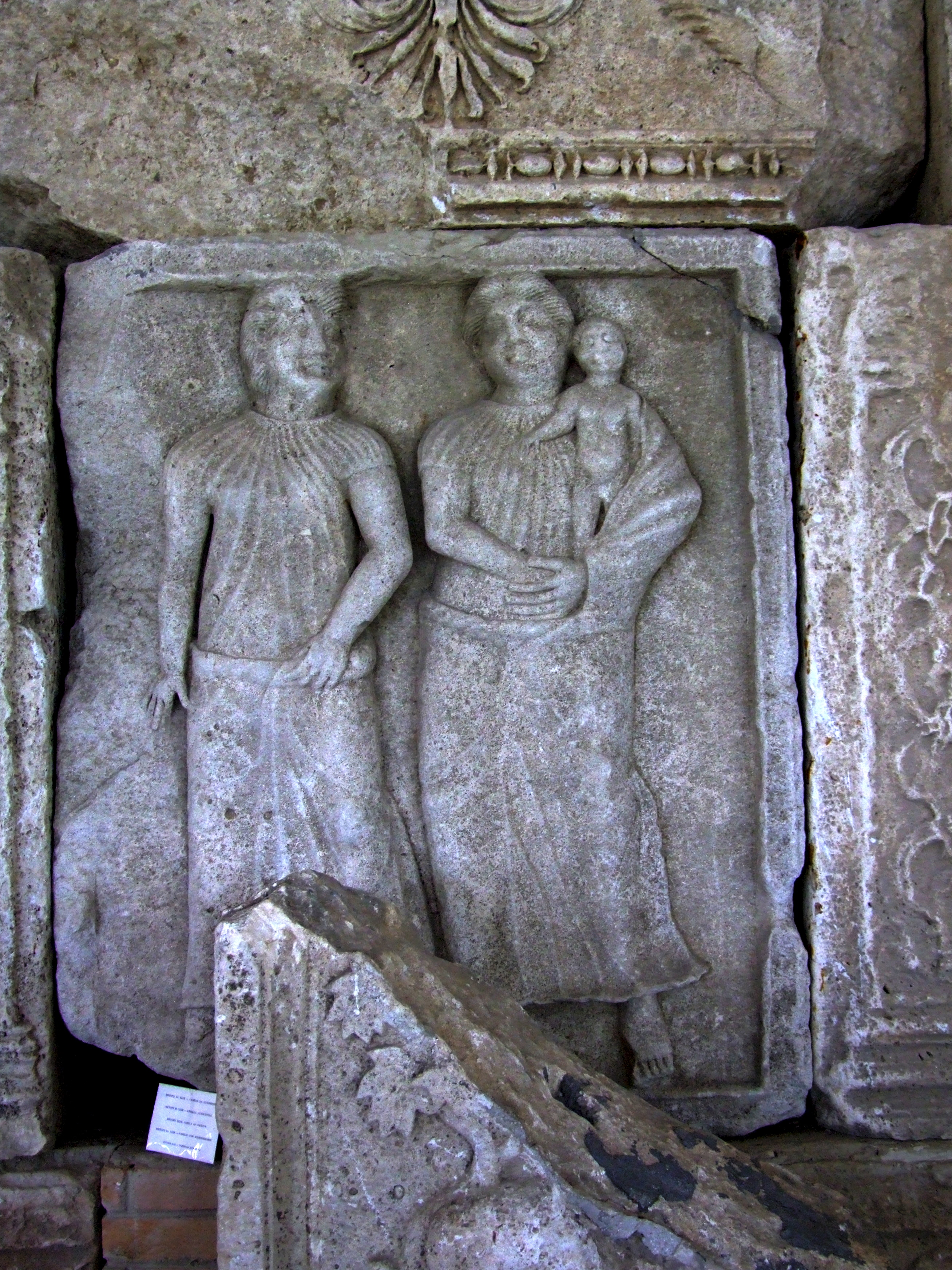
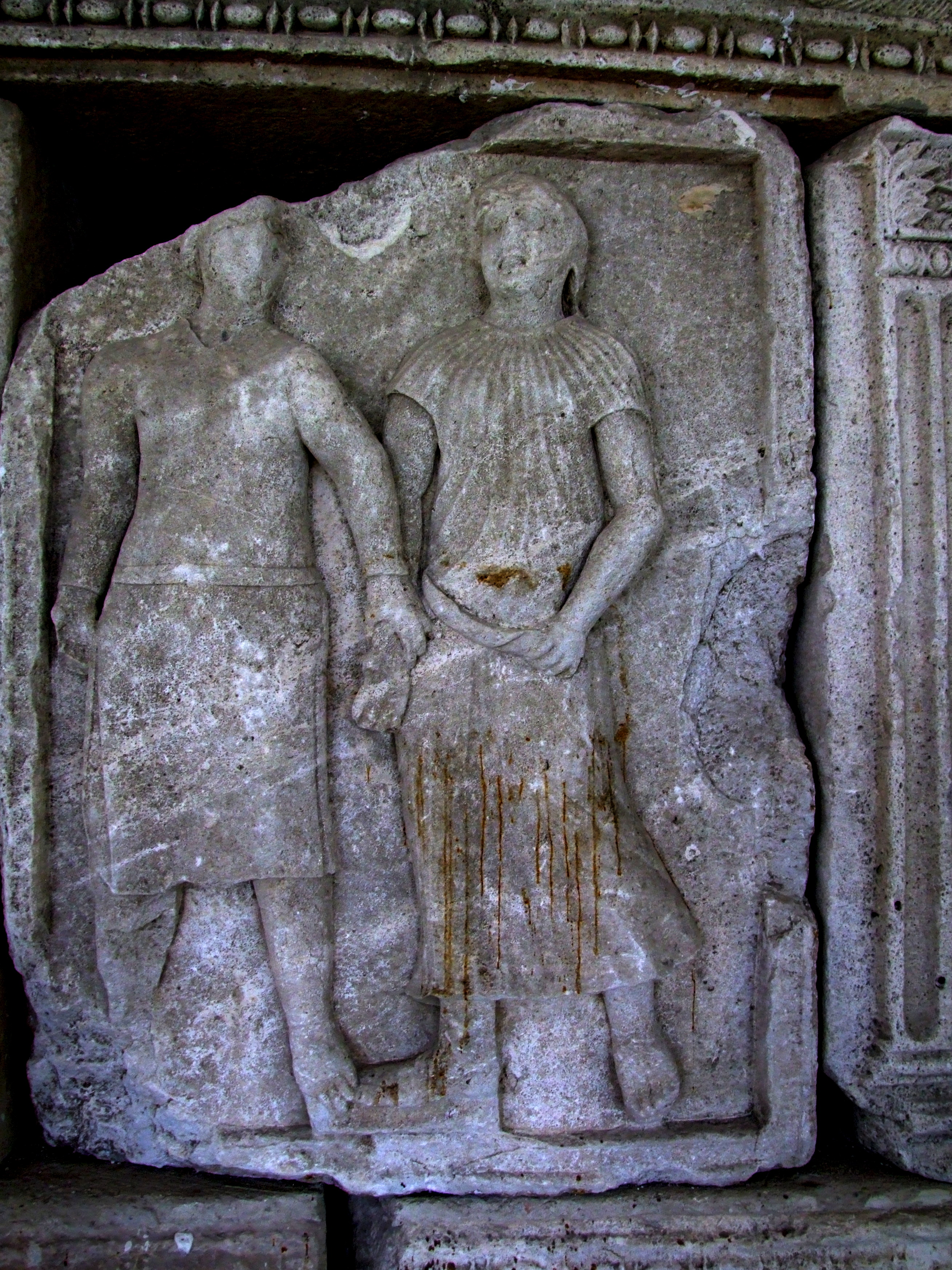
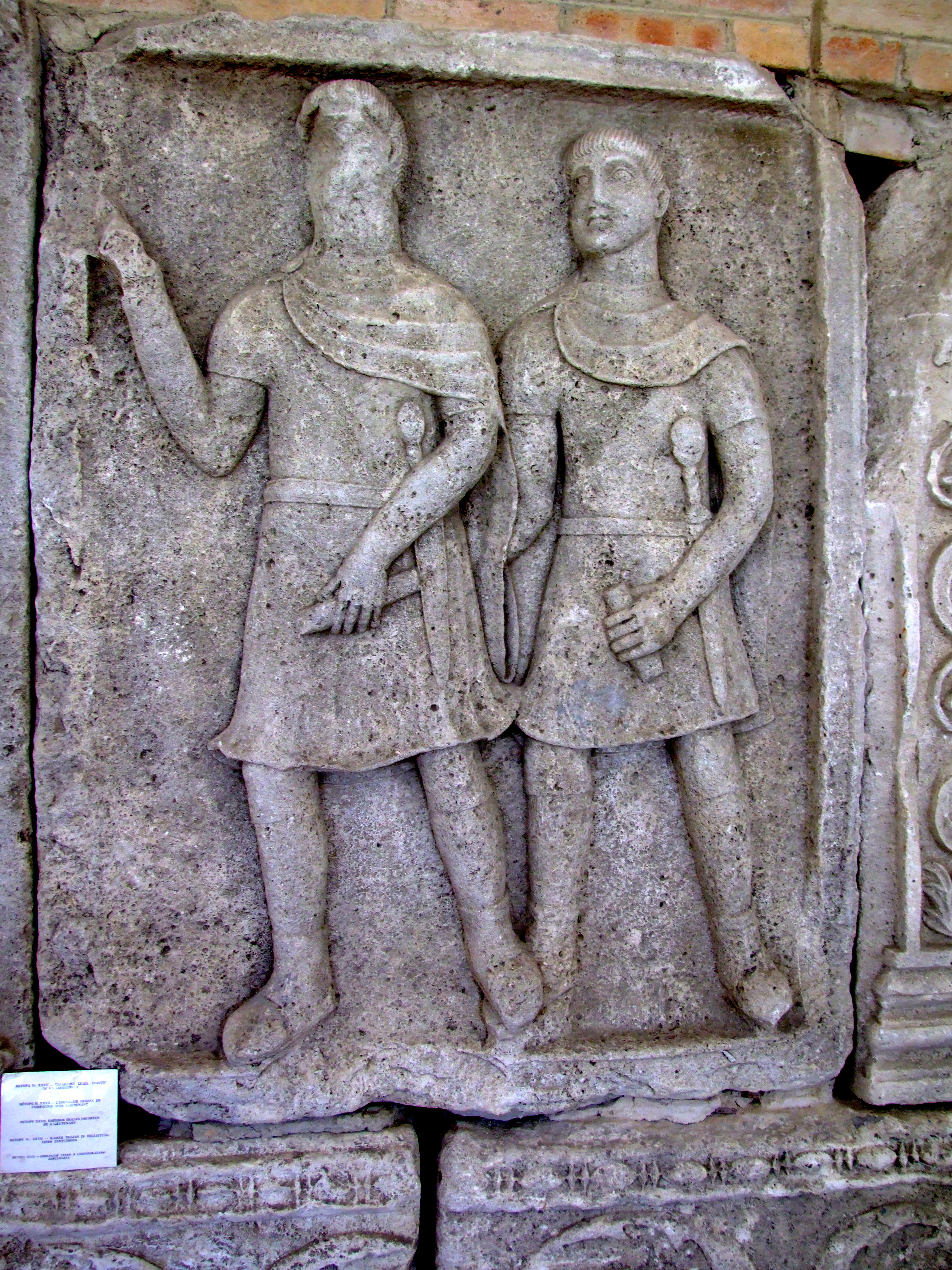
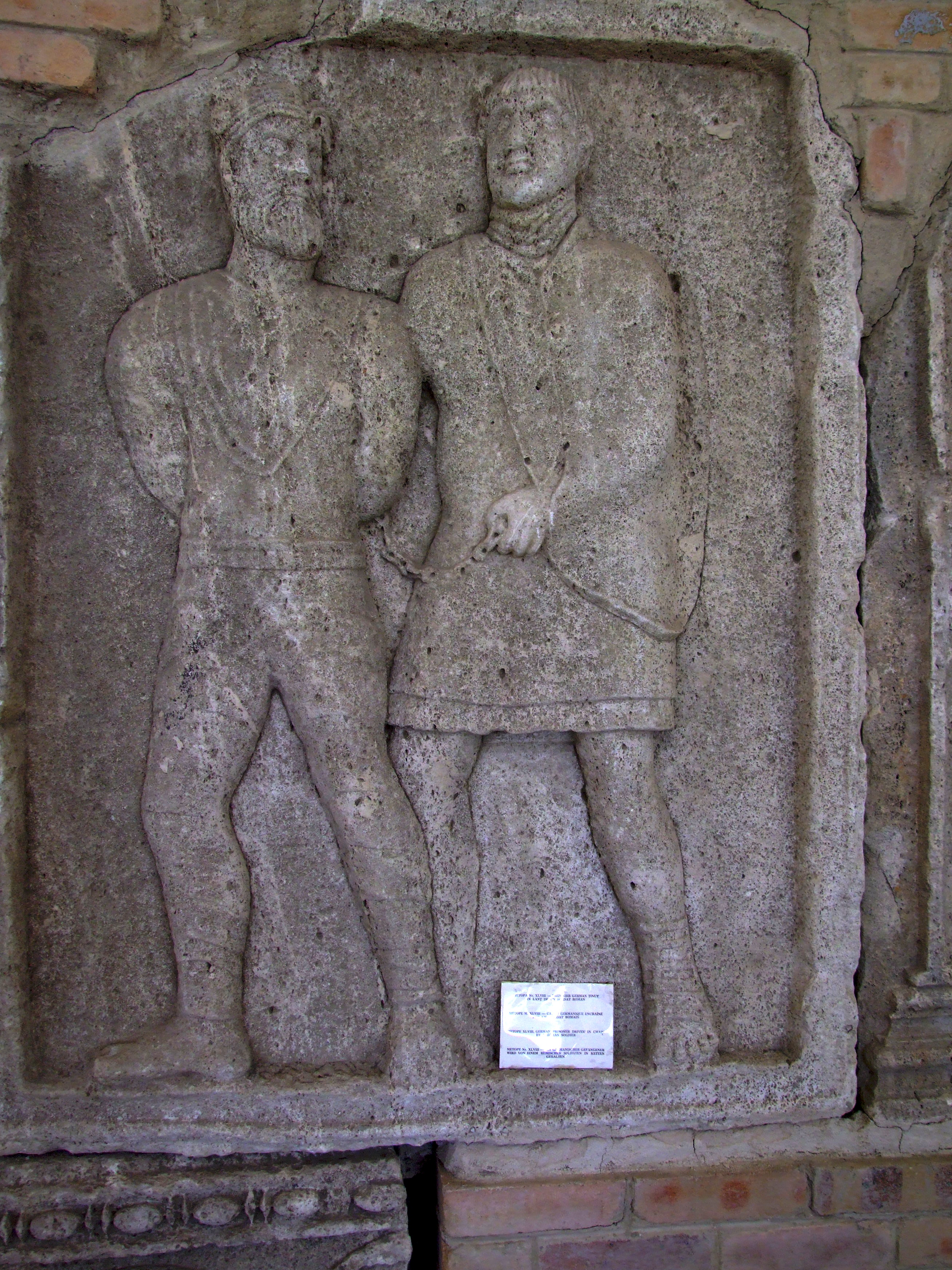
XLVIII : Germain avec soldat romain
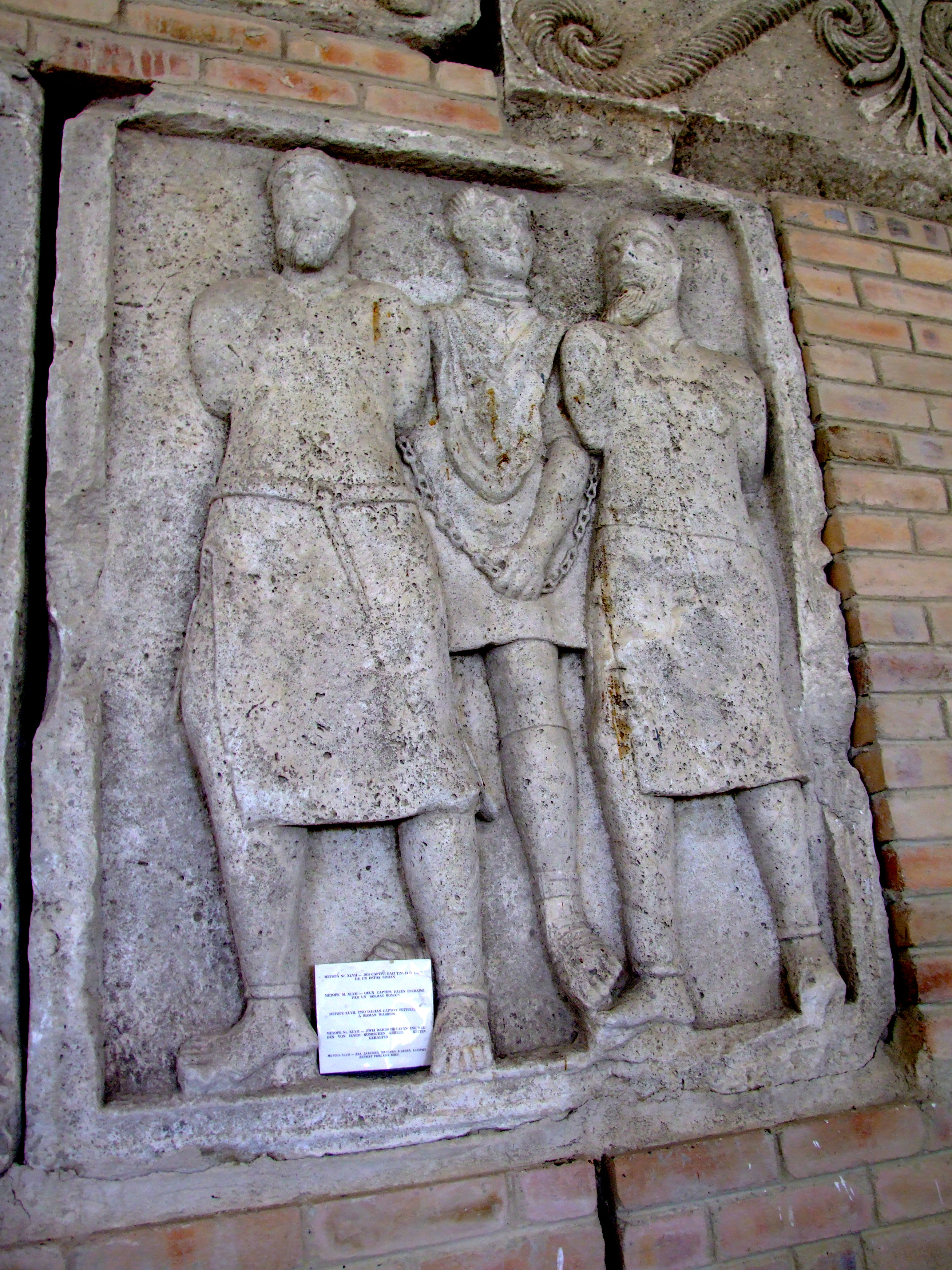
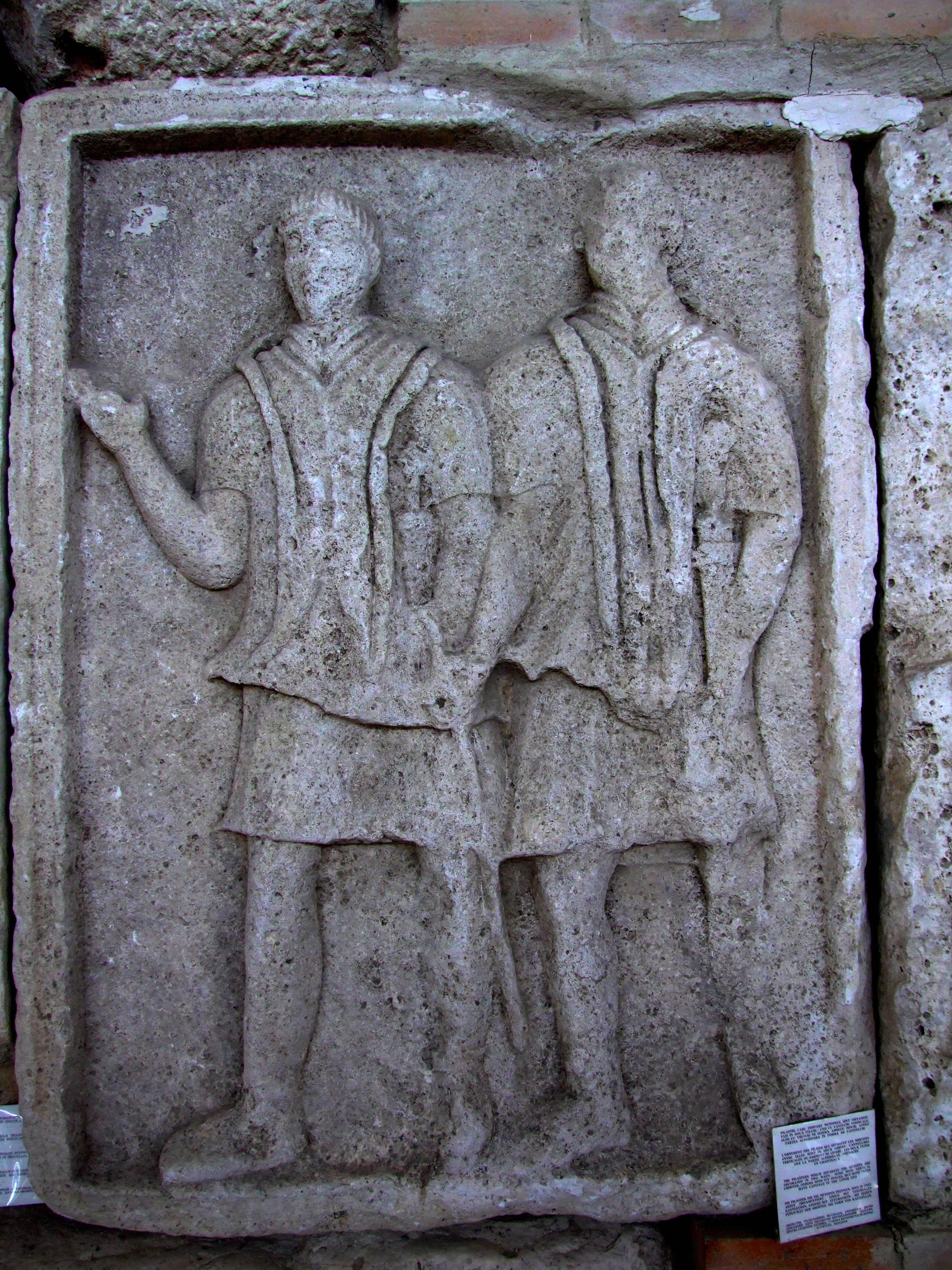
XXII : L'empereur Trajan[4].
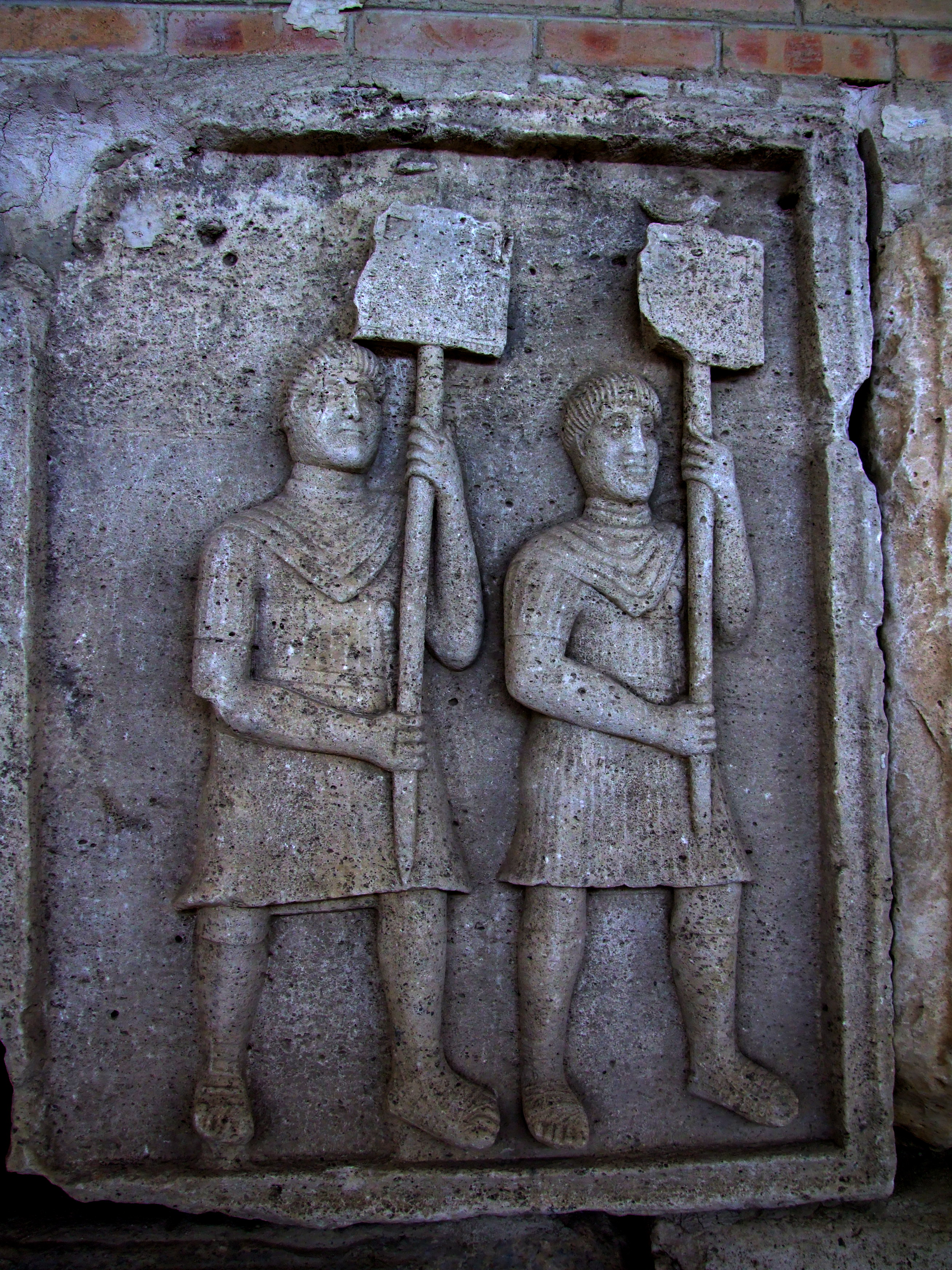
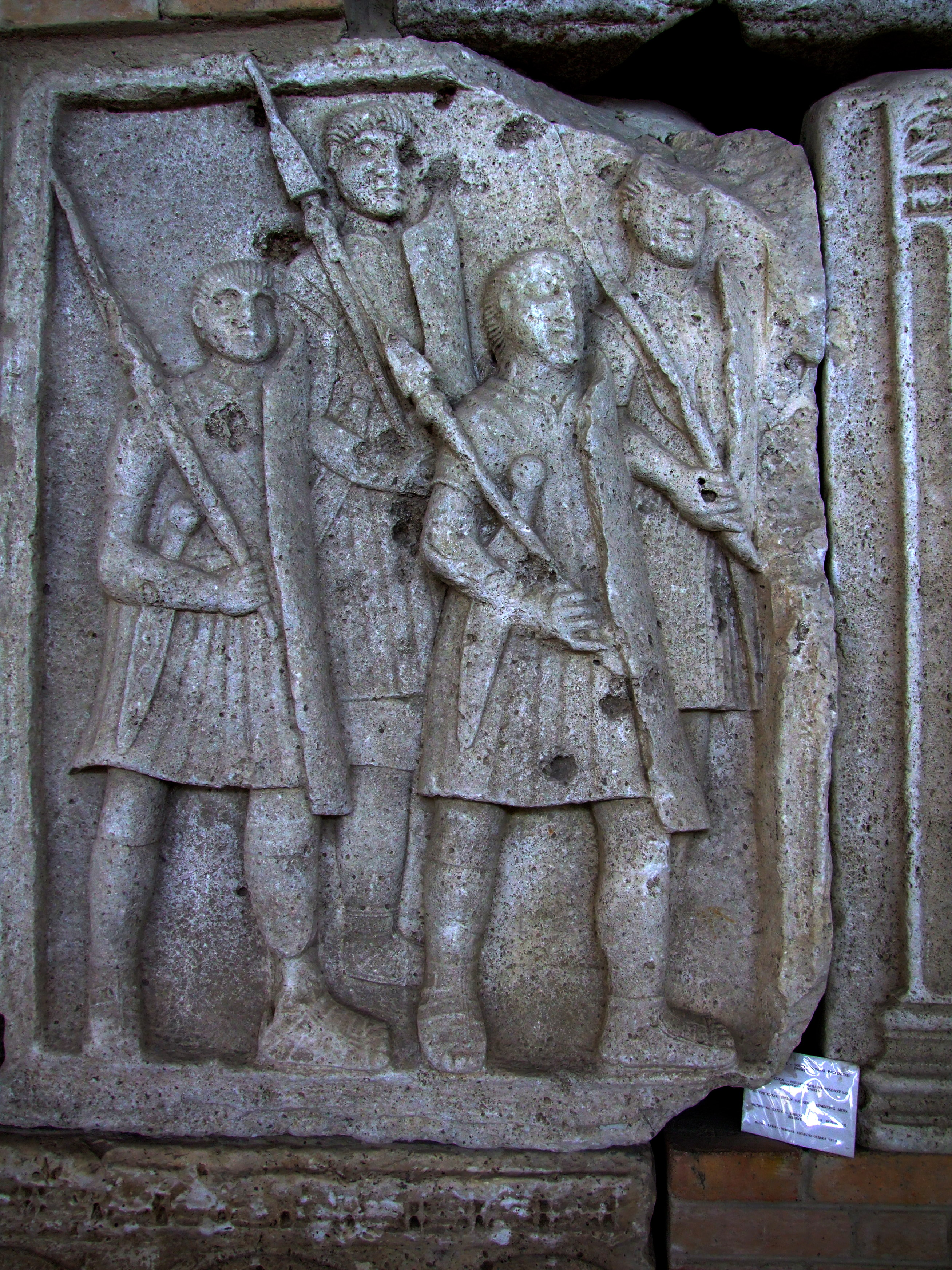
XLIV : changée en métope XXXIX : soldats marchant (Gramatopol)
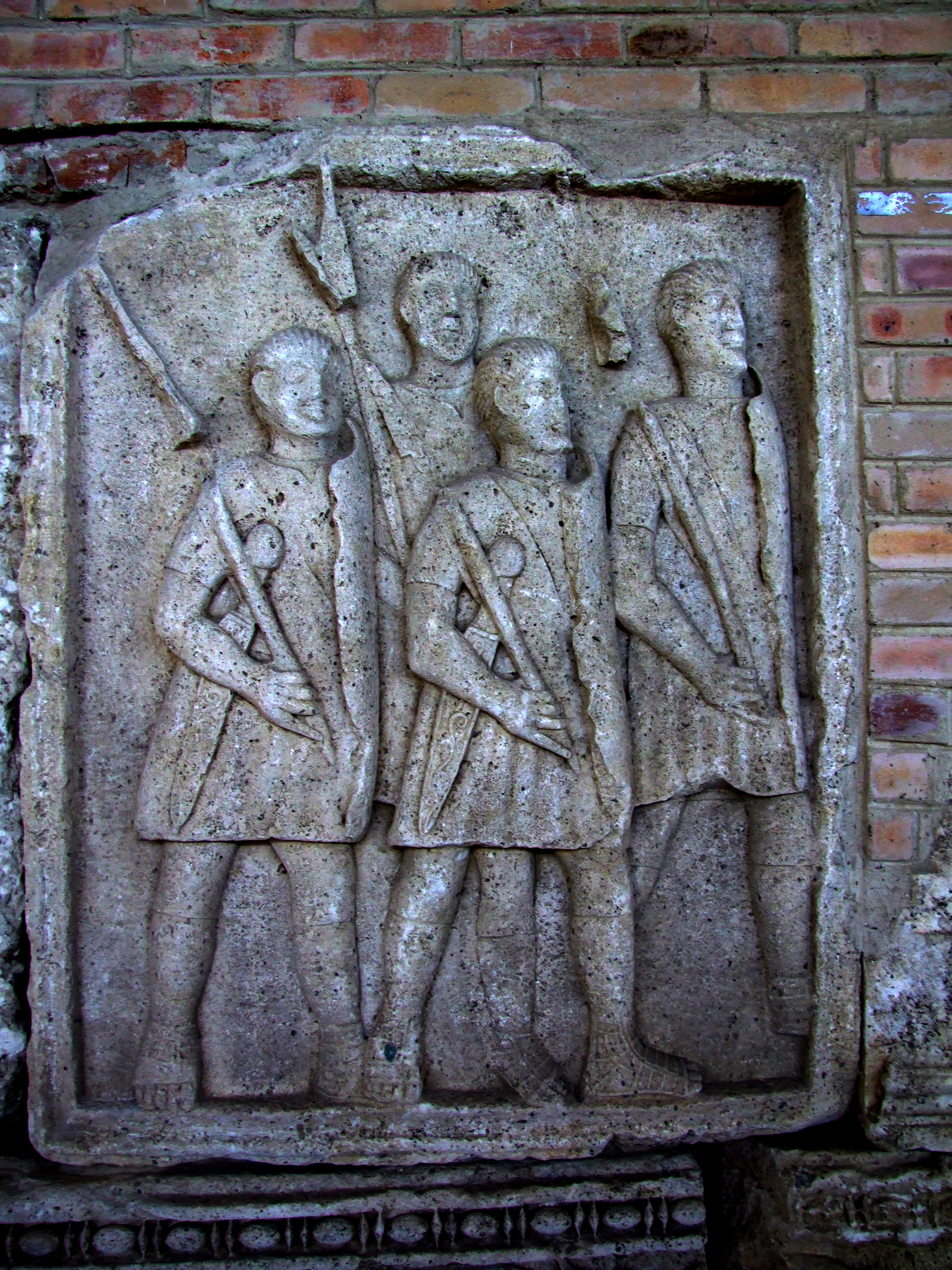
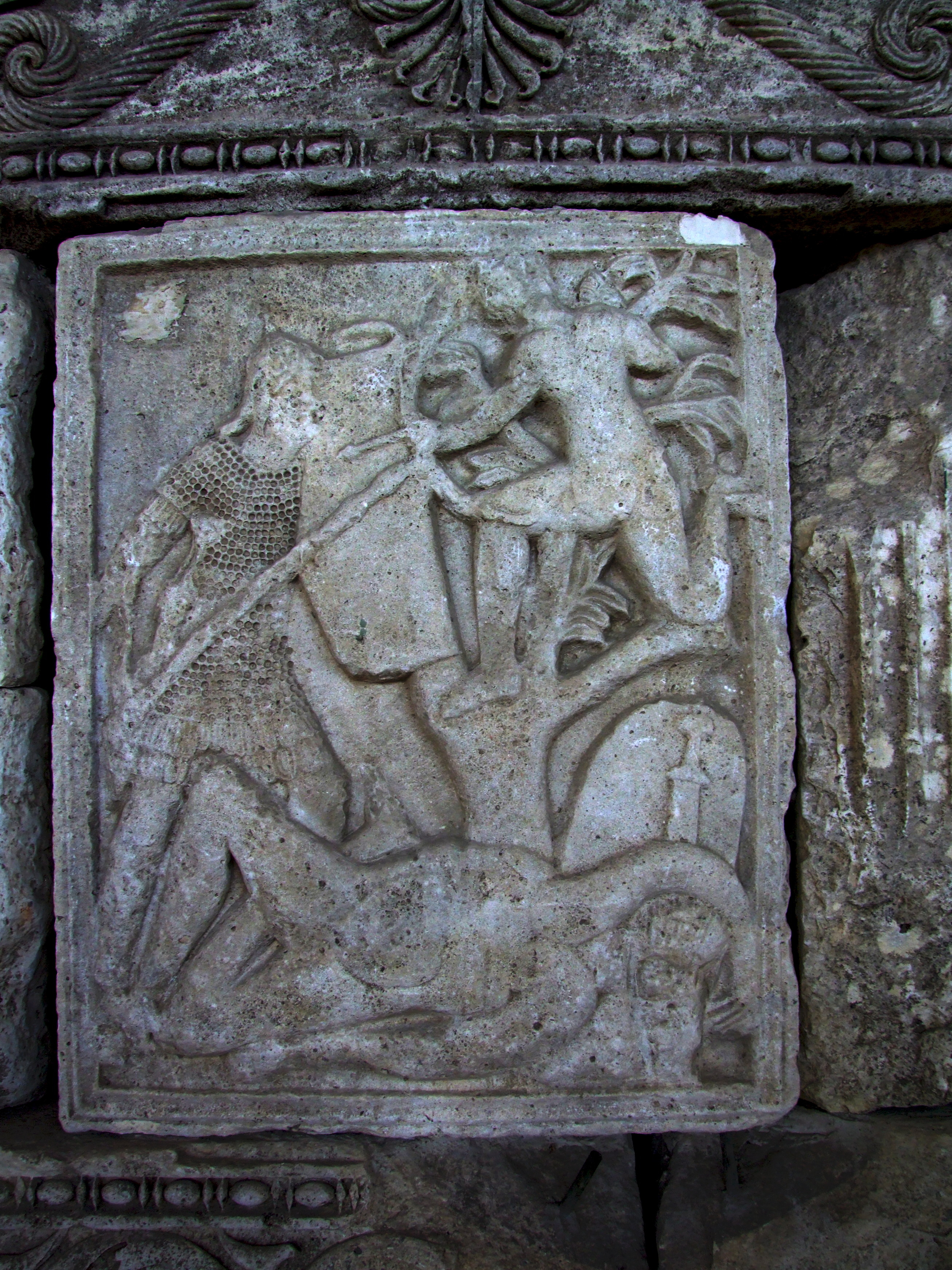
XXXI : poursuivant les archers Daces cachés dans les arbres(Gramatopol)
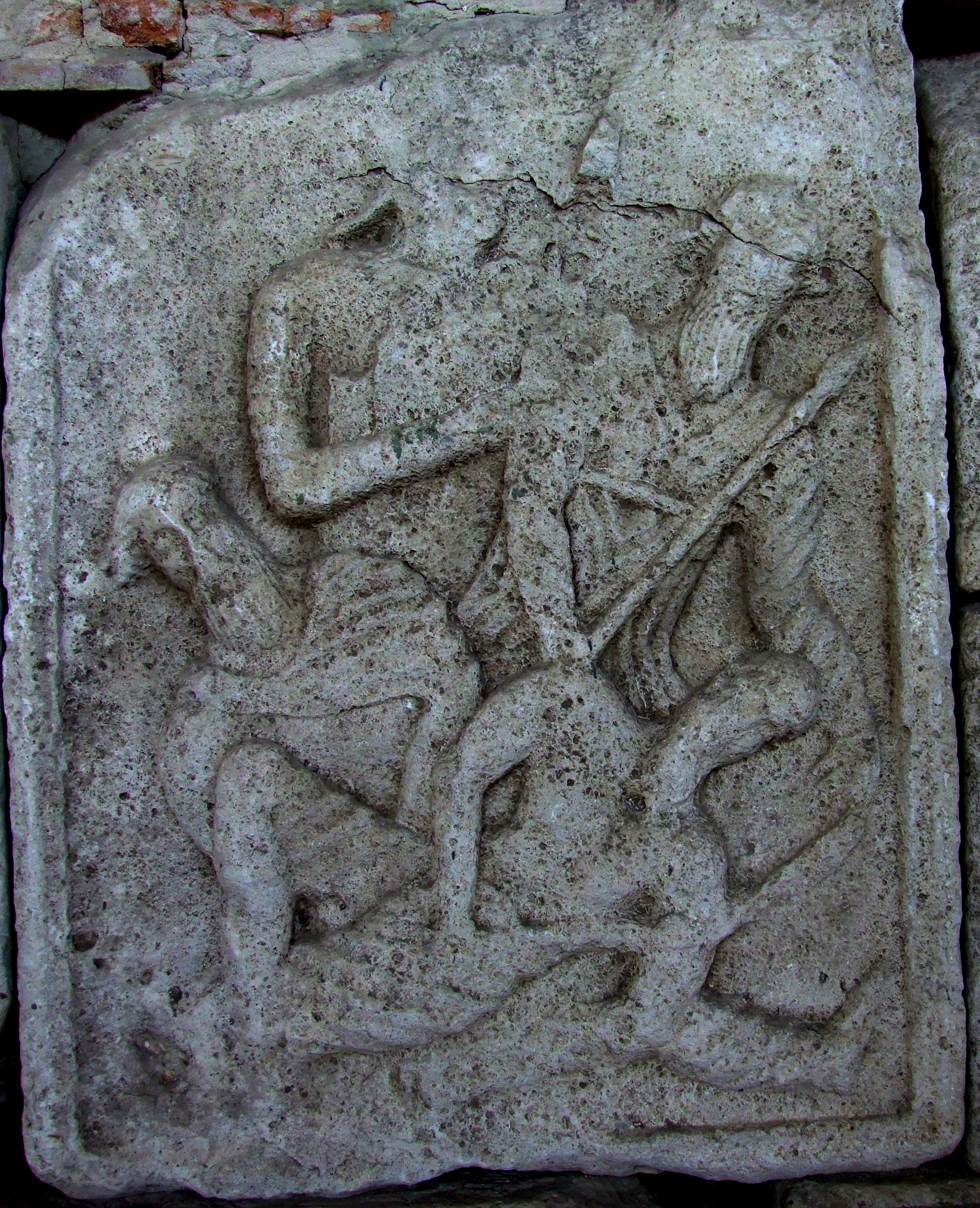
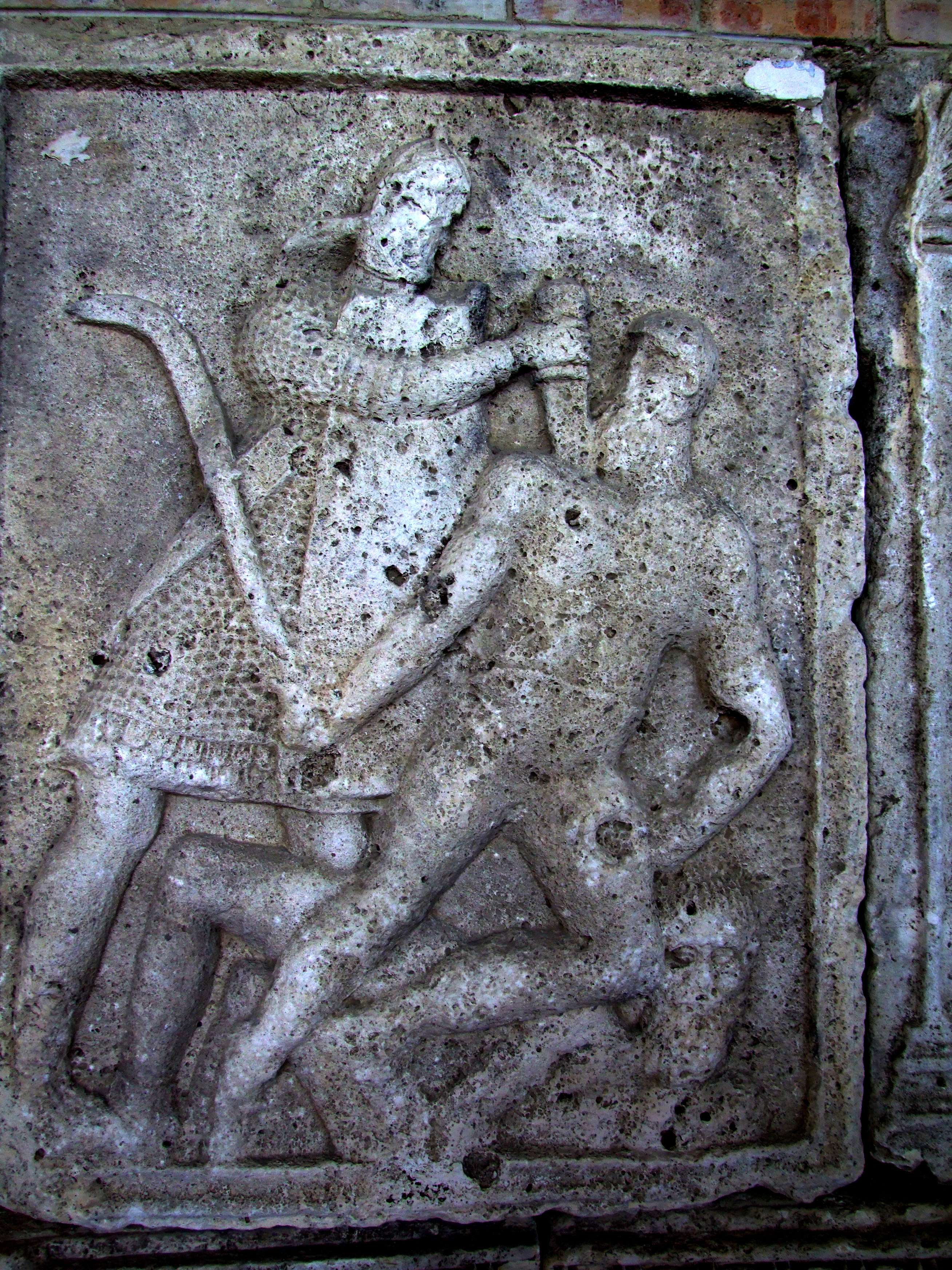
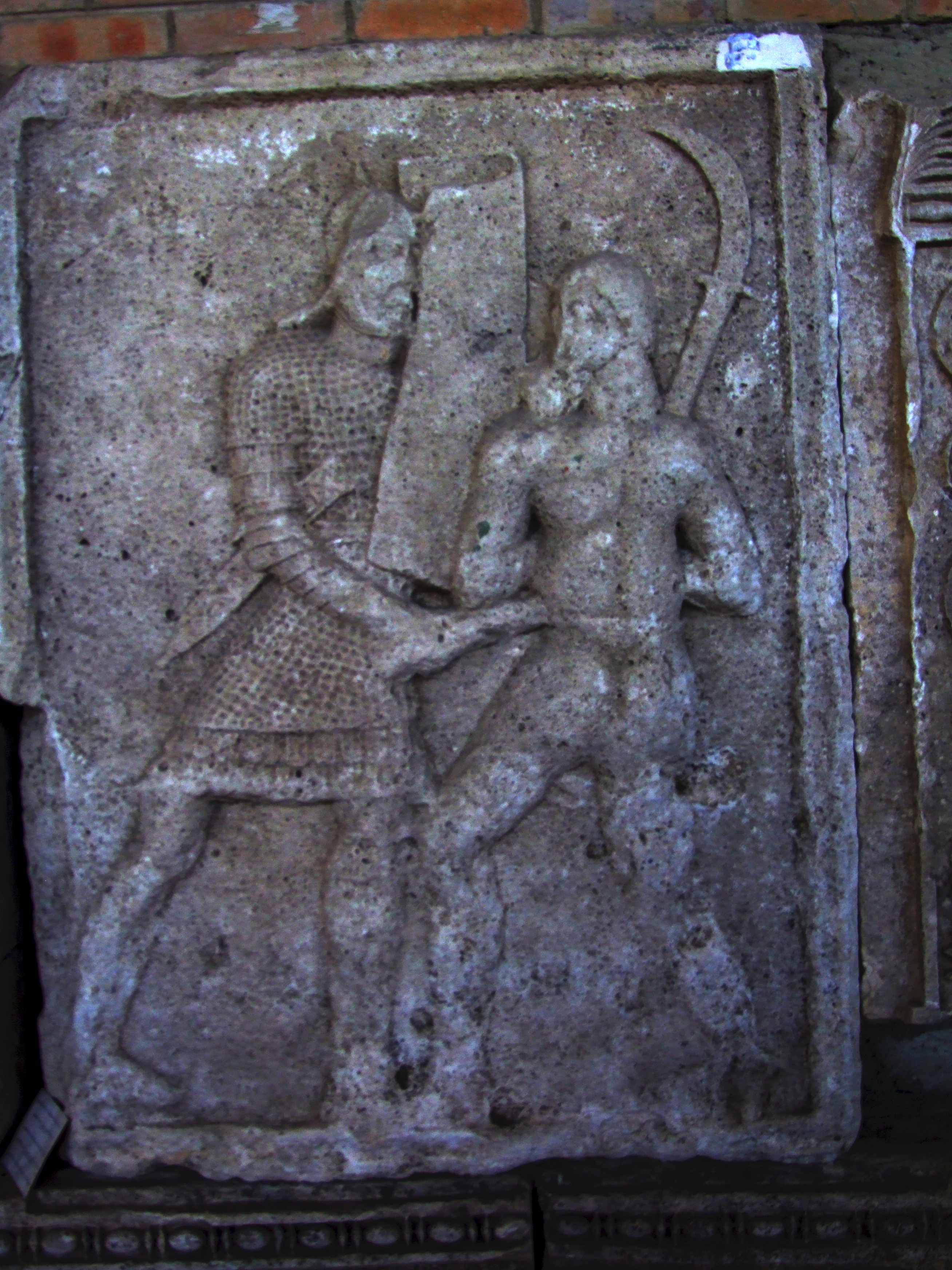
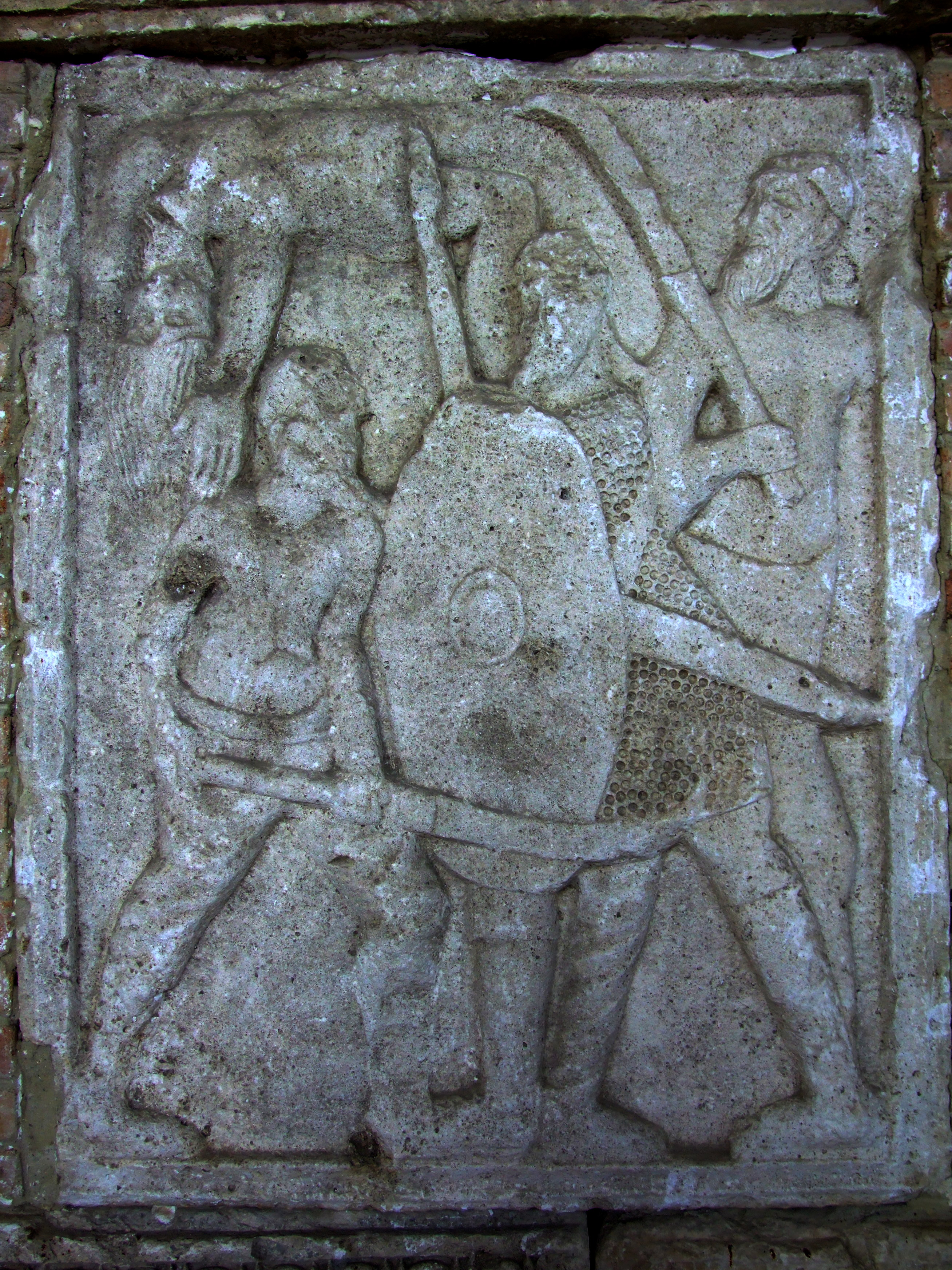
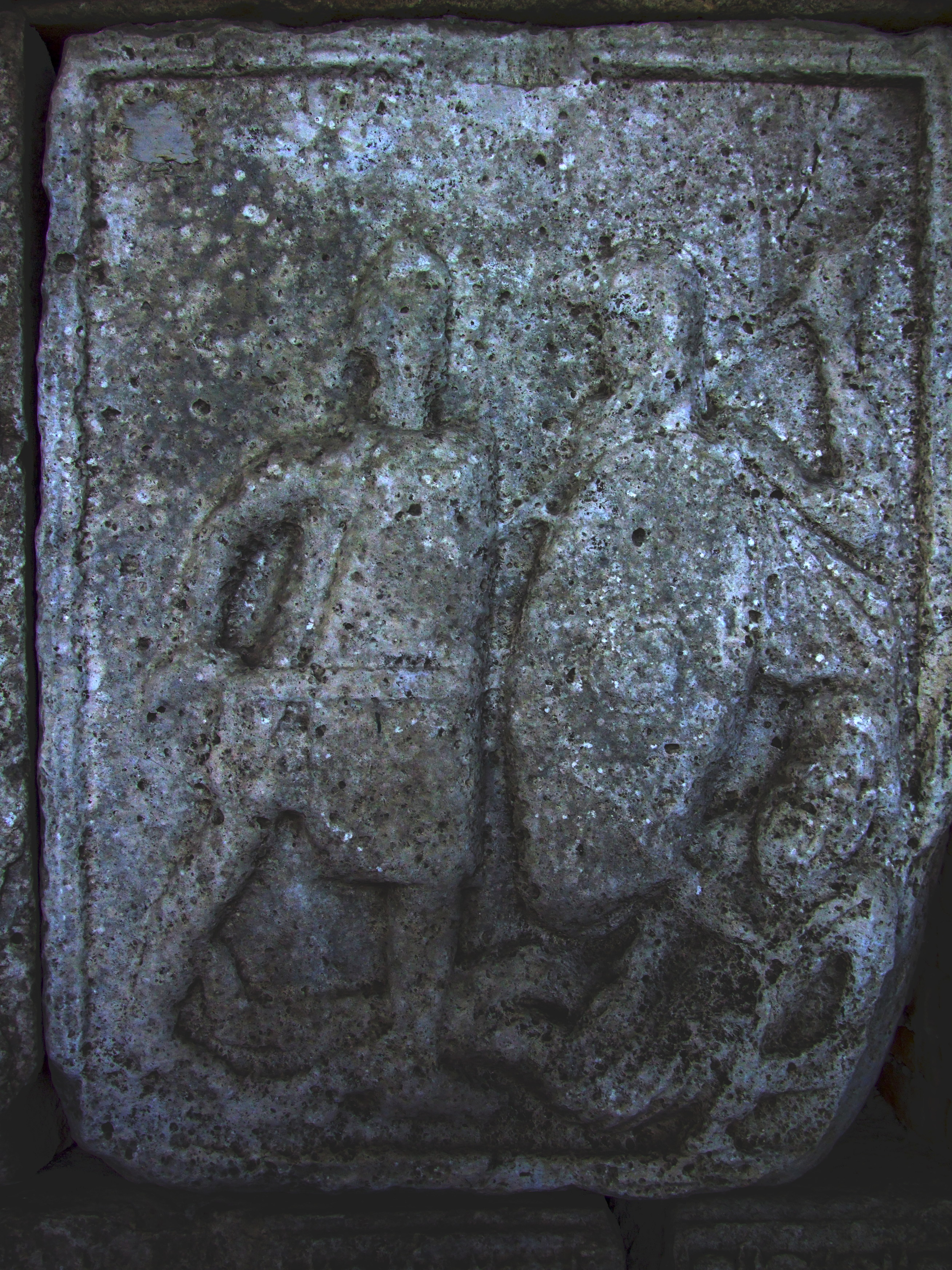
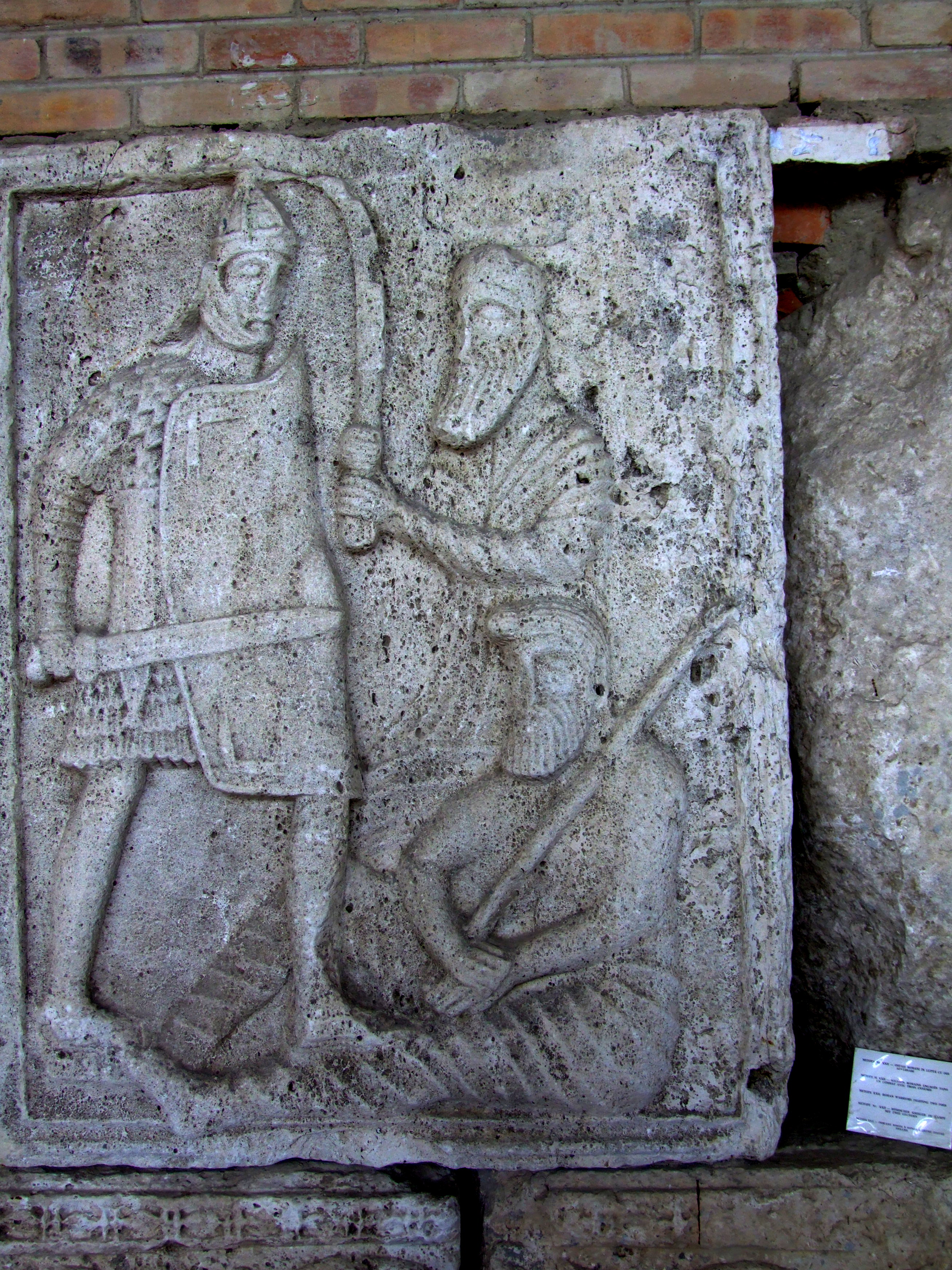
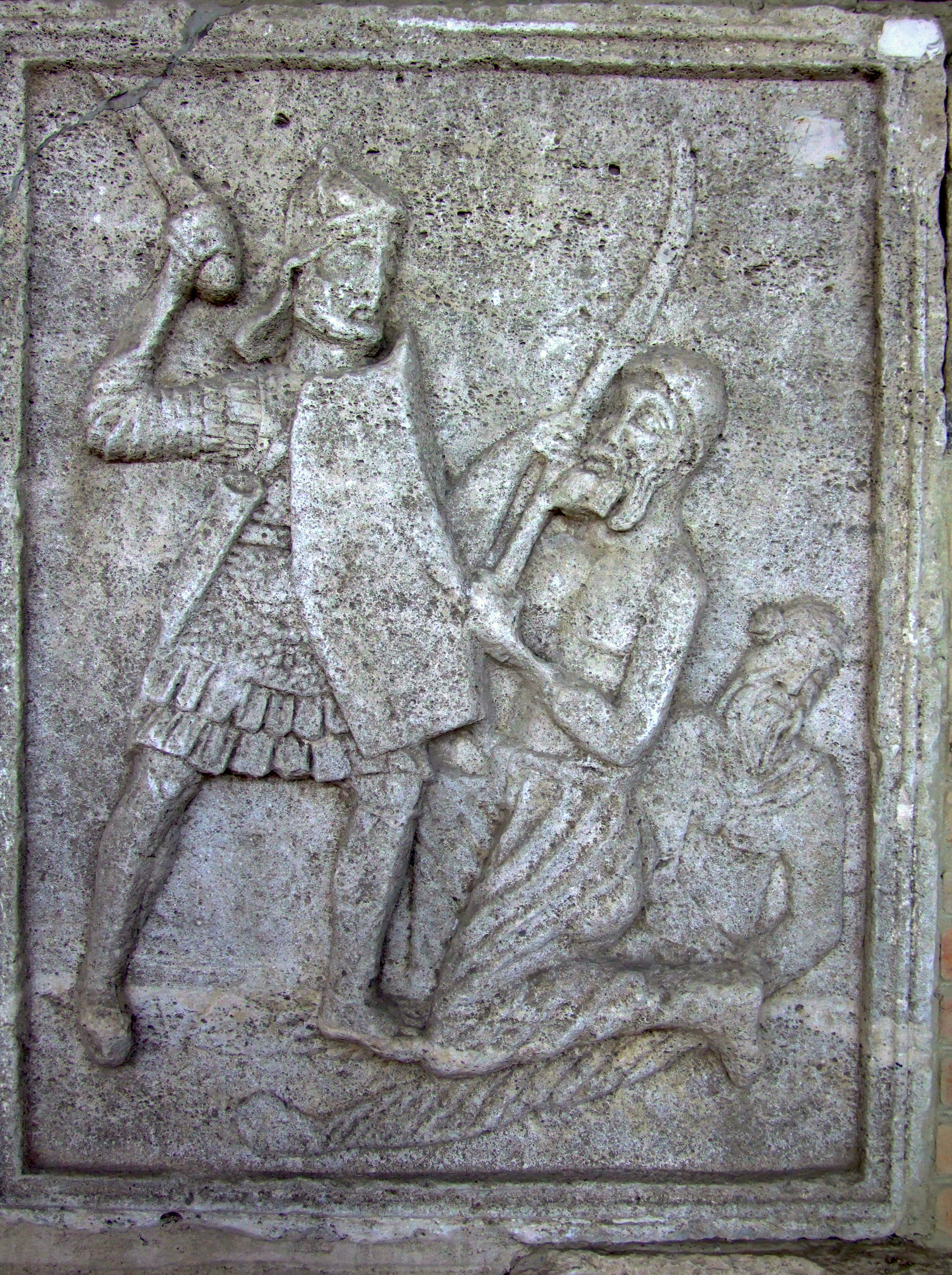
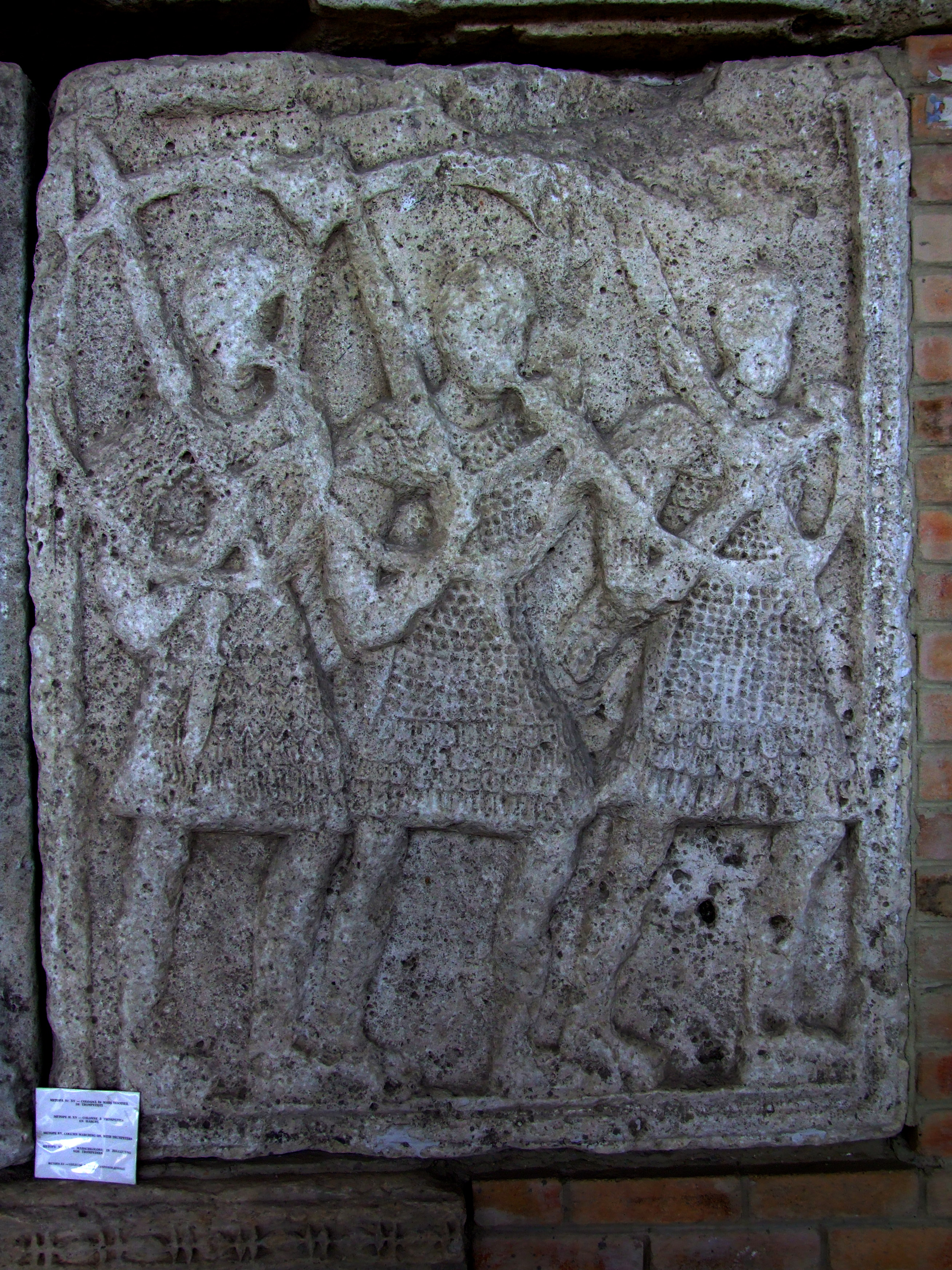
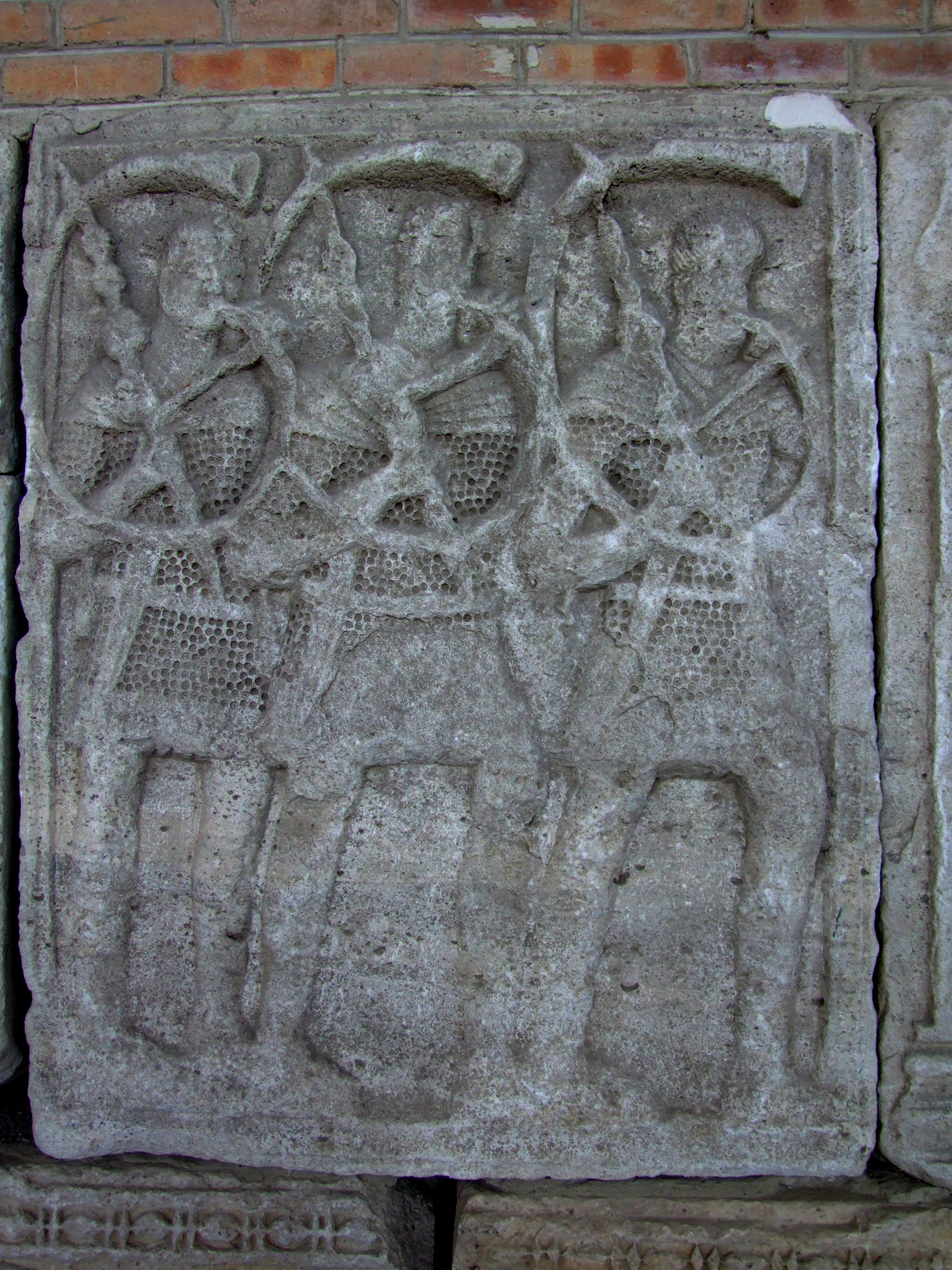
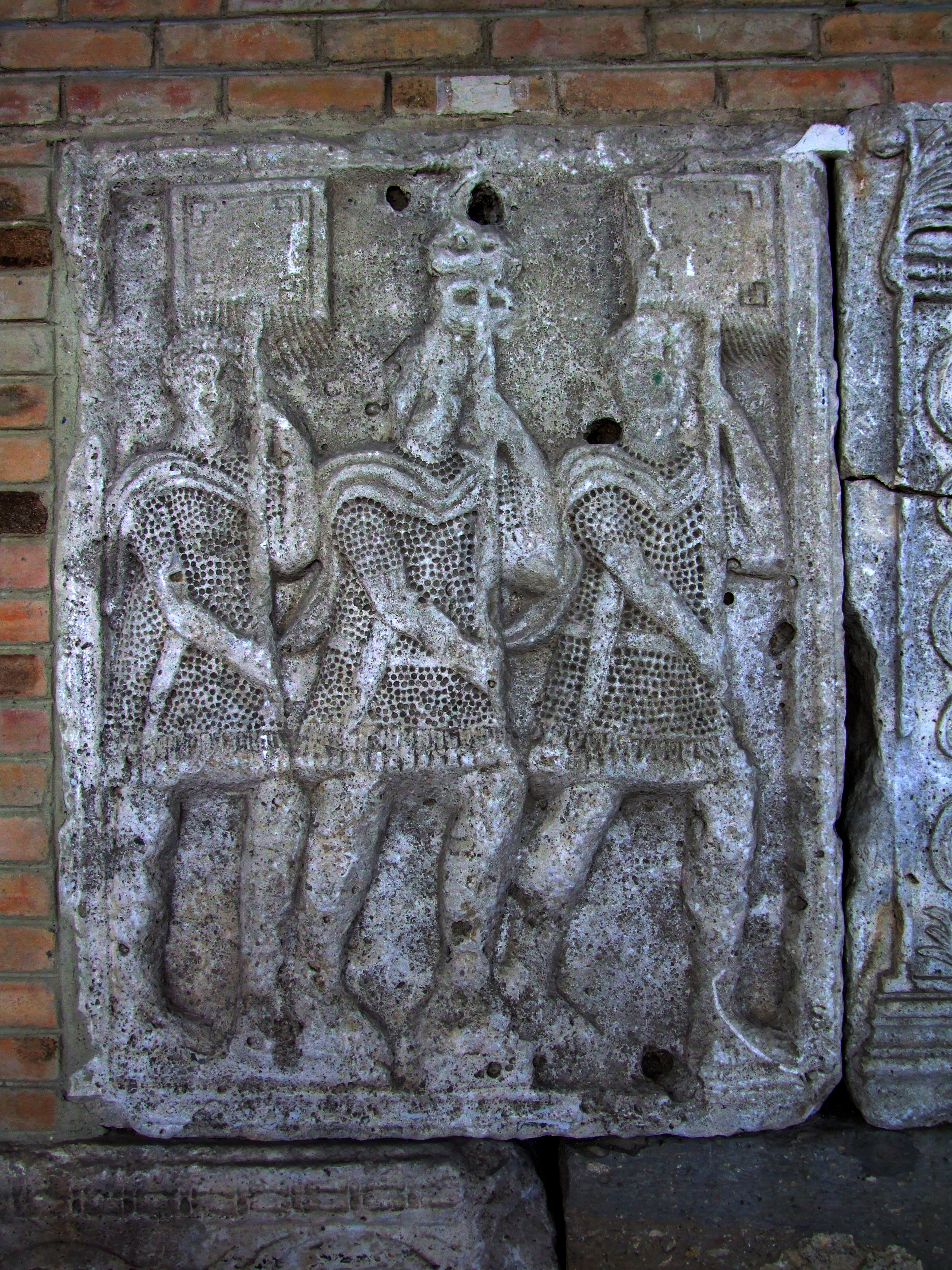
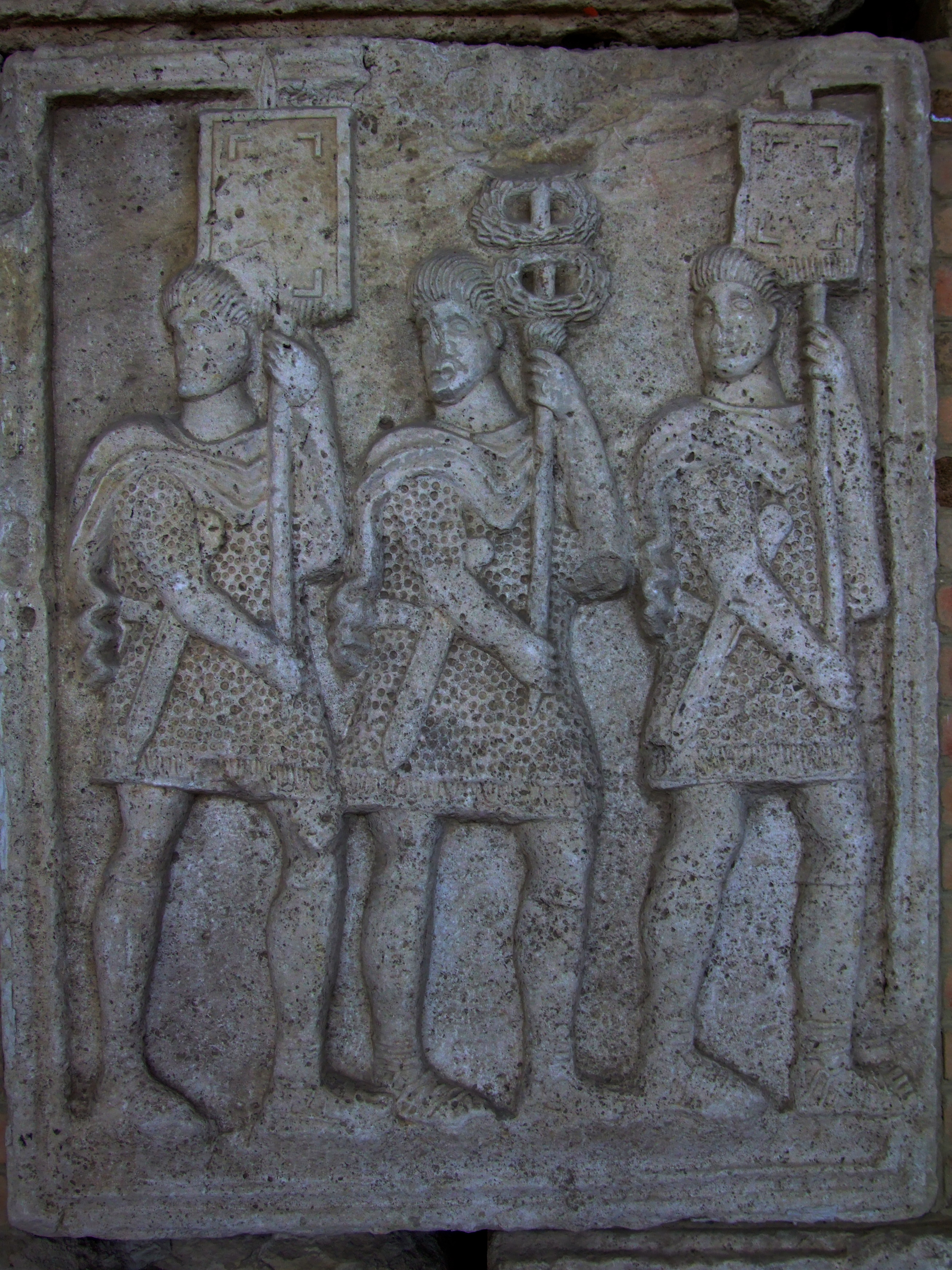
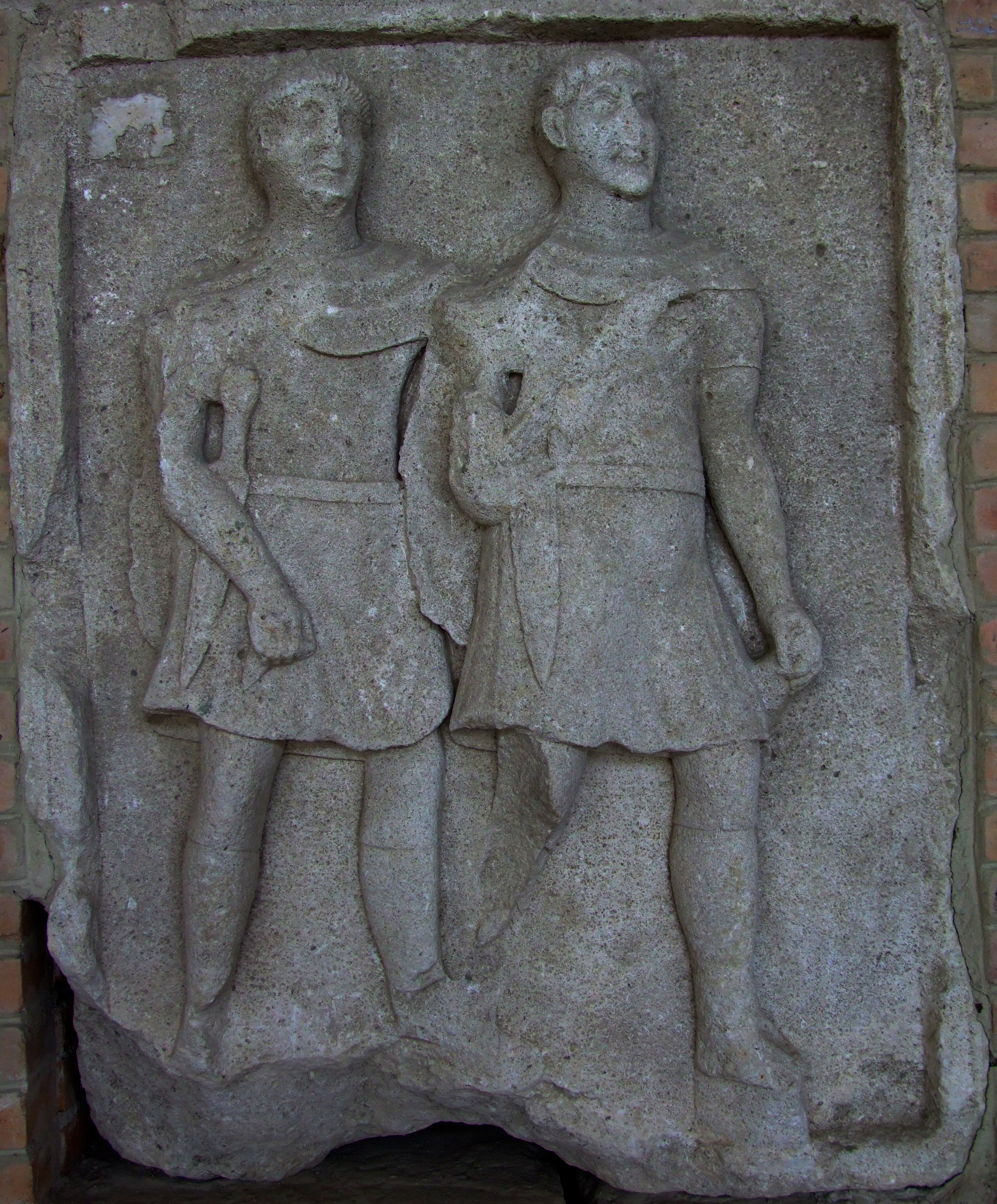
L'empereur Trajan avec un lieutenant[4].
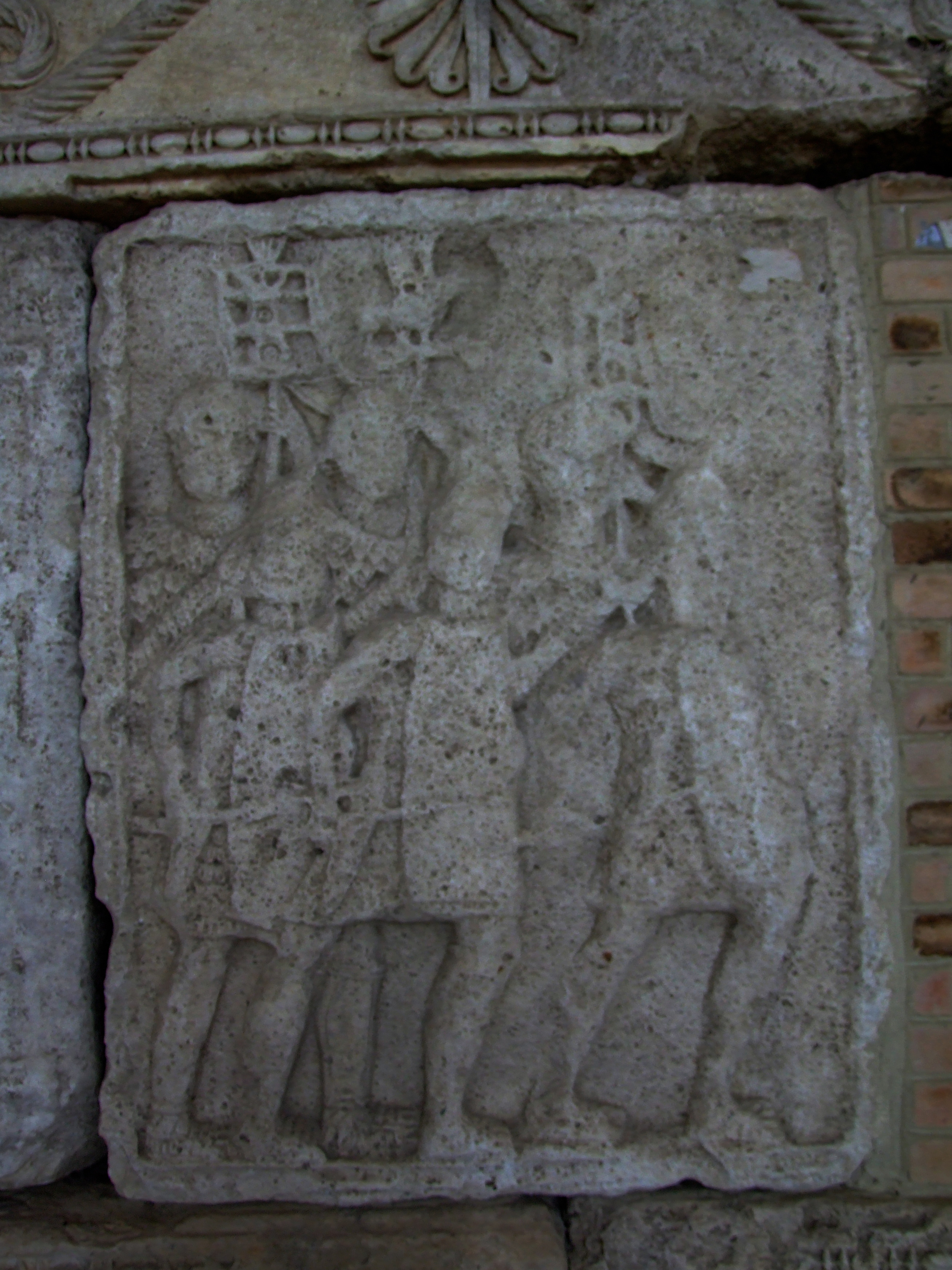
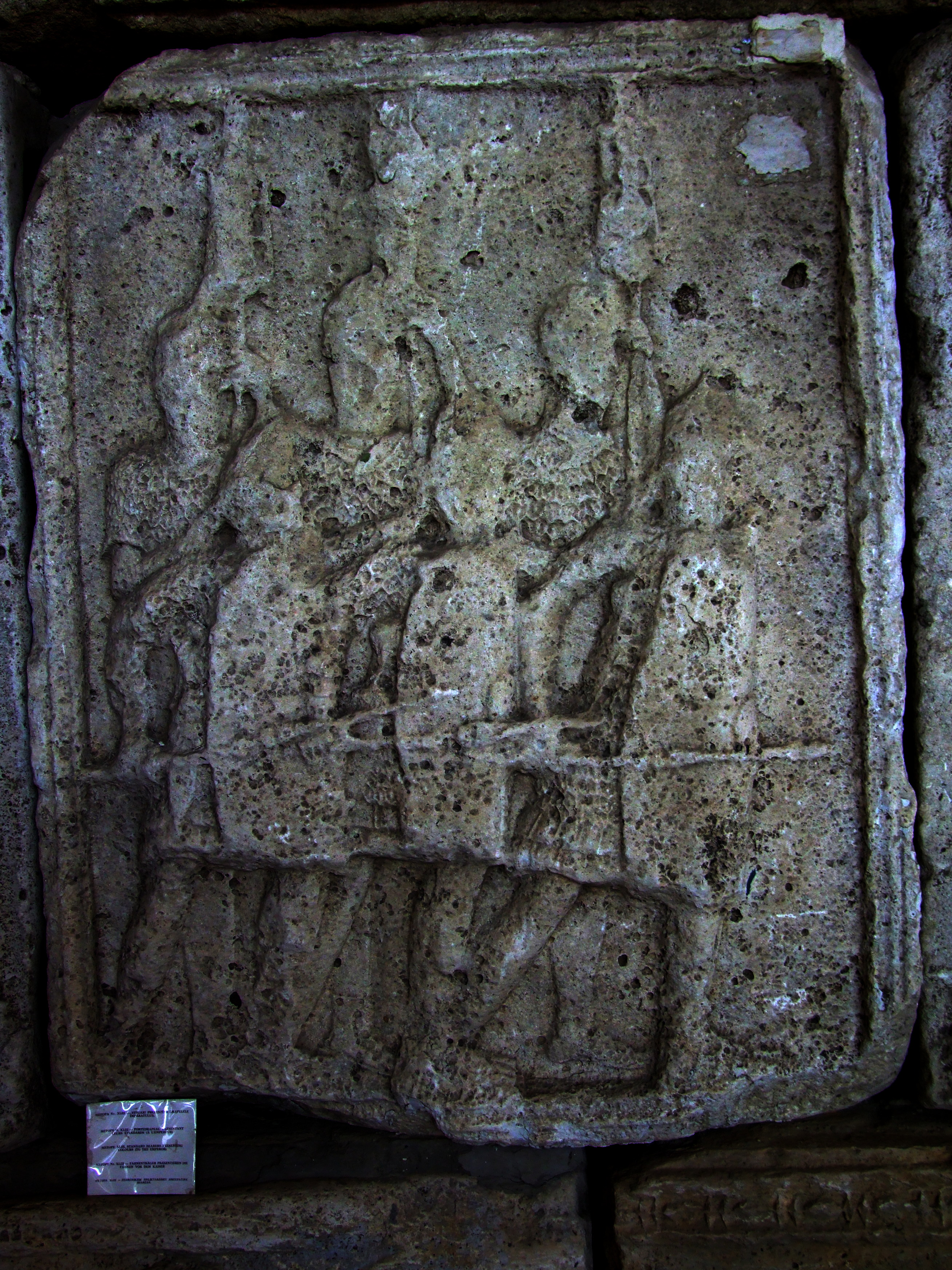
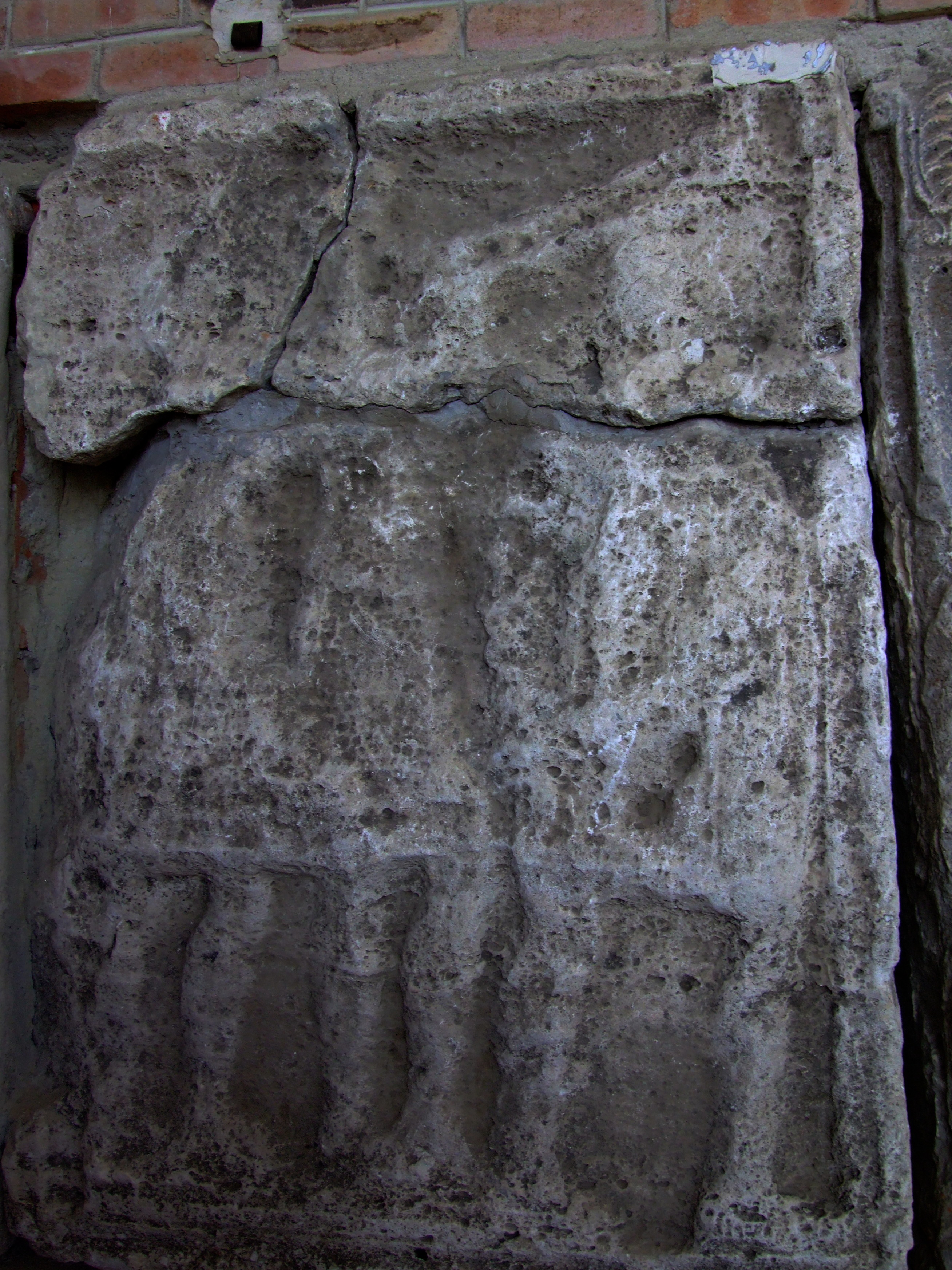
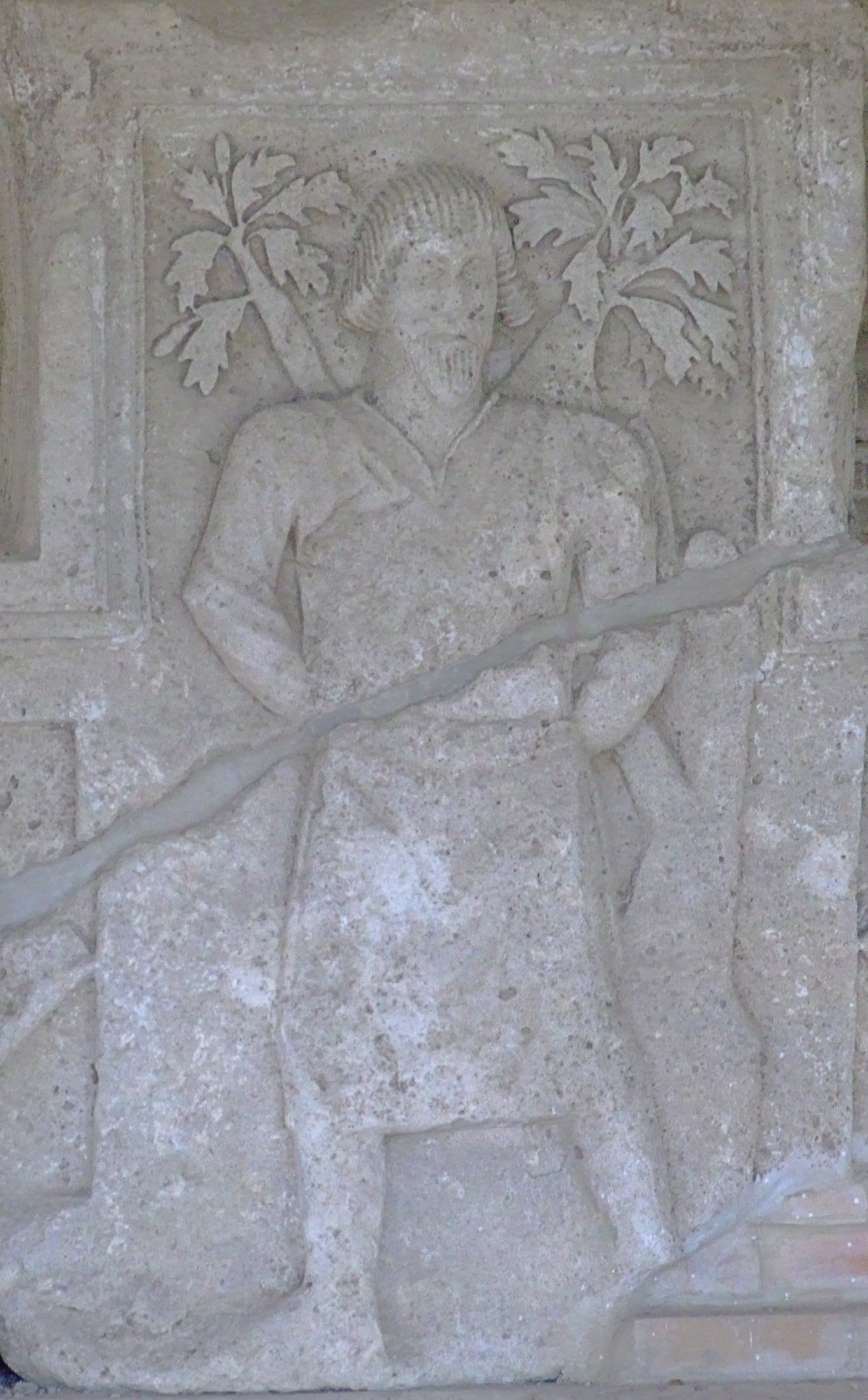
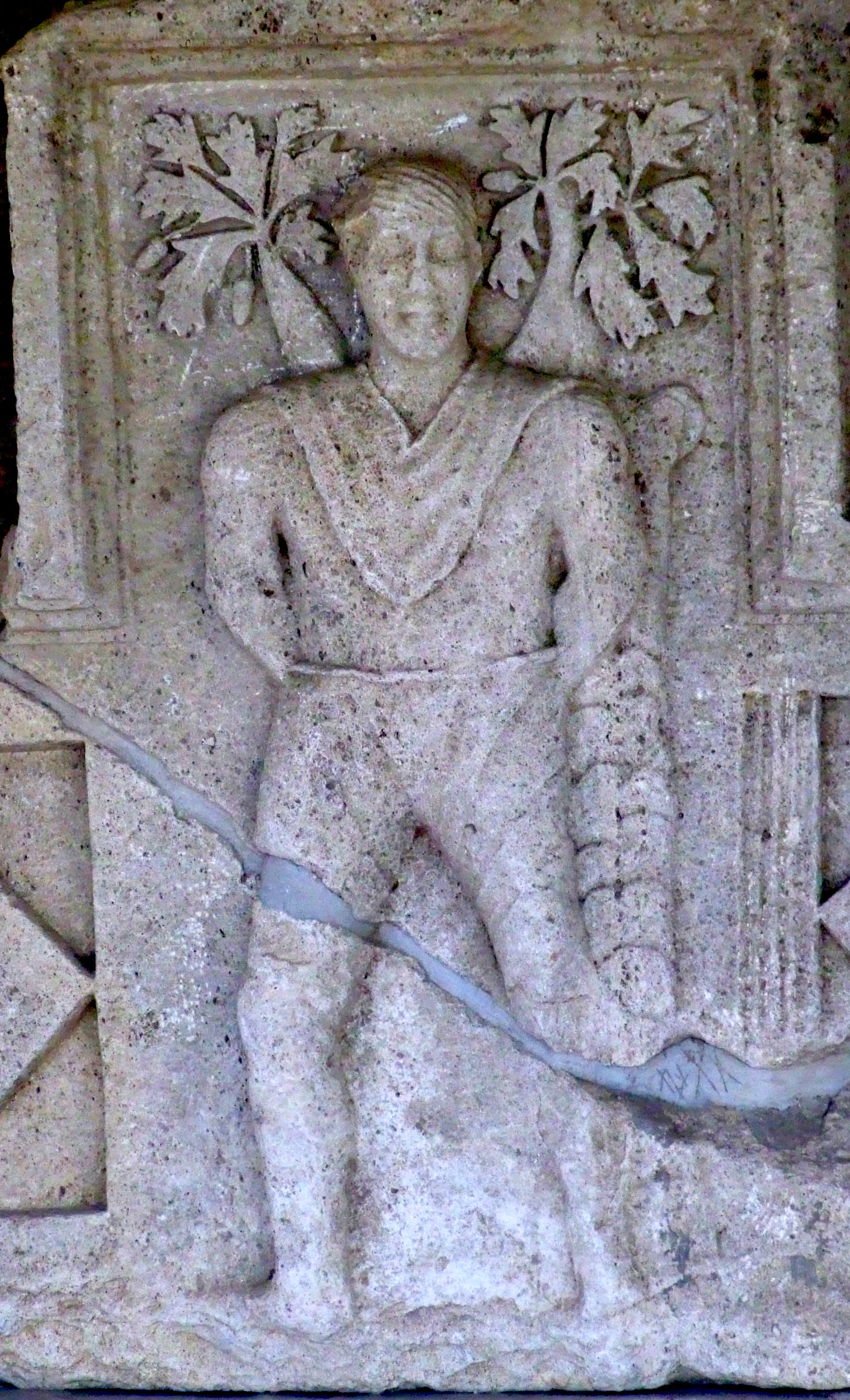
Captifs daces, sarmate et germains[4].
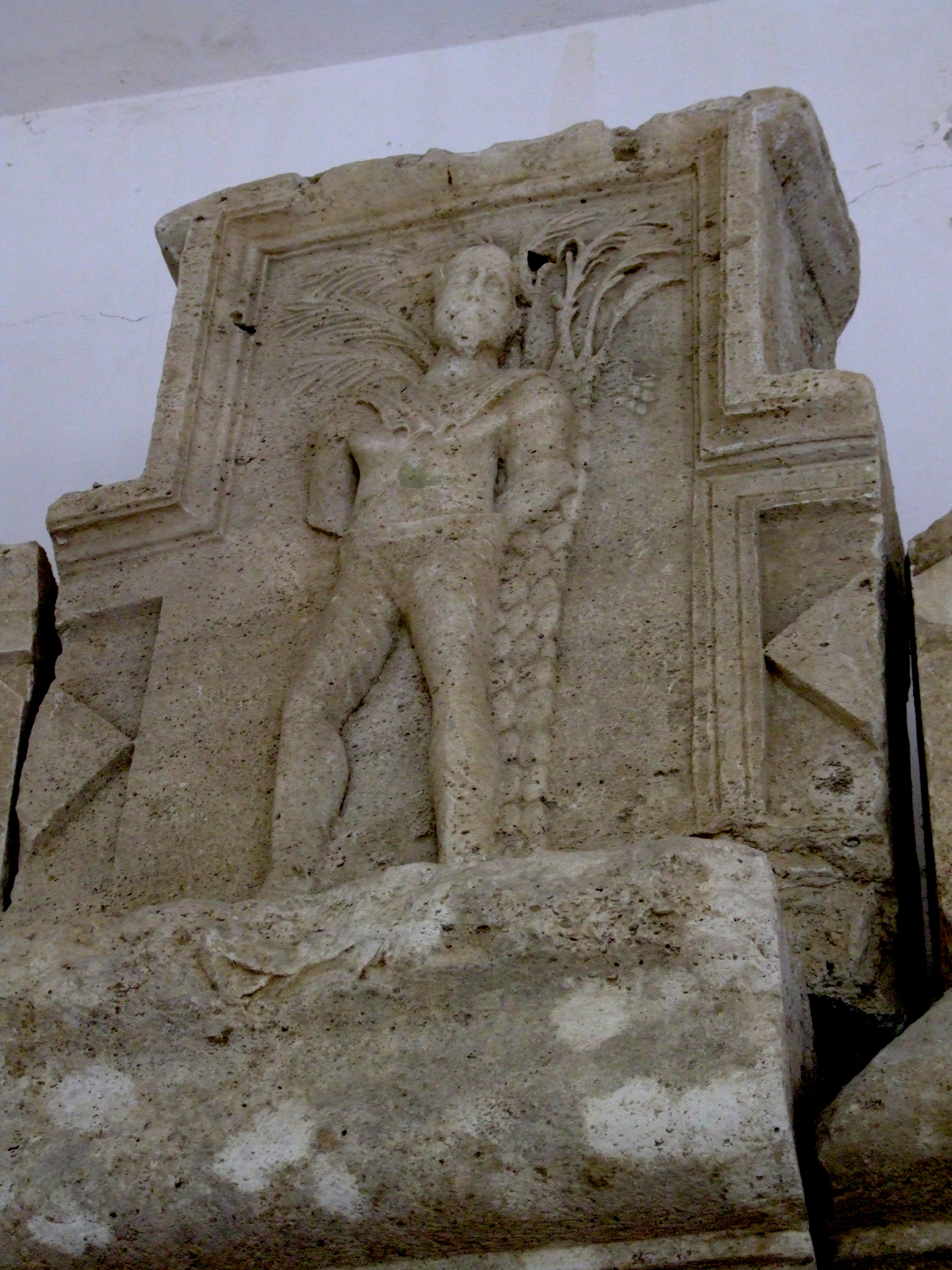
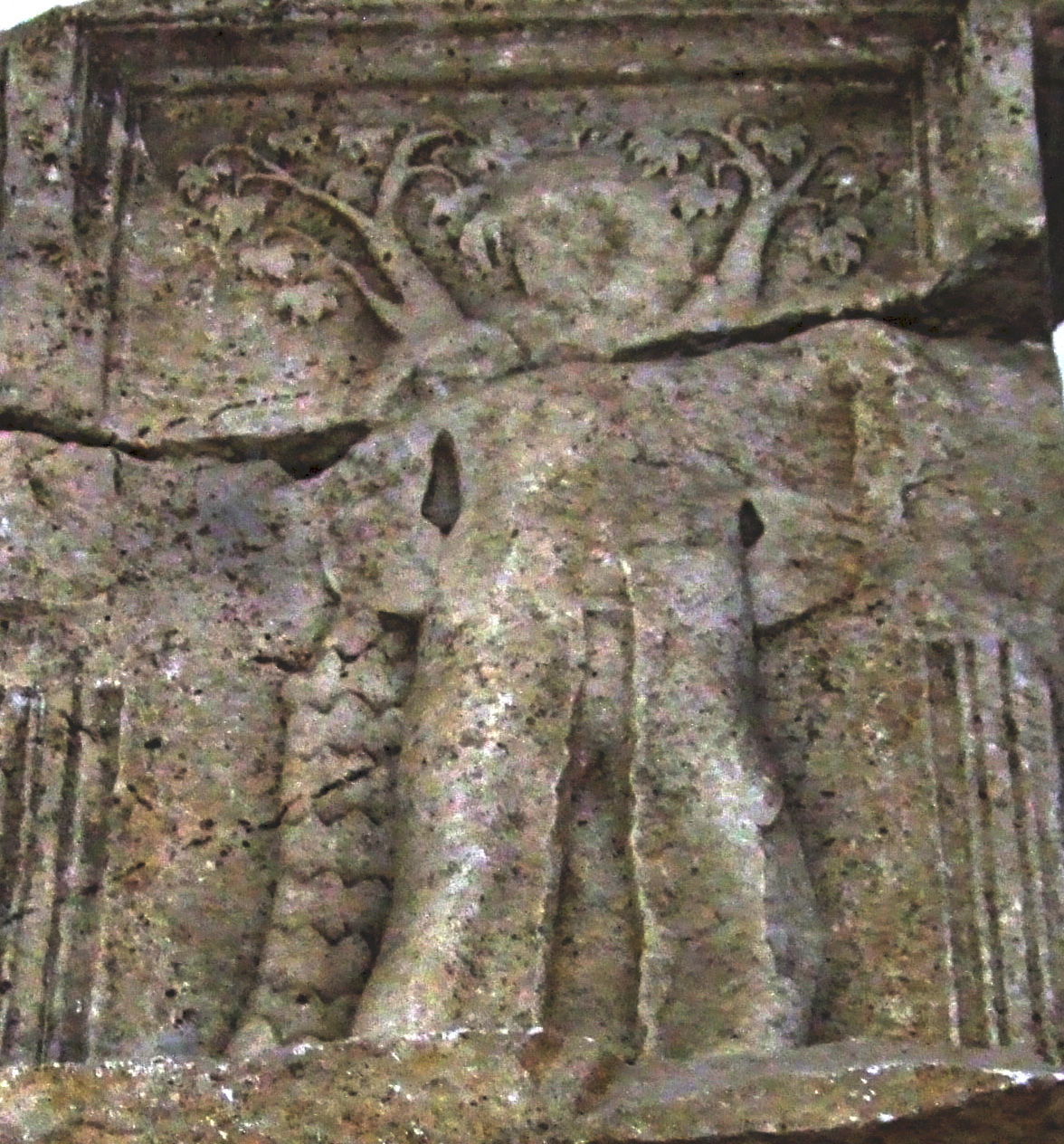
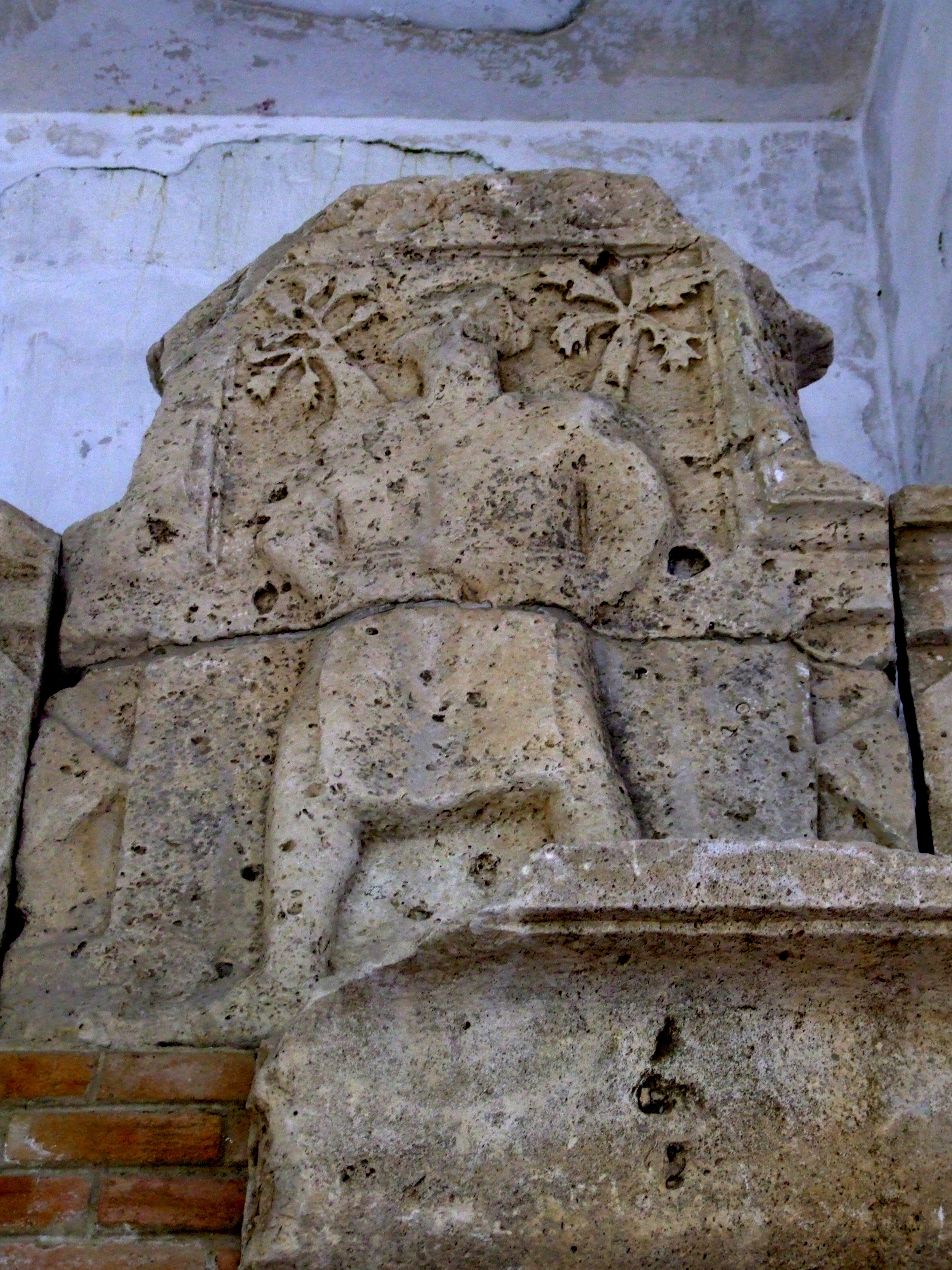
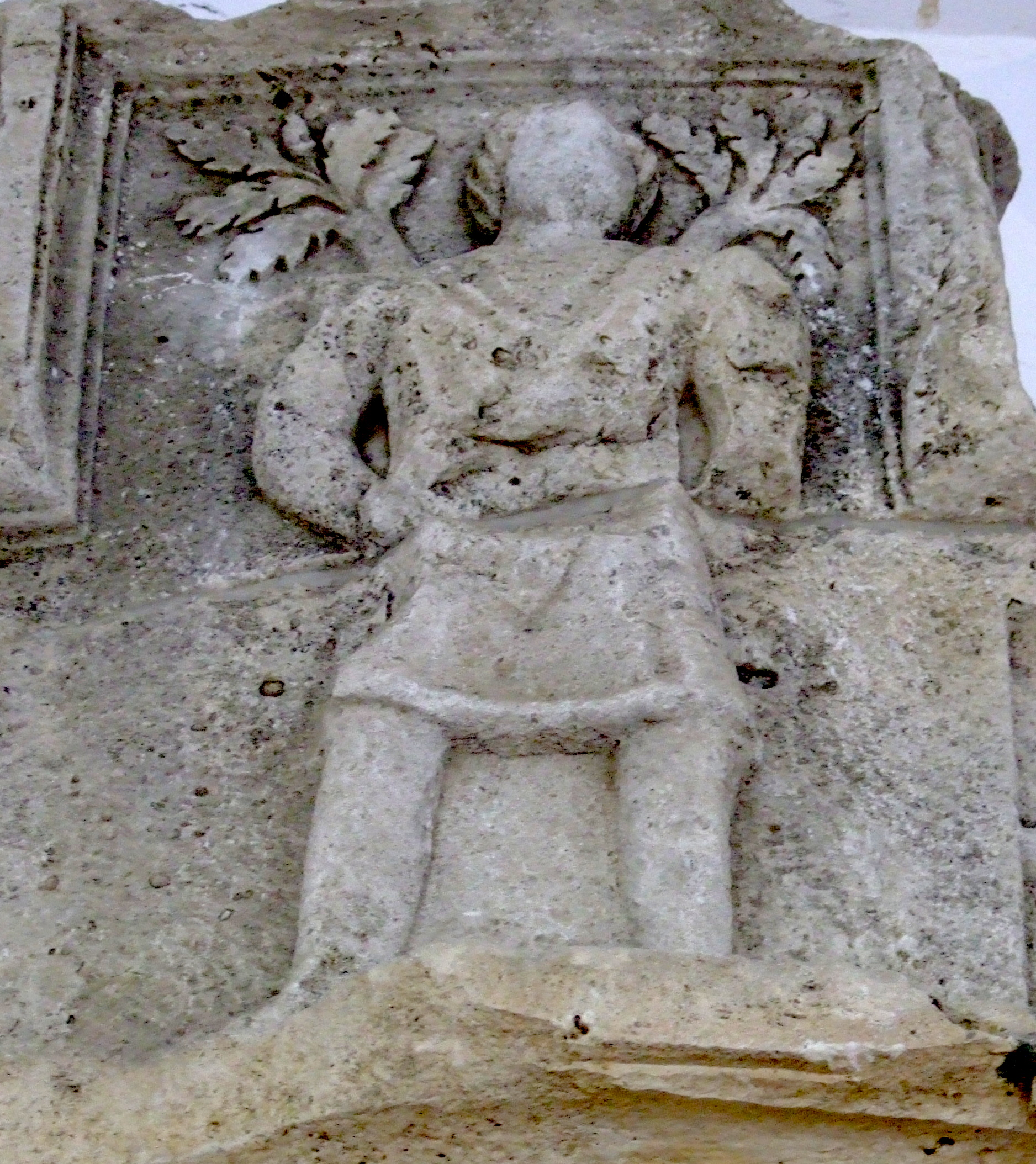
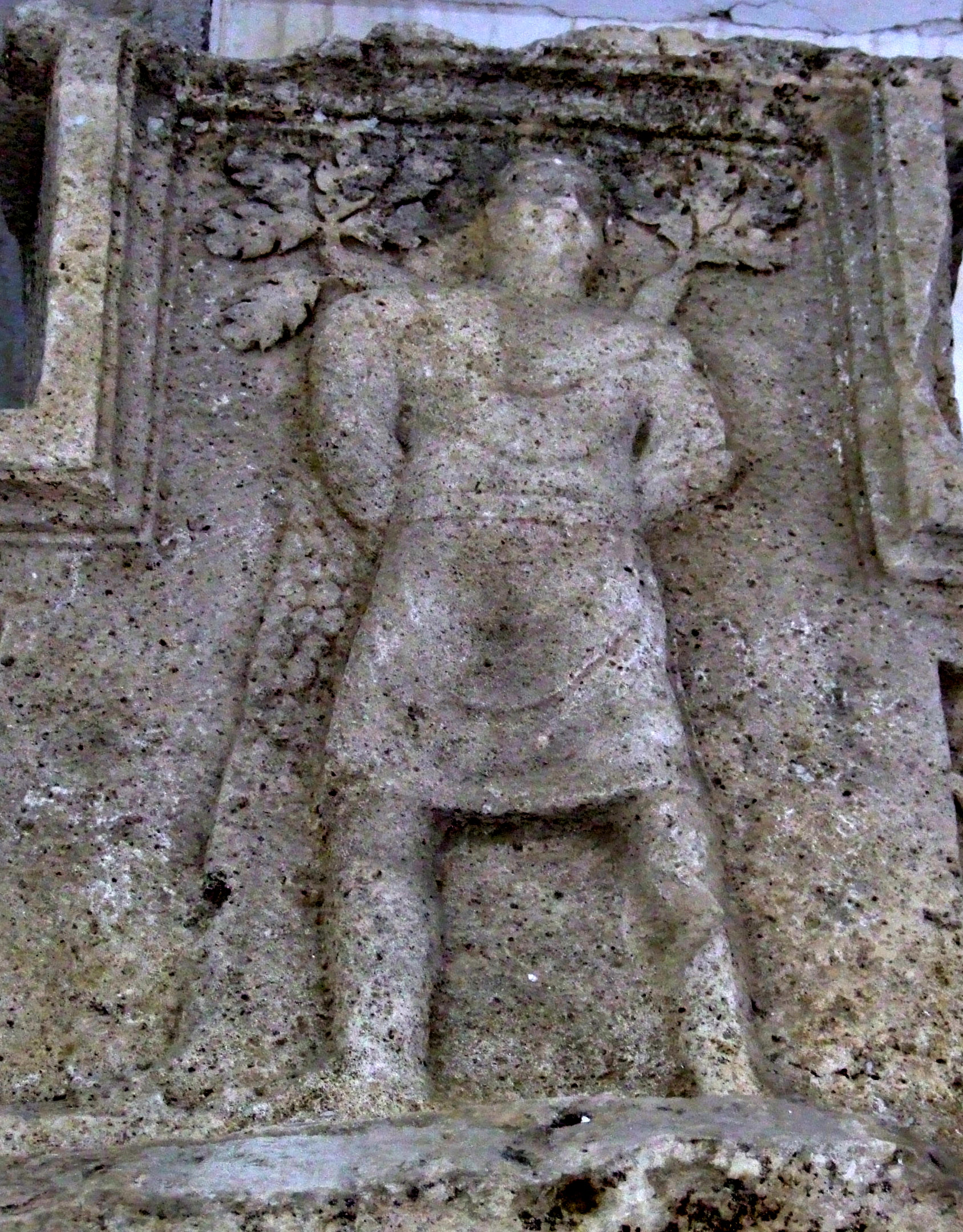
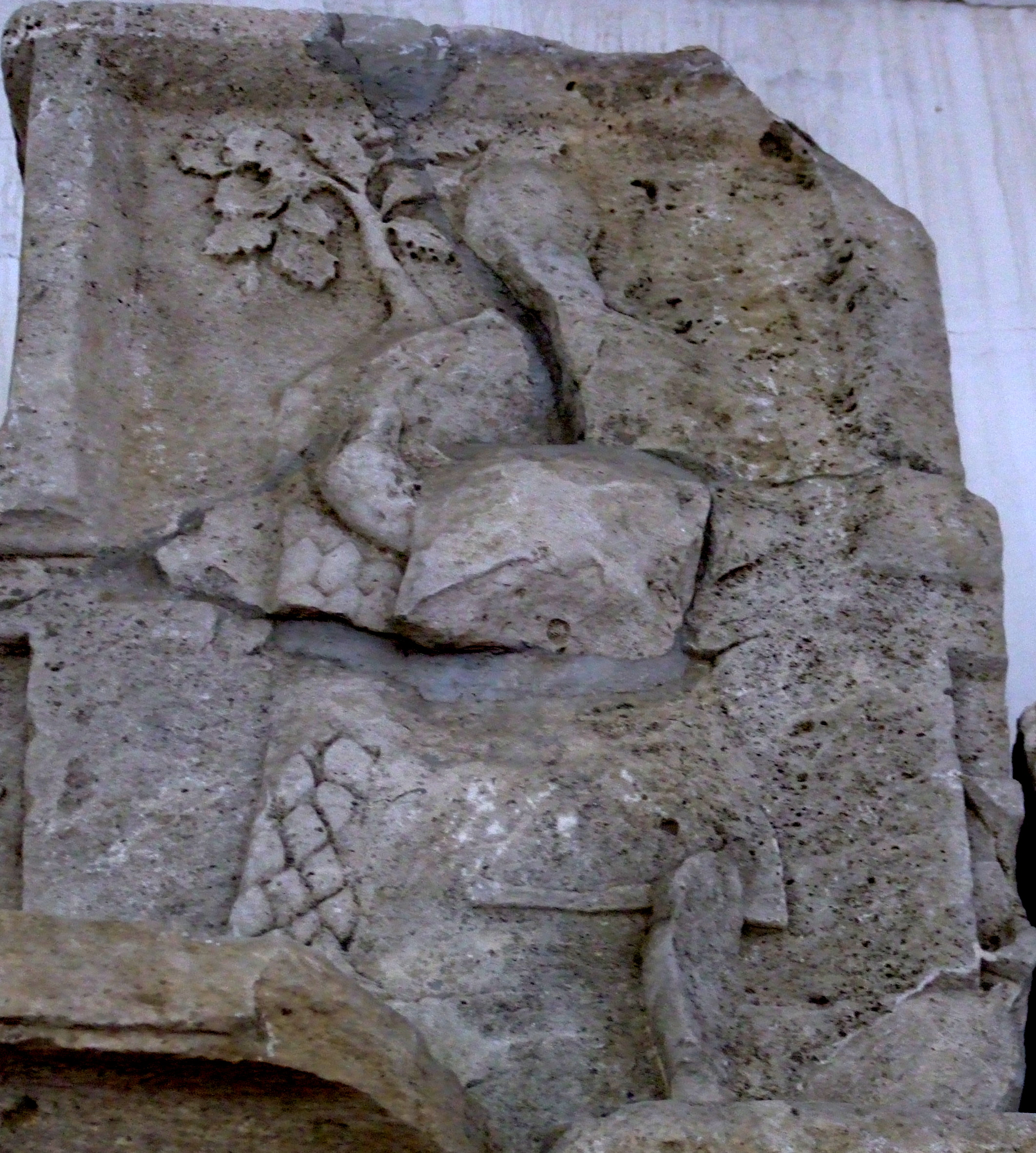
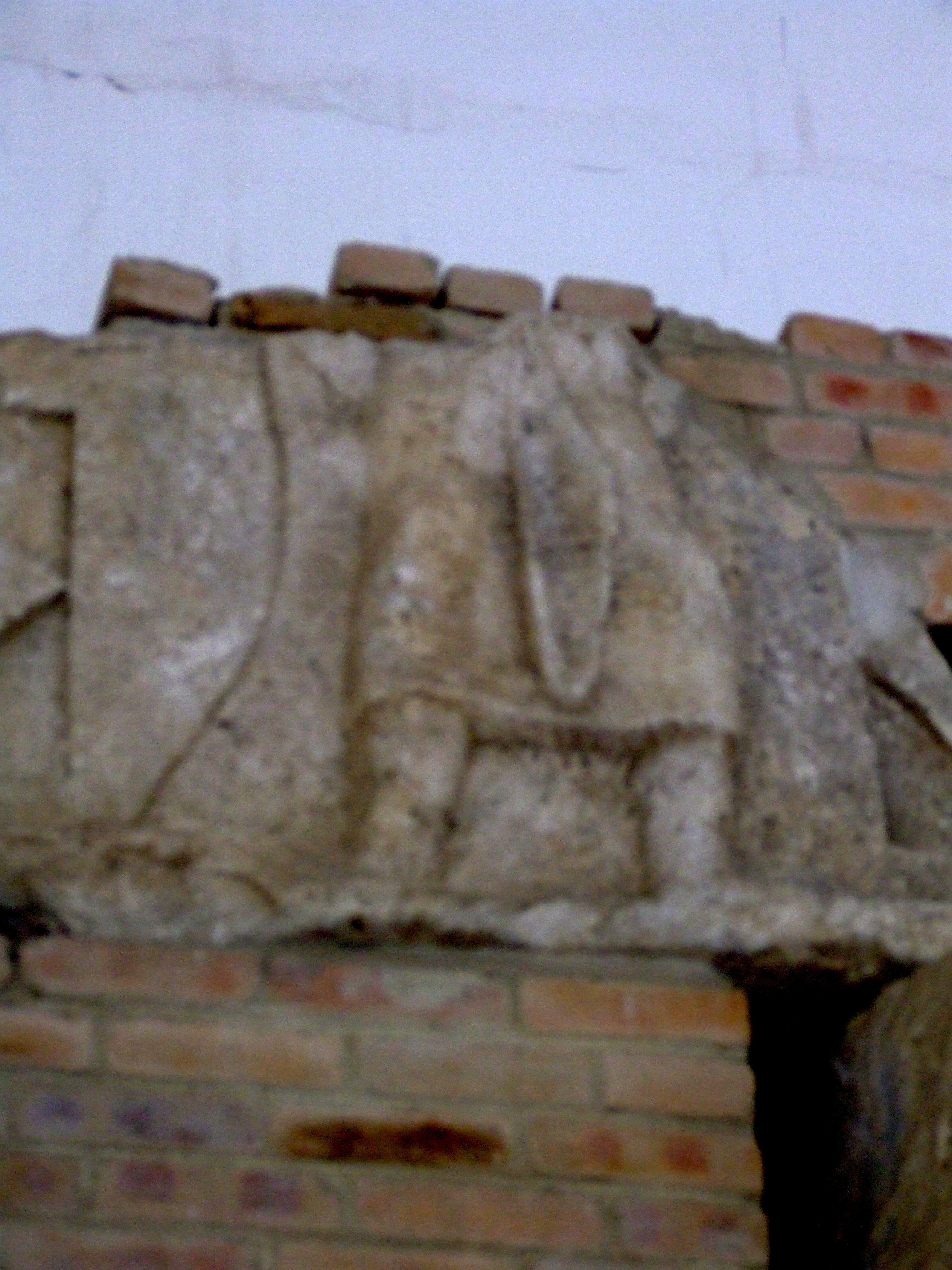
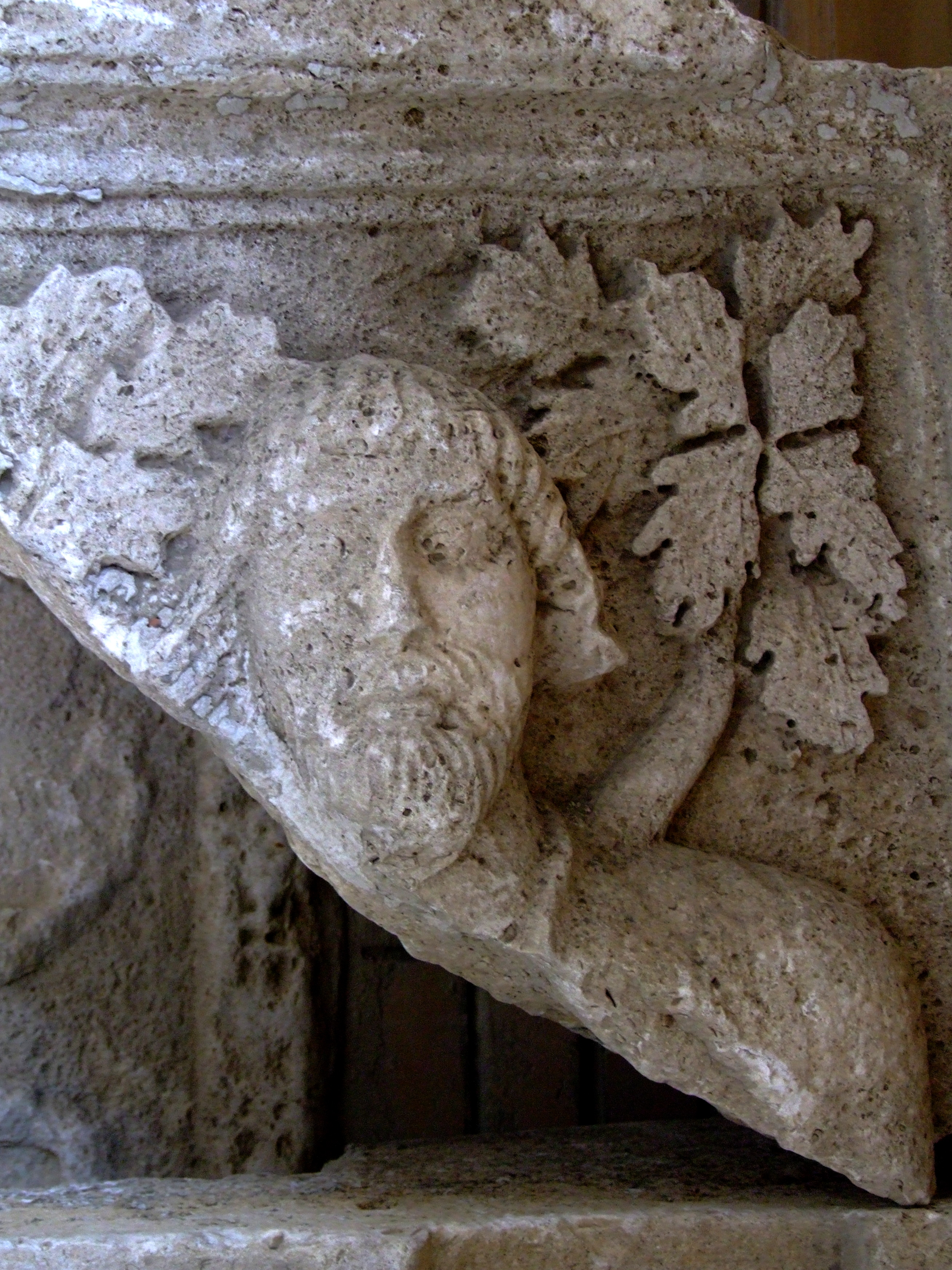
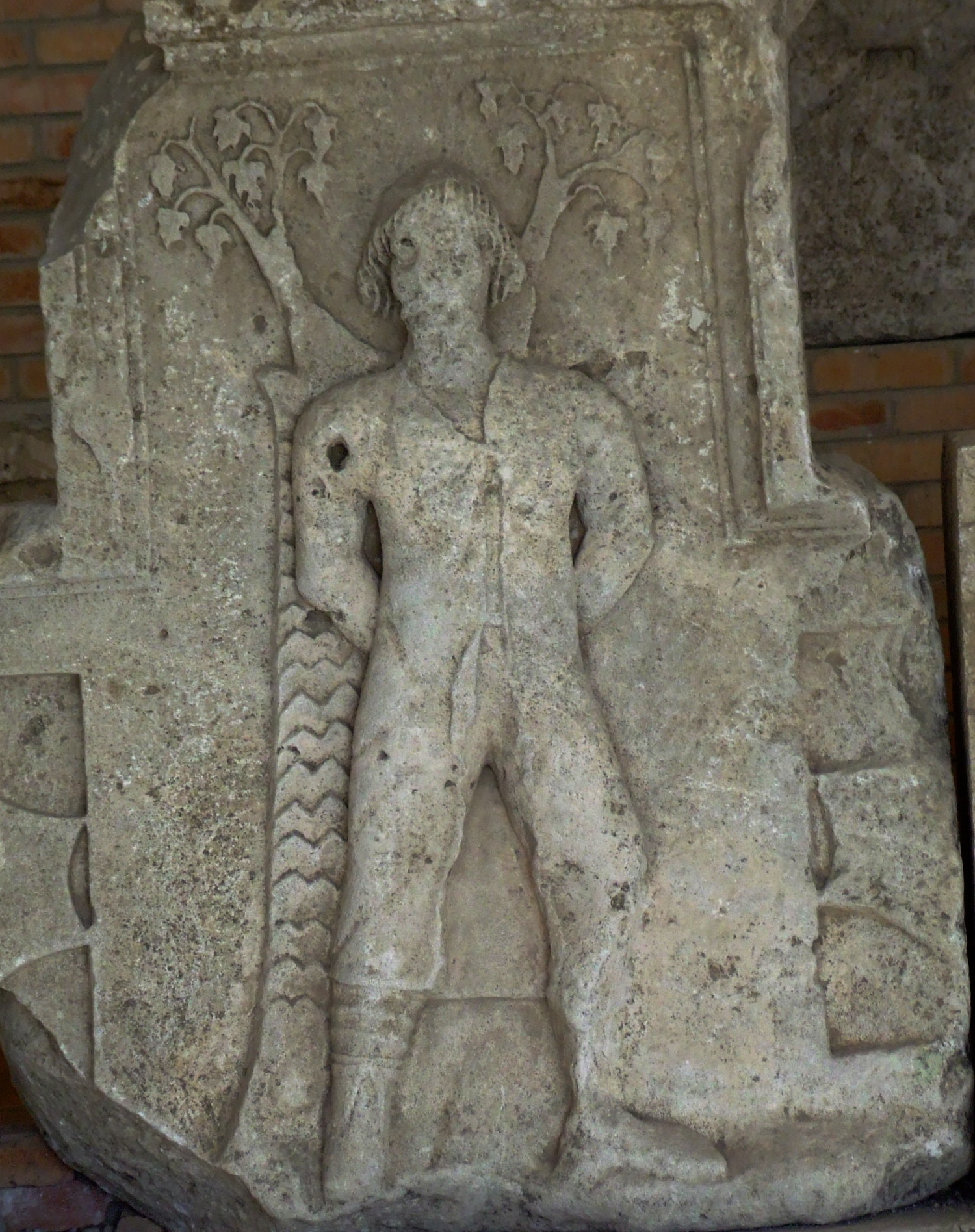
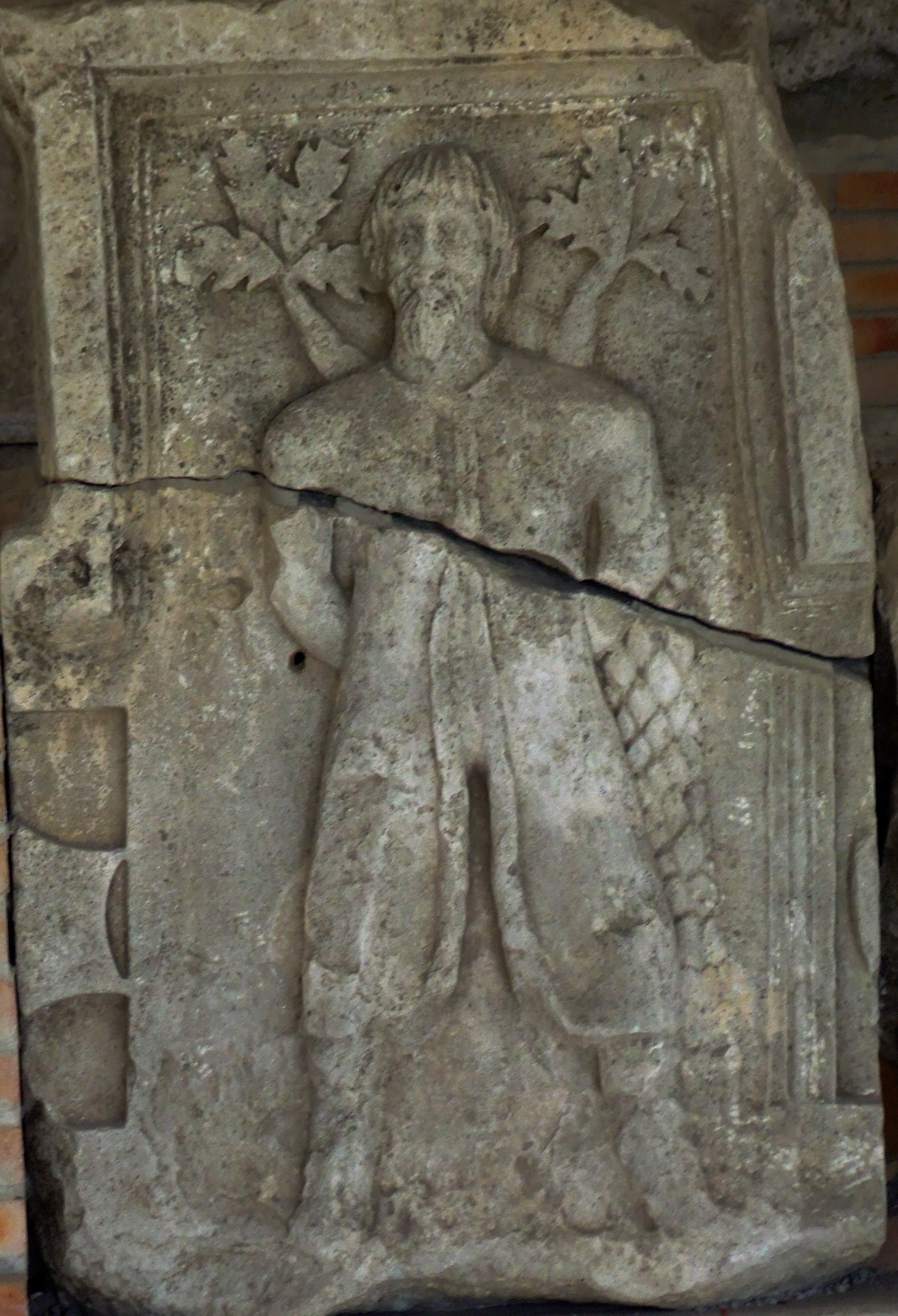
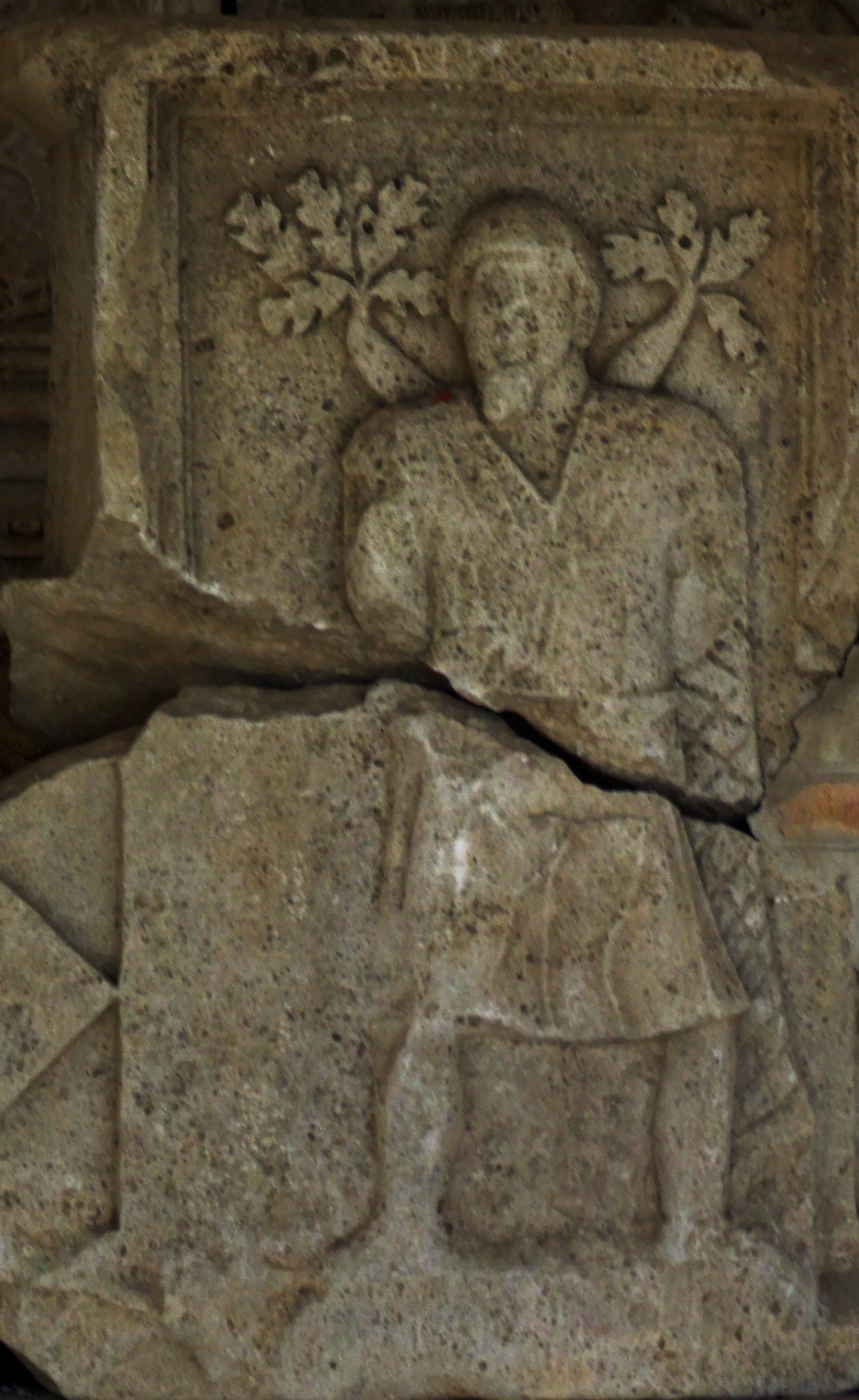
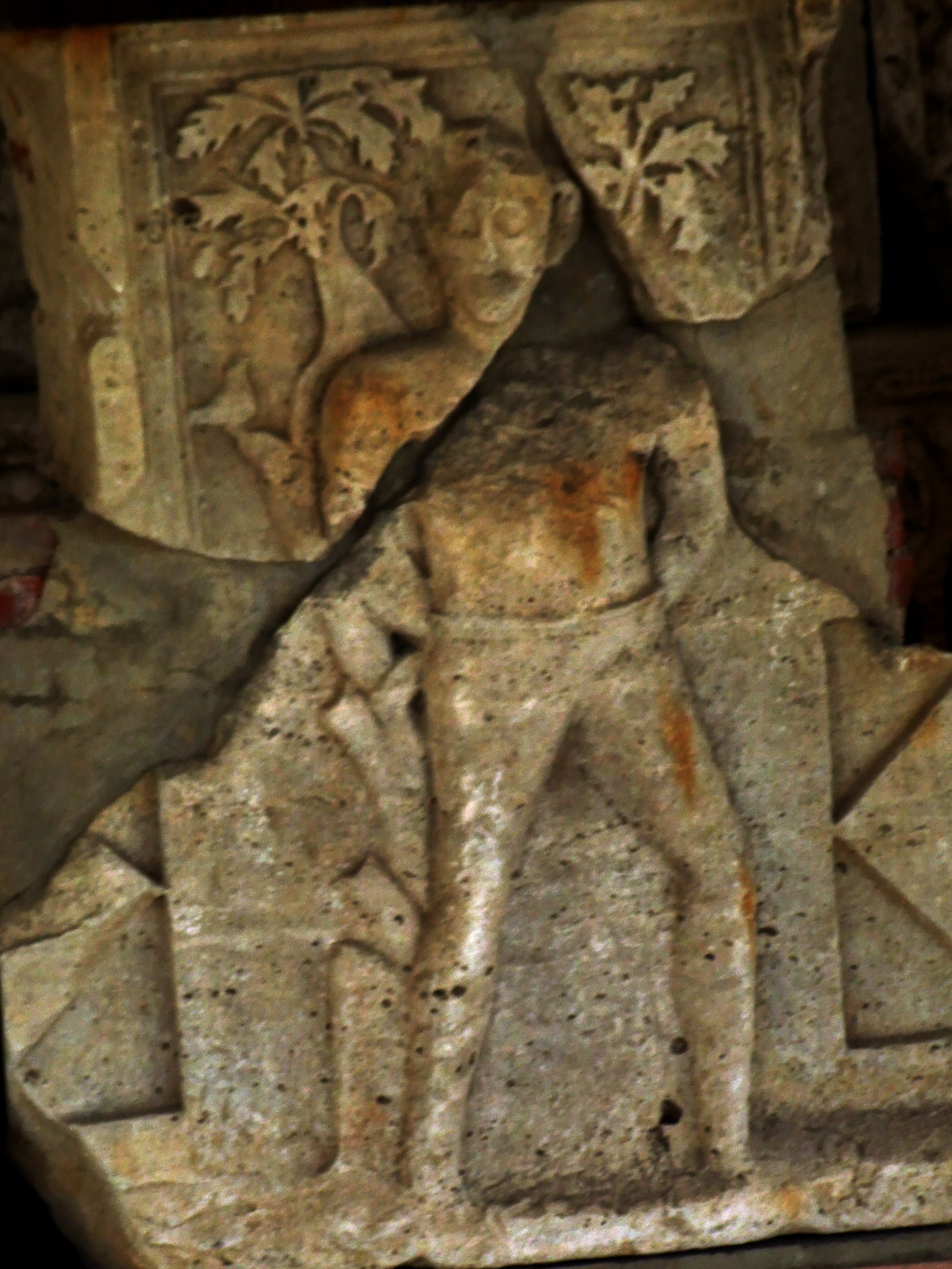
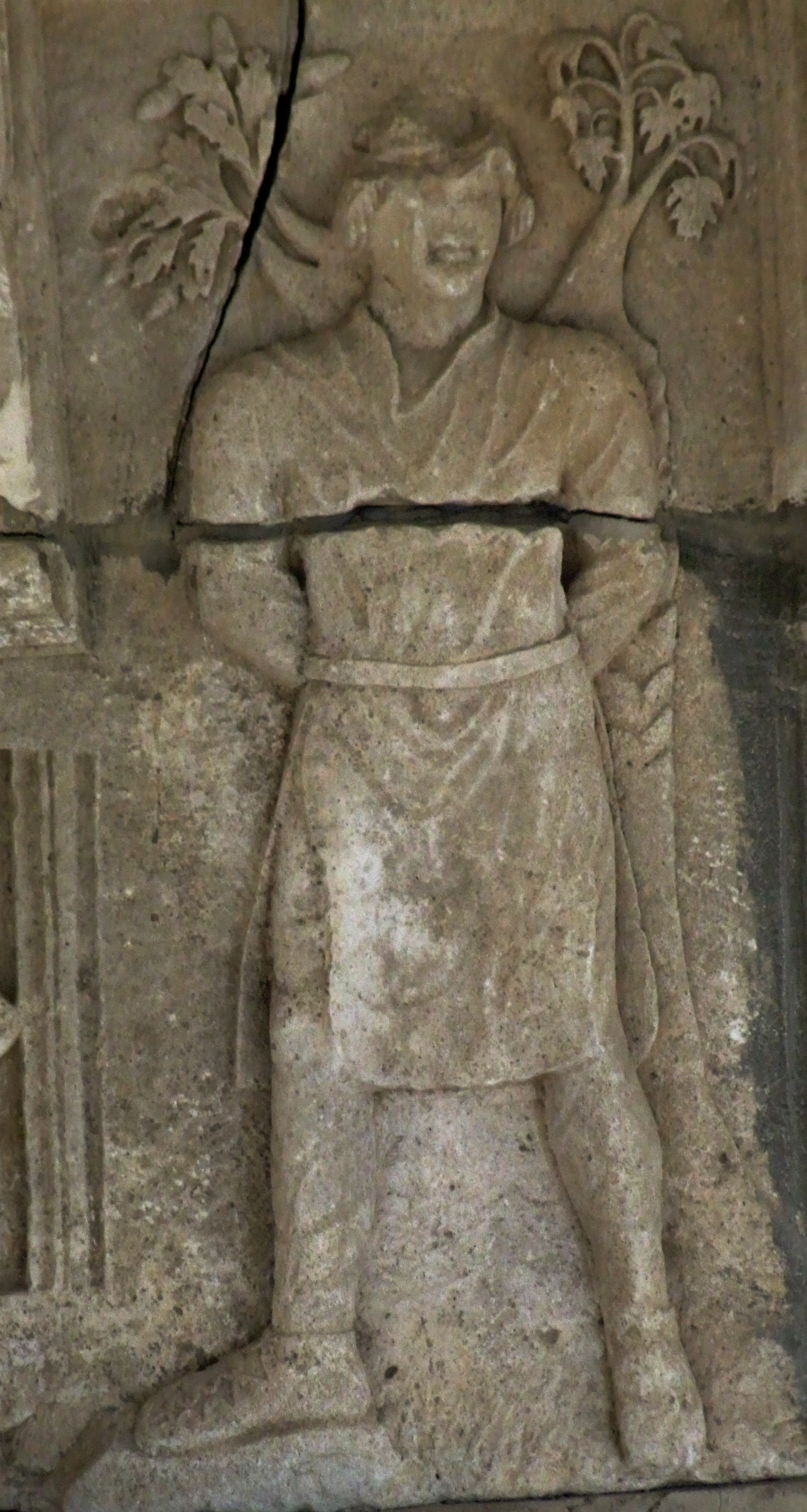
Prisonniers
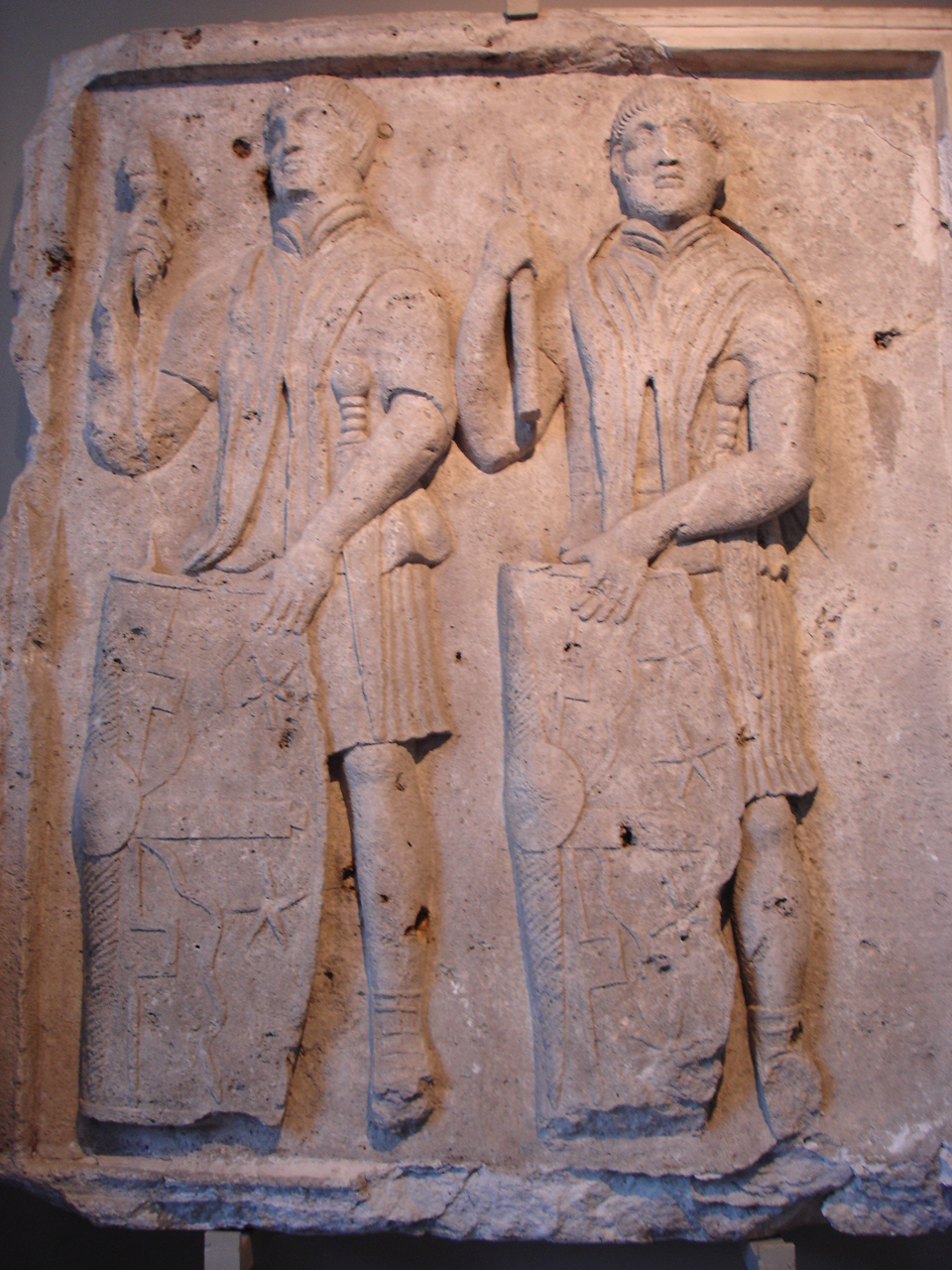
Métope, au musée archéologique d'Istanbul